# Arrow (Fernsehserie)/Episodenliste

Logo zur Serie

Diese Episodenliste enthält alle Episoden der US-amerikanische Science-Fiction-Action-Fernsehserie Arrow, sortiert nach der US-amerikanischen Erstausstrahlung. Die Fernsehserie umfasst acht Staffeln mit 170 Episoden.
In den Inhaltszusammenfassungen der Episoden ist die parallel zur Haupthandlung erzählte Nebenhandlung, die in der Vergangenheit spielt, zur Unterscheidung kursiv dargestellt.

## Übersicht
| Staffel | Episodenanzahl | Erstausstrahlung USA | Erstausstrahlung USA | Deutschsprachige Erstveröffentlichung | Deutschsprachige Erstveröffentlichung |
| Staffel | Episodenanzahl | Premiere             | Finale               | Premiere                              | Finale                                |
| ------- | -------------- | -------------------- | -------------------- | ------------------------------------- | ------------------------------------- |
| 1       | 23             | 10. Oktober 2012     | 15. Mai 2013         | 16. September 2013                    | 17. Februar 2014                      |
| 2       | 23             | 9. Oktober 2013      | 14. Mai 2014         | 17. April 2014                        | 18. September 2014                    |
| 3       | 23             | 8. Oktober 2014      | 13. Mai 2015         | 5. März 2015                          | 9. Juli 2015                          |
| 4       | 23             | 7. Oktober 2015      | 25. Mai 2016         | 3. März 2016                          | 11. Juli 2016                         |
| 5       | 23             | 5. Oktober 2016      | 24. Mai 2017         | 11. April 2017                        | 22. August 2017                       |
| 6       | 23             | 12. Oktober 2017     | 17. Mai 2018         | 7. August 2018                        | 8. Januar 2019                        |
| 7       | 22             | 15. Oktober 2018     | 13. Mai 2019         | 1. August 2020                        | 1. August 2020                        |
| 8       | 10             | 15. Oktober 2019     | 28. Januar 2020      | 1. August 2021                        | 1. August 2021                        |

## Staffel 1
Die Erstausstrahlung der ersten Staffel war vom 10. Oktober 2012 bis zum 15. Mai 2013 auf dem US-amerikanischen Sender The CW zu sehen. Die deutschsprachige Erstausstrahlung sendete der deutsche Free-TV-Sender VOX vom 16. September 2013 bis zum 17. Februar 2014.
| Nr. (ges.) | Nr. (St.) | Deutscher Titel    | Originaltitel                | Erstausstrahlung USA | Deutschsprachige Erstausstrahlung (D) | Regie           | Drehbuch                                                                  | Zuschauer (USA) | Zuschauer (D) |
| --- | --------- | ------------------ | ---------------------------- | -------------------- | ------------------------------------- | --------------- | ------------------------------------------------------------------------- | --------------- | ------------- |
| 1 | 1         | Die Rückkehr       | Pilot                        | 10. Okt. 2012        | 16. Sep. 2013                         | David Nutter    | Andrew Kreisberg & Marc Guggenheim Idee: Greg Berlanti & Marc Guggenheim  | 4,14 Mio.       | 2,79 Mio.     |
| Nach einem Schiffsunglück, das seinen Vater das Leben kostete, und fünf Jahren auf einer einsamen Pazifik-Insel, kehrt der totgeglaubte Milliardärssohn und frühere Playboy Oliver Queen nach Starling City zurück. Er wird freudig empfangen, vor allem von seiner Mutter Moira, seiner Schwester Thea und seinem besten Freund Tommy Merlyn, die jedoch merken, dass Oliver sich in den fünf Jahren verändert hat. Während er die Wahrheit über sein „neues Ich“ verbirgt, versucht er, sich mit seiner früheren Freundin, der Rechtsanwältin Laurel Lance, zu versöhnen, welche er mit ihrer Schwester Sara, die ebenfalls auf dem Schiff war und gestorben ist, betrogen hatte. Am Tag versucht er, denen, denen er früher nahestand, wieder näher zu kommen, bei Nacht allerdings will er als geheimer Selbstjustizler mit Pfeil und Bogen den letzten Wunsch seines Vaters Robert Queen erfüllen: die Leute, die Starling City zugrunde richten, zu stoppen und die Stadt so wieder zurück zu ihrem früheren Ruhm zu führen. Das erste Ziel auf der Liste, die sein Vater ihm dafür gegeben hat, ist der Millionär Adam Hunt. Jener betrügt unterschiedliche Leute in Starling und kommt so zu viel Reichtum. Währenddessen bekommt Detective Quentin Lance, Vater von Laurel, die Aufgabe, den Selbstjustizler zu fassen. In der Zwischenzeit stellt sich heraus, dass Olivers Mutter eine Agenda im Konflikt mit ihrem Sohn hat und eine Entführung inszeniert hat, um herauszufinden, was ihm sein Vater nach dem Schiffbruch sagte. |           |                    |                              |                      |                                       |                 |                                                                           |                 |               |
| 2 | 2         | Das Vermächtnis    | Honor Thy Father             | 17. Okt. 2012        | 23. Sep. 2013                         | David Barrett   | Andrew Kreisberg & Marc Guggenheim Idee: Greg Berlanti & Marc Guggenheim  | 3,55 Mio.       | 2,61 Mio.     |
| Laurel reicht eine Klage gegen Martin Somers ein, der auch ein Ziel auf Olivers Liste ist, wegen Drogenhandels mit den chinesischen Triaden, was zum Tod des Vaters einer jungen Frau führte. Als verkleideter Selbstjustizler bedroht Oliver Somers, um ihn zum Geständnis des Mordes zu bewegen, als Strafe für all das Leid, das er über die Stadt brachte. Stattdessen informiert Somers die Triaden, die die Killerin China White auf Laurel ansetzen. Der „Kapuzenmann“, wie Oliver als Selbstjustizler öffentlich genannt wird, kann Laurel jedoch retten; daraufhin gesteht Somers Oliver den Mord, was er auf Tonband aufnimmt und Detective Lance schickt. Währenddessen drängen ihn Moira und Walter Steele, ein früherer Freund Roberts und dessen Nachfolger, eine Stelle in der Firma anzunehmen. Da Oliver aber weiß, dass er es nicht schaffen wird, das und seine nächtliche Arbeit als Selbstjustizler unter einen Hut zu bringen, lehnt er ab. Nachdem Oliver auf der Insel gestrandet ist, wird er von einem mysteriösen Mann mit Kapuze und Pfeil und Bogen angegriffen. |           |                    |                              |                      |                                       |                 |                                                                           |                 |               |
| 3 | 3         | Gegengift          | Lone Gunmen                  | 24. Okt. 2012        | 30. Sep. 2013                         | Guy Bee         | Marc Guggenheim & Andrew Kreisberg Idee: Greg Berlanti & Andrew Kreisberg | 3,51 Mio.       | 2,48 Mio.     |
| Oliver ist gerade dabei, einen weiteren Millionär aufzuspüren, als dieser von einem Auftragsmörder namens Deadshot umgebracht wird. Entgegen den Hinweisen glaubt die Polizei zunächst, die „Kapuze“ habe den Mann ermordet. Um sein nächtliches Verschwinden zu erklären, beschließt Oliver, über seiner Basis eine Diskothek zu eröffnen. Beim Vergleichen der Konkurrenz findet er von Thea heraus, dass Laurel und Tommy während seiner Abwesenheit miteinander geschlafen haben. Laurel kommt es verdächtig vor, dass Oliver nicht besonders überrascht reagiert, als er die Neuigkeit erfährt, und glaubt, er habe das schon vorher gewusst. Mit der Hilfe von Detective Lance versucht Oliver Deadshot zu stoppen, was ihm dann auch gelingt, indem er ihn scheinbar tötet. Allerdings wird dabei Olivers Leibwächter John Diggle angeschossen und um ihn zu retten, gibt Oliver ihm seine Identität als Selbstjustizler preis. Der Bogenschütze heilt Olivers Wunden und erklärt ihm, dass er ihm nur helfen wollte. Doch Oliver traut ihm nicht und flieht vor ihm, läuft aber direkt in die Arme von bewaffneten Soldaten. |           |                    |                              |                      |                                       |                 |                                                                           |                 |               |
| 4 | 4         | Unschuldig         | An Innocent Man              | 31. Okt. 2012        | 7. Okt. 2013                          | Vince Misiano   | Moira Kirland & Lana Cho                                                  | 3,05 Mio.       | 2,24 Mio.     |
| Diggle wacht in Olivers Geheimquartier auf und identifiziert ihn als den Selbstjustizler. Oliver bietet ihm an, sich ihm dabei anzuschließen, die Stadt sicherer zu machen. Diggle jedoch ist schockiert, da er erkennt, dass Oliver ein Mörder ist, und lehnt ab. Während Oliver später die Nachrichten sieht, fallen ihm Verbindungen zwischen Declan, einem Mann, dem die Todesstrafe bevorsteht, und Jason Brodeur, einem Namen auf seiner Liste, auf. Er findet heraus, dass Declan unschuldig ist, benötigt aber die Hilfe von Laurel, um dies zu beweisen. Zusammen schaffen sie es, die Wahrheit aufzudecken, doch Jason Brodeur lässt seinen Bodyguard einen Gefängnisausbruch inszenieren, sodass er Laurel und Declan im Gefängnis gefangen hält. Getarnt als Wache schleicht sich Oliver ins Gefängnis und rettet die beiden, wobei er dem noch lebenden Deadshot begegnet. Letztendlich gesteht der Bodyguard Declans Unschuld. Diggle trifft sich noch einmal mit Oliver, um das Angebot anzunehmen und zusammen die Stadt zu beschützen. Dabei macht Diggle Oliver klar, dass er gut einen Verbündeten brauchen könne, sodass nicht die ganze Last allein auf Olivers Schultern liege. Detective Lance beschuldigt Oliver, der Selbstjustizler zu sein, da dieser durch die Überwachungskamera Oliver mit der Ausrüstung des „Kapuzenmannes“ gesehen hat. In der Zwischenzeit entdeckt Walter eine alte Lagerhalle in Besitz von Moira, in der die sabotierte, geborgene Jacht aufbewahrt wird. |           |                    |                              |                      |                                       |                 |                                                                           |                 |               |
| 5 | 5         | Der Doppelgänger   | Damaged                      | 7. Nov. 2012         | 14. Okt. 2013                         | Michael Schultz | Wendy Mericle & Ben Sokolowski                                            | 3,75 Mio.       | 2,29 Mio.     |
| Nachdem Oliver von Detective Lance beschuldigt wurde, der Selbstjustizler zu sein, nimmt er sich Laurel als Rechtsanwältin. Die Staatsanwaltschaft meint, nach fünf Jahren auf einer verlassenen Insel leide Oliver Queen nun an einer posttraumatischen Belastungsstörung und sollte in eine Nervenklinik eingeliefert werden. Oliver lehnt das Angebot ab und zieht stattdessen einen Lügendetektor-Test vor, um Detective Lance zu überzeugen. Die Testergebnisse zeigen, dass Oliver nicht der Selbstjustizler ist. Oliver zeigt Laurel seine Narben und erzählt ihr, dass er auf der Insel gefoltert wurde. Während er in Untersuchungshaft nicht das Haus verlassen darf, schmeißt er eine Party, um zu verdeutlichen, dass sein altes Playboy-Image immer noch erhalten ist. Dabei übernimmt Diggle die Arbeit des Selbstjustizlers und muss alleine einen deutschen Waffenhändler aufhalten, der vollautomatische Waffen den Gangs in der Stadt verkauft. Der Plan geht auf und die Anklage wird fallen gelassen. Moira trifft sich derweil mit einem geheimen Komplizen, der die Liste des „Kapuzenmannes“ kennt und diese als Gefahr für ihr gemeinsames Unternehmen sieht. Walter hat genug von all den Geheimnissen von Moira und verlässt das Haus. Oliver wird von den Soldaten gefoltert, da er verraten soll, wo sich der Bogenschütze befindet. Er gibt den Aufenthaltsort nicht preis und wird vom Chinesen gerettet. |           |                    |                              |                      |                                       |                 |                                                                           |                 |               |
| 6 | 6         | Familienbande      | Legacies                     | 14. Nov. 2012        | 21. Okt. 2013                         | John Behring    | Moira Kirland & Marc Guggenheim                                           | 3,83 Mio.       | 2,10 Mio.     |
| Oliver ist gerade dabei, sich auf einen neuen Namen auf seiner Liste vorzubereiten, als Diggle ihm rät, seine Aktivitäten auszuweiten, indem er die Polizei bei der Suche nach einer Gruppe von Bankräubern unterstützt. Oliver weigert sich zunächst, da er meint, dieses Vorhaben beeinträchtige das Konzept, die Stadt mit der Liste zu retten. Schließlich kann ihn Diggle jedoch überzeugen. Mit verschiedenen Polizei-Akten und der Hilfe der IT-Spezialistin Felicity Smoak gelingt es ihm herauszufinden, dass es sich bei der Räuberbande und deren Anführer Derek Reston, der früher einmal für Queen Consolidated gearbeitet hat, um eine einzige Familie handelt, die durch die Verlagerung von 1500 Arbeitsstellen durch Robert Queen nach China, ihr Zuhause verloren hat. Oliver trifft sich mit Reston und gibt ihm als Entschädigung noch eine Chance, das Rauben zu beenden und so noch unschuldig davonzukommen. Reston missachtet den Vorschlag und überfällt mit seiner Familie die nächste Bank, woraufhin der Selbstjustizler eingreift. Bei ihrem Zusammentreffen wird Reston erschossen. Währenddessen gibt Tommy eine Spendenaktion für Laurels finanziell angeschlagene Firma CNRI, um sie weiter am Leben zu erhalten und um Laurel zu zeigen, dass er an eine ernsthafte Beziehung zwischen ihnen denkt. Nachdem er vom Chinesen Yao Fei gerettet wurde, entdeckt Oliver das Notizbuch seines Vaters. |           |                    |                              |                      |                                       |                 |                                                                           |                 |               |
| 7 | 7         | Die Gefährtin      | Muse of Fire                 | 28. Nov. 2012        | 28. Okt. 2013                         | David Grossman  | Geoff Johns & Marc Guggenheim Idee: Andrew Kreisberg                      | 3,74 Mio.       | 2,10 Mio.     |
| Auf ihrem Weg zu einem Treffen mit Oliver wird Moira auf offener Straße von einem geheimen Attentäter verletzt, dessen Ziel es war einen Verbündeten des Mafia-Bosses Frank Bertinelli zu ermorden. Oliver versucht, Franks Geschäfte zu ermitteln, um an den Täter heranzukommen. Frank hält China White und die Triaden für die Mörder seiner Leute. Dann findet Oliver heraus, dass Helena Bertinelli, die Tochter von Frank, mit der er erst vor kurzem ein Date hatte, die Angreiferin war. Helena will sich an ihrem Vater für den Mord an ihrem Verlobten rächen. Die beiden werden von Franks Handlanger Nick Salvati entführt. Als Helena erfährt, dass Nick es war, der ihren Verlobten umgebracht hat, tötet sie ihn. Außerdem identifiziert sie Oliver nach einem Kampf mit Franks Leuten als den „Kapuzenmann“. Schließlich erläutert Helena ihm, dass sie glaubt, dass sie sich aufgrund ihrer ähnlichen Geschichten zueinander so hingezogen fühlen. Währenddessen wird Tommy von seinem Vater, der sich als der geheime Kumpane von Moira bei ihrem Vorhaben entpuppt, der „Geldhahn abgedreht“, sodass ihm nun kein Geld mehr zur Verfügung steht. Mittlerweile ist auch Walter nach ein paar Wochen Auszeit wieder zurückgekehrt. |           |                    |                              |                      |                                       |                 |                                                                           |                 |               |
| 8 | 8         | Vendetta           | Vendetta                     | 5. Dez. 2012         | 4. Nov. 2013                          | Ken Fink        | Beth Schwartz & Andrew Kreisberg                                          | 3,35 Mio.       | 2,06 Mio.     |
| Oliver beschließt, Helena in Sachen Gerechtigkeit abseits von Rachegelüsten zu unterrichten, nachdem er ihren Versuch gesehen hat, das Haupt der Triaden zu töten. Diggle glaubt, Oliver lasse sich von seinen Gefühlen leiten, und ist Helena gegenüber misstrauisch. Oliver erklärt ihr, dass man das Unternehmen ihres Vaters auch zu Fall bringen kann, indem man allein die Schlüsselpersonen der Polizei ausliefert. Helena beginnt, das Gelehrte zu praktizieren, als es dann aber zu einem peinlichen Essen mit Laurel und Tommy kommt, nach dem Helena zu dem Entschluss kommt, Oliver benutze sie nur, und gibt seine Devisen auf. Somit bringt Helena den Anführer der Triaden um, wofür China White und ihre Leute Frank Bertinelli verantwortlich machen, den der Selbstjustizler sowohl vor ihnen als auch vor Helena retten kann. Helena weigert sich aber, ihrem Vater, der von der Polizei festgenommen wird, zu verzeihen und droht Oliver, sein Geheimnis zu verraten, sollte er ihr in Zukunft noch einmal zu nahe kommen. Tommy gibt gegenüber Oliver zu, dass er kein Geld mehr von seinem Vater bekommt, und bittet ihn um einen Job in seinem neuen Nachtclub. |           |                    |                              |                      |                                       |                 |                                                                           |                 |               |
| 9 | 9         | Schwarze Pfeile    | Year’s End                   | 12. Dez. 2012        | 11. Nov. 2013                         | John Dahl       | Andrew Kreisberg & Marc Guggenheim Idee: Greg Berlanti & Marc Guggenheim  | 3,11 Mio.       | 2,22 Mio.     |
| Adam Hunt wird von einem geheimnisvollen Bogenschützen getötet, den Detective Lance für einen Nachahmungstäter hält. Seine Vorgesetzten glauben jedoch, der Selbstjustizler sei wieder am Werk gewesen. Oliver versucht, die bedrückte Stimmung in der Familie zu bessern, und kümmert sich um den anstehenden Weihnachtsschmuck, um mit seiner Familie ein schönes frohes Fest feiern zu können, zu dem auch Tommy und Laurel eingeladen sind. Mittlerweile ist es Oliver gelungen, weitere Geiseln vor dem Nachahmungstäter zu retten, wobei sich beide gegenseitig verletzen. Danach offenbart sich der Bogenschütze als Tommys Vater Malcolm. Malcolm lässt Walter Steele kidnappen, um sicherzugehen, dass ihm Moira bei seinem Unternehmen nicht in die Quere kommt. Im Krankenhaus schwört sich Oliver, den mysteriösen Nachahmer zu fassen. Yao Fei gelingt es, Edward Fyers, den Anführer der Soldaten gefangen zu nehmen. Dieser erklärt Oliver, dass die Insel Lian Yu einst ein Gefängnis für Schwerverbrecher gewesen ist. Nun habe die Soldatenspezialeinheit unter der Leitung von Fyers die Aufgabe, die letzten Gefängnisinsassen, darunter auch Yao Fei, zu eliminieren. Fyers führt sie in eine Falle, in der der Chinese gefangen genommen wird, Oliver es aber möglich ist zu entkommen. |           |                    |                              |                      |                                       |                 |                                                                           |                 |               |
| 10 | 10        | Brandwunden        | Burned                       | 16. Jan. 2013        | 18. Nov. 2013                         | Eagle Egilsson  | Moira Kirland & Ben Sokolowski                                            | 3,06 Mio.       | 2,26 Mio.     |
| Sechs Wochen nach dem Kampf mit dem mysteriösen Bogenschützen vermeidet Oliver jegliche Aktivität als Selbstjustizler, obgleich Diggle versucht ihm klarzumachen, dass die Stadt ihn braucht. Währenddessen stirbt ein Feuerwehrmann im Dienst, wobei Laurel glaubt, jener wurde ermordet, und nimmt daraufhin heimlich das Telefon ihres Vaters, mit dem dieser mit dem Selbstjustizler kommuniziert, um jenen von ihrem Verdacht zu informieren. Oliver geht dem Hinweis nach und findet heraus, dass der Mörder selbst ein Feuerwehrmann ist, der allerdings bei einem Zweikampf mit ihm entkommen kann. Oliver gibt Diggle gegenüber zu, dass er wohl mittlerweile wieder die Angst fühle, jemand Wichtigen zu verlieren, die er anfangs bei seiner Rückkehr nicht verspürte. Doch Diggle versichert ihm, dass dieses Gefühl besser sei, als wenn man niemanden habe, der einem nahesteht. Mittlerweile hat Oliver den Feuerwehrmann-Mörder als Garfield Lynns identifiziert, der angeblich vor Jahren einmal bei einem Großeinsatz ums Leben gekommen ist, jedoch mit unzähligen Brandwunden überlebt hat. Lynns taucht bei einer Feuerwehr-Benefiz-Gala auf, um sich an seinem früheren Feuerwehrkommandeur zu rächen, der ihm damals keine Unterstützung ins niederbrennende Gebäude geschickt hat, da er das als sinnlos betrachtet hat. Beim Aufeinandertreffen kann Oliver den Feuerwehrchef retten. Lynns bekennt seine Fehler und begeht in den Flammen Selbstmord. Nebenbei entdeckt Detective Lance, dass Laurel heimlich sein Selbstjustizler-Telefon benutzt und lässt es verwanzen, um die Telefongespräche zwischen den beiden abzuhören.                                                                    |           |                    |                              |                      |                                       |                 |                                                                           |                 |               |
| 11 | 11        | Verdacht           | Trust but Verify             | 23. Jan. 2013        | 25. Nov. 2013                         | Nick Copus      | Gabrielle Stanton                                                         | 3,14 Mio.       | 2,02 Mio.     |
| Als ein Geldtransporter überfallen wird und dabei die Fahrer getötet werden, meint Oliver, bei einem der Räuber handle es sich um den ehemaligen Marinesoldaten Ted Gaynor, der auch ein Name auf seiner Liste ist. Diggle glaubt das nicht, da Gaynor bei Diggles erstem Afghanistan-Einsatz sein kommandierender Offizier war, der ihm dann das Leben gerettet hat. Ungeachtet dessen holt sich Oliver verschlüsselte Daten, doch dann steht er auf einmal Diggle gegenüber, der seinen alten Kommandeur vor ihm verteidigt. Bei den Daten befinden sich geheime Pläne für einen Transporterüberfall, was Oliver zu seinen Gunsten nutzen will, um die Diebe bei ihrem nächsten Überfall zur Strecke zu bringen. Er informiert Diggle darüber, dass zwar nicht Gaynor selbst, dafür aber einer der Leute seines Sicherheitsunternehmens, beim Überfall vor Ort gewesen ist. Bei seinen Ermittlungen findet Diggle heraus, dass Gaynor in Wahrheit der führende Kopf der Bande ist. Er wird daraufhin allerdings gezwungen, dem Team beizutreten, um das verloren gegangene Geld des letzten Überfalls wiedergutzumachen. Als Gaynor merkt, dass Diggle jedoch nur zum Schein mitmacht, will er ihn aus Rache umbringen. Oliver kann das aber rechtzeitig verhindern, und tötet Gaynor. Danach entschuldigt er sich bei Diggle, ihm nicht vertraut zu haben. Währenddessen nimmt Thea im Glauben, ihre Mutter betrüge Walter, die Droge „Vertigo“ und fährt mit überhöhter Geschwindigkeit in einen Baum. Sie wird von der Polizei wegen Autofahrens unter dem Einfluss von Drogen festgenommen. Oliver erkennt, dass er von Yao Fei verraten wurde, da dieser mit Fyers zusammenarbeitet.                                    |           |                    |                              |                      |                                       |                 |                                                                           |                 |               |
| 12 | 12        | Vertigo            | Vertigo                      | 30. Jan. 2013        | 2. Dez. 2013                          | Wendey Stanzler | Wendy Mericle & Ben Sokolowski                                            | 2,97 Mio.       | 2,31 Mio.     |
| Bei ihrer Anklage versucht Thea, auf ein gutes Urteil bei der Staatsanwaltschaft hinauszukommen, wird aber vom Richter als Exempel für die Drogendealer dieser Stadt dargestellt. Somit veranlasst dieser, dass der Fall vor Gericht kommt. Um Thea zu helfen, versucht Oliver herauszufinden, wer der Lieferant von Vertigo ist. Er stößt auf einen Mann, der sich „Count Vertigo“ nennt und arrangiert durch seine russischen Verbindungen ein Treffen mit ihm. Das Treffen läuft schief, da die Polizei plötzlich auftaucht. Oliver wird von Count Vertigo eine Überdosis Vertigo injiziert, als er diesen verfolgt. Während der Nachwirkungen seiner Überdosis erinnert er sich an Momente auf der Insel (siehe unten). Diggle bringt Oliver in seinen Unterschlupf und heilt ihn dort mit Hilfe eines speziellen Krauts von der Insel. Danach analysiert Oliver die Droge und verwendet die Zutaten, um den Weg von Count Vertigo zurückzuverfolgen. Bei ihrem erneuten Aufeinandertreffen spritzt Oliver, diesmal in der Rolle des Selbstjustizlers, diesem wiederum eine Überdosis Vertigo, gerade als die Polizei erscheint. Laurel überredet ihren Vater, ein paar Verbindungen zu nutzen, sodass Thea nur 2 Jahre auf Bewährung und 500 Stunden Sozialarbeit bekommt, die sie dann auch gleich in der Anwaltskanzlei von Laurel beginnt. Währenddessen zeigt Felicity Oliver das genau gleiche Notizbuch wie das seines Vaters, das Walter gefunden hat, nur von seiner Mutter stammend. Fyers befiehlt Yao Fei, Oliver zu töten, was dieser scheinbar macht, ihn aber mit einem speziellen Handgriff am Leben lässt.                                                                                                |           |                    |                              |                      |                                       |                 |                                                                           |                 |               |
| 13 | 13        | Verrat             | Betrayal                     | 6. Feb. 2013         | 9. Dez. 2013                          | Guy Bee         | Lana Cho & Beth Schwartz                                                  | 2,96 Mio.       | 2,29 Mio.     |
| Oliver konfrontiert seine Mutter mit dem Notizbuch. Diese leugnet jedoch jegliches Wissen darum. Diggle traut Moira nicht und spioniert sie bei ihren täglichen Aktivitäten aus. Laurel braucht die Hilfe der „Kapuze“, da der Kriminelle Cyrus Vanch aus dem Gefängnis entlassen worden ist. Oliver sucht Beweise, um Vanch wieder hinter Gitter zu bringen. Das bemerkt dieser und kidnappt Laurel, um den Selbstjustizler ermorden zu können und die Kontrolle über die Gangs der Stadt zu übernehmen. Detective Lance und der „Kapuzenmann“ arbeiten zusammen, um Laurel zu retten, als Lance erkennt, dass Vanch durch Kontakte zur Polizei erfahren hat, dass seine Tochter und der Selbstjustizler miteinander in Verbindung stehen. Die beiden können Laurel retten, und Oliver muss Lance davon abhalten, sich an Vanch für die Entführung seiner Tochter zu rächen. Der „Kapuzenmann“ will den Kontakt mit Laurel abbrechen, um sie nicht weiter in Gefahr zu bringen. Mittlerweile ist es Diggle gelungen, Beweise für Moiras Verbindung zu einer Gruppe, der Oliver hinterher ist, und für die Aufbewahrung der sabotierten Jacht, zu finden. Oliver verhört seine Mutter zum zweiten Mal, aber diesmal als Selbstjustizler. Oliver trifft auf Slade Wilson, einen Agenten des australischen Geheimdienstes, der mit dem Auftrag gekommen war, Yao Fei zu befreien. |           |                    |                              |                      |                                       |                 |                                                                           |                 |               |
| 14 | 14        | Odyssee            | The Odyssey                  | 13. Feb. 2013        | 16. Dez. 2013                         | John Behring    | Andrew Kreisberg & Marc Guggenheim Idee: Greg Berlanti & Andrew Kreisberg | 3,29 Mio.       | 2,36 Mio.     |
| Als Selbstjustizler kommt Oliver zu Moira, um sie zu verhören, wird von dieser aber angeschossen. Er flieht und muss Felicity um Hilfe wegen seiner Verletzung bitten, ist deshalb aber gezwungen, ihr sein Geheimnis zu offenbaren. Felicity bringt ihn zu seinem Versteck, wo Diggle die Kugel entfernt und Olivers Wunde heilt. Dabei kommen in Oliver wieder Erinnerungen an die Insel hoch (siehe unten). Felicity einigt sich darauf, solange den beiden zu helfen, bis sie Walter wiedergefunden haben. Diggle verspricht Oliver, mit dem Ausspionieren seiner Mutter aufzuhören, ist aber aufgrund der Verbindungen Moiras zum Notizbuch des Vaters von Oliver dennoch misstrauisch. Slade trainiert Oliver darauf, ein Versorgungsflugzeug der Soldaten anzugreifen, um mit diesem von der Insel zu entkommen. Außerdem erklärt er Oliver, dass der Mann, der Oliver damals gefoltert hat, Billy Wintergreen sei, ein früherer Partner von ihm. Er hat Slade verraten und sich Fyers Team angeschlossen. Sie schaffen es, die Landebahn zu erreichen und Slade versucht per Funk, einen Luftangriff anzuordnen, um Fyers komplette Station zu vernichten. Beim Versuch, Yao Fei vor dem Angriff aus dem Lager zu holen, wird Oliver von Fyers Männern gefangen genommen. Bevor Fyers Oliver hinrichtet, wird dieser von Slade gerettet, der beim Zweikampf seinen alten Kumpanen Wintergreen tötet. Die beiden verpassen das Flugzeug, und einigen sich darauf, auch in Zukunft gemeinsam gegen Fyers zu kämpfen und zu versuchen, von der Insel zu fliehen. Schließlich wird offenbart, dass Yao Fei nur für Fyers arbeitet, da dieser seine Tochter Shado gefangen hält.                                            |           |                    |                              |                      |                                       |                 |                                                                           |                 |               |
| 15 | 15        | Kettenreaktion     | Dodger                       | 20. Feb. 2013        | 23. Dez. 2013                         | Eagle Egilsson  | Beth Schwartz                                                             | 3,15 Mio.       | 2,00 Mio.     |
| Ein Mann namens „Dodger“ hält sich zurzeit in Starling City auf. Er klaut Geld, indem er Menschen entführt, denen er ein spezielles Explosiv-Halsband anlegt, und diese so zwingt, für ihn zu stehlen. Felicity rät Oliver, das Telefon der Polizistin McKenna Hall, einer alten Freundin von ihm, zu verwanzen, um an Informationen über den Dodger heranzukommen. Zusätzlich überredet sie ihn, sich mit Hall für ein Date zu verabreden, um einmal ein wenig Auszeit zu bekommen. Mittels des verwanzten Telefons findet Oliver heraus, wo der Dodger als Nächstes zuschlagen wird. Dort wird er jedoch durch eine Bombe betäubt, sodass der Dieb entkommen kann. Um an den Dodger heranzukommen, veranstaltet Oliver eine lokale Spendenauktion mit antiken Juwelen. Der Plan geht auf, doch der Dodger versieht Felicity bei dessen Beschattung mit einer Halsbombe, um sich so seine Flucht zu sichern. Während Diggle die Bombe von Felicitys Hals entfernt, gelingt es Oliver, den Dodger aufzuhalten. Währenddessen beauftragt Moira die Killerin China White mit der Ermordung Malcolm Merlyns, sodass es ihr möglich sei, ungehindert aus ihrer Organisation auszutreten und Walter zurückzubekommen. Oliver wird vor eine schwere Entscheidung gestellt, als er auf einen gefesselten, verletzten Mann trifft, der ihn bittet, ihm zu helfen. Da er aber befürchtet, es handle sich um eine Falle von Fyers, lässt er den Mann allein zurück. |           |                    |                              |                      |                                       |                 |                                                                           |                 |               |
| 16 | 16        | Demaskiert         | Dead to Rights               | 27. Feb. 2013        | 30. Dez. 2013                         | Glen Winter     | Geoff Johns                                                               | 3,17 Mio.       | 1,53 Mio.     |
| Oliver stoppt den Auftragsmörder Guillermo Barrera, der nach Starling City kommt, und braucht Felicitys Hilfe, um das Telefon des Attentäters zu entschlüsseln und herauszufinden, wer sein Opfer war. China White beauftragt Deadshot, der offenbar den Kampf mit Oliver überlebt hat, Malcolm Merlyn zu ermorden, nachdem der vorherige Killer vom Selbstjustizler gestoppt worden ist. Währenddessen versucht Malcolm seinen Sohn Tommy dazu zu bewegen, zu einer Preisverleihung zu kommen, auf der er eine Auszeichnung für seine menschenfreundlichen Leistungen erhalten wird; als auch Oliver Tommy dazu drängt, gibt er seinem Unwillen schließlich nach. Letztendlich findet Oliver heraus, dass auf der Gala das Attentat auf Malcolm verübt werden soll, und erscheint noch im letzten Moment, um ihn zu retten. Obwohl Oliver beinahe von McKenna Hall gefangen wird, schafft er es, Malcolm von China Whites Männern wegzubringen. In einem Büro wird Malcolm aber schließlich von einem von Deadshots Giftkugeln getroffen, und Oliver ist gezwungen, Tommy gegenüber seine Identität als Selbstjustizler preiszugeben, um sich sein Vertrauen zu sichern, so dass er Malcolms Leben retten kann. Nachher verrät Malcolm Moira, dass er glaubt, ein Verräter aus den eigenen Reihen sei der Täter gewesen, und vertraut ihr an, den Betrüger zu fassen. Woanders begegnet Laurel ihrer Mutter Dinah, die ihr Hinweise zeigt, dass Sara noch am Leben sein könnte. Oliver repariert in Slades zerstörtem Flugzeug ein Funkgerät, mit dem es ihnen möglich ist, Fyers und seine Männer abzuhören. |           |                    |                              |                      |                                       |                 |                                                                           |                 |               |
| 17 | 17        | Die Rächerin       | The Huntress Returns         | 20. März 2013        | 6. Jan. 2014                          | Guy Bee         | Jake Coburn & Lana Cho                                                    | 3,02 Mio.       | 1,77 Mio.     |
| Helena kehrt nach Starling City zurück, um ihren Vater zu töten, da dieser vorhat, ein Deal mit dem FBI wegen einer Begnadigung seines Urteils und seinem Zeugenschutz zu schließen. Sie bittet Oliver um Hilfe, doch er lehnt ab. Helena greift Tommy an und erzwingt sich so Olivers Assistenz. Zusammen verfolgen sie einen bewaffneten Lastwagen, wobei Helena allerdings von der Polizei gefangen wird, da sich alles als Falle herausstellt. Oliver befreit Helena aus dem Polizeigewahrsam, um seine Identität zu schützen, und verlangt von ihr, die Stadt zu verlassen. Stattdessen zwingt Helena jedoch Felicity, den Aufenthaltsort ihres Vaters für sie herauszufinden. Oliver entdeckt die Wahrheit und schafft es, Helenas Mord an ihrem Vater zu verhindern, aber als McKenna Hall erscheint, wird diese von Helena angeschossen, und Helena kann fliehen. Im Krankenhaus offenbart McKenna Oliver, dass sie für ihre Rehabilitation nach Coast City ziehen wird, sodass sie somit ihre gemeinsame Beziehung beenden müssen. In der Zwischenzeit ringt Tommy mit Olivers Geheimnis, was wiederum seine Beziehung mit Laurel beeinträchtigt. Währenddessen zeigt Dinah Laurel und ihrem Ex-Mann Quentin Hinweise für Saras Existenz. Slade und Oliver klauen die Leiterplatte eines Raketenwerfers von Fyers und haben vor, durch einen Handel mit diesem, von der Insel zu entkommen. |           |                    |                              |                      |                                       |                 |                                                                           |                 |               |
| 18 | 18        | Richter und Henker | Salvation                    | 27. März 2013        | 13. Jan. 2014                         | Nick Copus      | Drew Z. Greenberg & Wendy Mericle                                         | 2,65 Mio.       | 1,87 Mio.     |
| Ein anderer Selbstjustizler, der sich „Der Erlöser“ nennt, befindet sich in Starling City und entführt einen Slum-Lord, der auch auf Olivers Liste steht und dessen Anklage vor Kurzem fallen gelassen worden ist, da er die Staatsanwaltschaft bestochen hatte. Der Erlöser zwingt ihn, seine Taten zu gestehen, nur um ihn dann vor laufender Live-Kamera im Internet zu erschießen. Als der Erlöser den Staatsanwalt entführt und auch diesen verhört, versucht Felicity, den Standort für Oliver herauszufinden. Das Signal bewegt sich jedoch, sodass es Oliver nicht möglich ist, den Anwalt zu retten. Als Nächstes nimmt sich der Erlöser Theas Freund Roy Harper vor, den er für einen weiteren Gangster hält. Diggle findet heraus, dass sich der Erlöser in einer stillgelegten U-Bahn aufhält und so durch die Stadt fährt. Oliver gelingt es, in die U-Bahn zu gelangen, Roy zu retten und den Erlöser aufzuhalten. Mittlerweile hat er erkannt, dass die Pläne der geheimen Organisation etwas mit den Glades zu tun haben, eine Gegend, die unter viel Armut und Verbrechen leidet. Währenddessen überzeugt Laurel ihre Mutter und ihren Vater, der mittlerweile auch an Saras Überleben glaubt, dass die Frau in dem Bild, das Dinah von China bekommen hat, nicht Sara ist. Malcolm kontaktiert die Triaden, die für ihn herausfinden sollen, wer für das Attentat auf ihn verantwortlich gewesen ist. Moira gibt vor, ihr Mitverschwörer Frank Chen habe Malcolm verraten, woraufhin dieser Chen in Bogenschützenkleidung tötet und Moira für seine Loyalität dankt. Oliver und Slade schaffen es, Yao Feis Tochter Shado zu befreien, allerdings auf Kosten der Leiterplatte des Raketenwerfers.            |           |                    |                              |                      |                                       |                 |                                                                           |                 |               |
| 19 | 19        | Alte Feinde        | Unfinished Business          | 3. Apr. 2013         | 20. Jan. 2014                         | Michael Offer   | Bryan Q. Miller & Lindsey Allen                                           | 2,92 Mio.       | 1,79 Mio.     |
| Nachdem ein Mädchen durch eine neuartige Form von Vertigo gestorben ist, hat Oliver vor, den Count zu verhören und zu ermitteln, wer in den Glades mit Drogen handelt. Doch Oliver erkennt, dass der Count durch die Überdosis Vertigo, die er ihm vor ein paar Monaten verabreicht hat, seinen Verstand verloren hat. Als Oliver in den Nachrichten sieht, dass Count Vertigo, kurz nachdem er ihn besucht hatte, aus der Nervenklinik geflohen ist, befürchtet er, dass der Count seine Geisteskrankheit nur vorgetäuscht hat. Detective Lance deckt Verbindungen zwischen Tommy und Vertigo auf und will die ganze Wahrheit herausfinden, wobei er beinahe das Geheimversteck vom „Kapuzenmann“ entdeckt. Glücklicherweise hat Tommy Olivers gesamte Ausrüstung versteckt, sodass Lance nichts findet. Nachdem Tommy erkannt hat, dass selbst Oliver ihm aufgrund des Verdachts des Drogenhandels misstraut, hat er genug und kündigt; das führt dazu, dass Tommy seinen Vater um einen Job bittet. Als Felicity in der Droge eine anti-psychotische Zusammensetzung bestimmen kann, erkennt Oliver, dass in Wahrheit der Psychiater von Count Vertigo für das Wiederauftauchen der Droge verantwortlich ist. Oliver kann den Doktor aufhalten und entscheidet, den Count, der tatsächlich seinen Verstand verloren hat und unwissentlich der Sündenbock für die Taten des Doktors gewesen ist, am Leben zu lassen. Danach verspricht Oliver, Diggle dabei zu helfen, Deadshot, der einst Diggles Bruder getötet hat, zu fassen. Shado beginnt, Oliver darauf zu trainieren, wie man einen Bogen benutzt. |           |                    |                              |                      |                                       |                 |                                                                           |                 |               |
| 20 | 20        | Der Auftragskiller | Home Invasion                | 24. Apr. 2013        | 27. Jan. 2014                         | Ken Fink        | Ben Sokolowski & Beth Schwartz                                            | 3,10 Mio.       | 1,74 Mio.     |
| Laurel vertritt die Familie Moore, die den korrupten Geschäftsmann Edward Rasmus anklagt, der ihnen durch Betrug viel Geld abgeknöpft hat. Es wird jedoch ein Killer auf die Familie angesetzt, wobei das kleine Kind des Paares der einzige Überlebende ist. Bis die restliche Familie informiert ist, nimmt Laurel den kleinen Jungen unter Gewahrsam, allerdings lauert ihm der Killer auf, da der Junge diesen identifizieren könnte. Der Selbstjustizler kann Laurel retten, und Tommy schlägt vor, dass sie alle zur Sicherheit solange bei den Queens wohnen, bis die Polizei den Mörder gefasst hat. Eine Organisation namens A.R.G.U.S. ist dabei, Deadshot zu fangen, doch Oliver entscheidet sich dafür, den Mann zu lokalisieren, der den Killer engagiert hat, statt sich auf Deadshot zu konzentrieren. Nachdem Diggle erkannt hat, dass Oliver Laurel gewählt hat, obwohl er ihm das Versprechen zur Hilfe bei der Fassung Deadshots gegeben hatte, fühlt er sich von Oliver verraten und verlässt ihn. Nach der Ermordung seines Auftraggebers kommt der Killer zu Residenz der Queens, um alle verbleibenden Zeugen zu eliminieren, wird dort aber von Oliver getötet, bevor er sich an Laurel und den Jungen heranmachen kann. Tommy macht mit Laurel Schluss, da er weiß, dass er, sollte sie Olivers Geheimnis herausfinden, keine Chancen bei ihr haben würde. Woanders fährt Roy seine Suche nach dem „Kapuzenmann“ fort. Nachdem Thea erkannt hat, wie wichtig das für ihn ist, hilft sie ihm dabei. Shado lehrt Oliver weiter den Umgang mit dem Bogen, als sie von Yao Fei überrascht werden, der Fyers und seine Männer zu ihrem Versteck geführt hat, woraufhin alle drei gefangen genommen werden. |           |                    |                              |                      |                                       |                 |                                                                           |                 |               |
| 21 | 21        | Enthüllungen       | The Undertaking              | 1. Mai 2013          | 3. Feb. 2014                          | Michael Shultz  | Jake Coburn & Lana Cho                                                    | 2,89 Mio.       | 1,82 Mio.     |
| Oliver spürt den Buchhalter Backman für die geheime Organisation auf und stiehlt dessen Laptop, um das gesamte Geld, das er gestohlen hat, den Opfern zurückzugeben. Während des Entschlüsselns des Laptops entdeckt Felicity einen Link zu Walter – dieser überwies zwei Millionen Dollar an Dominic Alonzo, einem Spielcasinobesitzer im Untergrund, der den Auftrag hatte, Walter zu kidnappen. Mit Felicity getarnt als Falschspielerin gelingt es den beiden, sich in das Casino einzuschleusen. Nachdem er von Oliver als Kapuzenmann geschlagen und bedroht worden ist, offenbart Alonzo, dass Walter getötet worden sei. Oliver informiert seine Familie darüber und Moira geht sofort zu Malcolm, der ihr jedoch zeigt, dass Walter am Leben ist. Oliver, der die beiden belauscht, entdeckt so, dass Tommys Vater der Leiter der geheimen Organisation ist, und bittet Felicity, die Telefonaufzeichnungen zu hacken, um Walters Standort zu lokalisieren. Als Selbstjustizler befreit er Walter und vereint ihn wieder mit seiner Familie. Währenddessen kommt Laurel zu Tommy, um die Wahrheit herauszufinden, warum er sie verlassen hat, und Tommy sagt, er glaube, dass sie zu Oliver gehöre und dieser sie immer noch liebe. Malcolm schlägt Robert Queen das „Unternehmen“ vor, welches die Glades zerstören soll, aber Tausende von Menschen töten würde, woraufhin es ihnen möglich sei, ein komplett neues Gebiet, völlig frei von Verbrechen, zu errichten. Robert stimmt dem nicht zu, und so lässt Malcolm eine Bombe an der Jacht Queen’s Gambit platzieren, bevor Robert und Oliver mit dieser in See stechen.                                                                                        |           |                    |                              |                      |                                       |                 |                                                                           |                 |               |
| 22 | 22        | Das Verhör         | Darkness on the Edge of Town | 8. Mai 2013          | 10. Feb. 2014                         | John Behring    | Drew Z. Greenberg & Wendy Mericle                                         | 2,62 Mio        | 1,87 Mio.     |
| Getarnt in seiner Bogenschützenkleidung dringt Malcolm Merlyn bei Unidac Industries ein und ermordet die Wissenschaftler, die das seismische Gerät entwickelt haben, das er für die Vernichtung der Glades verwenden will. Oliver und Diggle setzen den Plan um, dass Diggle verkleidet als der grüne Bogenschütze Oliver und Moira entführt, um sie dann zu zwingen, die Wahrheit über das Unternehmen preiszugeben. Der Plan funktioniert und die beiden brechen zusammen mit Felicity bei Merlyn Global ein, um den Großrechner zu hacken und den Standort des Geräts ausfindig machen zu können. Oliver überzeugt Tommy, wieder zu Laurel zurückzukehren, doch als er erkennt, dass er, sobald er das Gerät gestoppt hat, seine Aktivitäten als Selbstjustizler aufgeben könnte, entscheidet er, sich selbst mit Laurel zu versöhnen; später sieht Tommy wie Oliver und Laurel sich küssen. Diggle will das Gerät aufspüren, doch Malcolm hat, nachdem er den Hack-Angriff bemerkt hatte, den Standort des Geräts geändert. Oliver versucht, Malcolm zu töten, die beiden kämpfen, aber Malcolm ist Oliver überlegen und besiegt ihn, sodass er hinter dessen Geheimnis kommt. Mittlerweile hat Walter herausgefunden, dass Moira an seiner Entführung beteiligt war, und überreicht ihr daraufhin die Scheidungspapiere. Fyers verrät den drei Gefangenen, dass er vorhat, Chinas Wirtschaft zu schwächen, indem er ein chinesisches Flugzeug mit einem Raketenwerfer abschießt. Dadurch soll der Luftraum Chinas als unsicher bzw. bedroht gelten. Nachdem er Yao Fei gezwungen hat, die Verantwortung des Luftangriffs per Videobotschaft zu übernehmen, erschießt er diesen.                                           |           |                    |                              |                      |                                       |                 |                                                                           |                 |               |
| 23 | 23        | In Trümmern        | Sacrifice                    | 15. Mai 2013         | 17. Feb. 2014                         | David Barrett   | Marc Guggenheim & Andrew Kreisberg Idee: Greg Berlanti                    | 2,77 Mio.       | 1,98 Mio.     |
| Malcolm hält Oliver an Ketten hängend fest, doch Oliver kann sich befreien und kehrt nach Hause zurück. Er konfrontiert daraufhin seine Mutter mit dem Unternehmen, die infolgedessen eine Pressekonferenz hält, bei der sie der Stadt ihre Beteiligung und die Malcolm Merlyns an einem Unternehmen, dessen Ziel es ist, die Glades zu zerstören, offenbart. Tommy sieht die Live-Übertragung der Konferenz im Fernsehen und geht zu seinem Vater, der ihm zu seinem Bestürzen zeigt, dass er der schwarze Bogenschütze ist. Mit der telefonischen Hilfe von Felicity schafft es Detective Lance, das Erdbebengerät funktionsunfähig zu machen. Diggle und Oliver verfolgen Malcolm und Oliver verwundet ihn tödlich. Malcolm erklärt ihnen im Sterben, dass es noch ein zweites Gerät gibt. Es aktiviert sich sogleich und zerstört die Ostseite der Glades. Thea kommt ebenfalls dorthin, um Roy zu holen, der gerade dabei ist, Leuten zu helfen. Währenddessen sitzt Laurel in ihrem Büro beim CNRI in den Glades in der Falle, aber Tommy kommt, um sie zu retten. Laurel kann entkommen, doch Tommy wird von herabfallenden Trümmern getroffen und schwer verwundet. Oliver kommt zu spät und Tommy erliegt seinen Verletzungen. Fyers feuert eine Rakete auf ein sich näherndes Flugzeug ab, doch Oliver und Shado gelingt es, die Koordinaten zu überschreiben, sodass die Rakete ihr Ziel verfehlt und stattdessen das Lager von Fyers und seinen Leuten zerstört. Im darauffolgenden Kampf schafft es Oliver, Fyers, der Shado mit einer Pistole bedroht, zu töten. |           |                    |                              |                      |                                       |                 |                                                                           |                 |               |

## Staffel 2
Die Erstausstrahlung der zweiten Staffel erfolgte vom 9. Oktober 2013 bis zum 14. Mai 2014 auf dem US-amerikanischen Fernsehsender The CW. Die deutschsprachige Erstausstrahlung sendete der deutsche Pay-TV-Sender RTL Crime vom 17. April bis zum 18. September 2014.
| Nr. (ges.) | Nr. (St.) | Deutscher Titel           | Originaltitel            | Erstausstrahlung USA | Deutschsprachige Erstausstrahlung (D) | Regie            | Drehbuch                                                              | Zuschauer (USA) | Zuschauer (D) |
| --- | --------- | ------------------------- | ------------------------ | -------------------- | ------------------------------------- | ---------------- | --------------------------------------------------------------------- | --------------- | ------------- |
| 24 | 1         | Feindliche Übernahme      | City of Heroes           | 9. Okt. 2013         | 17. Apr. 2014                         | John Behring     | Andrew Kreisberg & Marc Guggenheim Idee: Greg Berlanti                | 2,74 Mio.       | 1,85 Mio.     |
| Infolge der Zerstörung der Glades und Tommys Tod geht Oliver zurück auf die Insel, als Buße für das Versagen sowohl gegenüber der Stadt als auch Tommy. Felicity und Diggle suchen Oliver auf, um ihn zu überzeugen, zurückzukommen, da die Firma Queen Consolidated kurz vor der Übernahme und Auflösung durch Isabel Rochev steht. Zurück in Starling bekommt es Oliver mit einer Gruppe von Selbstjustizlern zu tun, die, gekleidet wie der Kapuzenmann, Leute töten, um die Glades zu „rächen“. Sie haben es zweimal auf Oliver abgesehen, bevor sie Thea entführen. Er rettet sie, ohne jemanden umzubringen und überlässt die Selbstjustizler Quentin Lance, der zum Streifenpolizisten degradiert worden ist. Beim Versuch, auch die Glades zu beschützen, wird Roy in einem Kampf von einer unbekannten, blonden Selbstjustizlerin gerettet. Oliver benötigt Walters Hilfe, um die Firma zu retten. Außerdem versucht Oliver, die Erinnerung an seinen verstorbenen Freund zu ehren, indem er ein Held von Starling City wird und sich einen passenden Namen für sein Alter Ego sucht. Oliver, Shado und Slade erkennen, dass sie trotz Fyers Ableben noch immer nicht allein auf der Insel sind. |           |                           |                          |                      |                                       |                  |                                                                       |                 |               |
| 25 | 2         | In der Falle              | Identity                 | 16. Okt. 2013        | 24. Apr. 2014                         | Nick Copus       | Ben Sokolowski & Beth Schwartz                                        | 3,06 Mio.       | 1,95 Mio.     |
| Roy misslingt der Versuch, einen LKW-Überfall durch China White zu verhindern. Als Oliver Roy klarmachen will, dass er aufhören soll, den Selbstjustizler zu „spielen“, erfährt er, dass dem Krankenhaus in den Glades seine Medizin gestohlen wird. Oliver stellt eine Falle und ertappt China White beim Versuch, einen Medizinlieferwagen auszurauben; beim Kampf der beiden taucht die Polizei auf, woraufhin Oliver den Rückzug macht und es so China ermöglicht zu fliehen. Oliver entscheidet sich, mit dem Stadtrat Sebastian Blood zusammenzuarbeiten, um Leuten in Not zu helfen, kann jedoch nicht auf einer von ihm organisierten Wohltätigkeitsveranstaltung erscheinen, da China White wieder Probleme macht. Daraufhin wird er von Blood in den Medien stark kritisiert. Der Selbstjustizler kann Roy überzeugen, das Kämpfen in seinem Namen zu beenden, und stattdessen sein „Auge und Ohr“ in den Glades zu sein. Anschließend wird dem Selbstjustizler von Laurel eine Falle gestellt, der nun der Polizei ausgeliefert ist. Oliver, Shado und Slade entdecken eine Höhle, die die entstellten Überreste japanischer Soldaten aus dem Zweiten Weltkrieg birgt. |           |                           |                          |                      |                                       |                  |                                                                       |                 |               |
| 26 | 3         | Der Puppenmacher          | Broken Dolls             | 23. Okt. 2013        | 1. Mai 2014                           | Glen Winter      | Marc Guggenheim & Keto Shimizu                                        | 2,89 Mio.       | 2,14 Mio.     |
| Umgeben von der Polizei wird Oliver von einer mysteriösen weiblichen Selbstjustizlerin gerettet, die daraufhin allerdings sofort in die Nacht verschwindet. Oliver gibt Roy den Auftrag, herauszufinden, wer die geheimnisvolle Frau war, was ihm dann auch mithilfe von Verbindungen zu einem Mädchen namens Sin gelingt. Officer Lance entdeckt derweil, dass es der Serienmörder Barton Mathis, den er vor Jahren einmal verhaftet hatte, geschafft hat, infolge des Erdbebens aus dem Gefängnis zu fliehen, und nun mit dem Morden fortfährt. Lance ist gezwungen, das Alter Ego von Oliver um Informationen zu fragen, da er bei diesem Fall offiziell nicht ermitteln darf. Schließlich gelangen sie zu zweit zum Testlabor von Mathis und decken die Verbindung zwischen all den Verbrechen auf. Lance und Laurel werden vom „Puppenmacher“ entführt, dessen Plan es ist, beide zu töten. Der Selbstjustizler kann Quentin und Laurel retten, doch bevor er Mathis gefangen nehmen kann, erscheint die blonde Selbstjustizlerin und tötet diesen. Während der Gerichtsverhandlungen um Moira offenbart der Staatsanwalt seine Forderung, gegen sie die Todesstrafe zu verhängen, im Gegenzug für die unzähligen Opfer des Erdbebens. Später stattet ein Agent von Ra’s al Ghul der Selbstjustizlerin einen Besuch ab, doch dieser wird von ihr getötet, da sie nicht wieder in die Organisation einsteigen will. Oliver und Slade eilen Shado zu Hilfe, die von unbekannten Angreifern attackiert wird, von denen dann Oliver nach seinem erfolglosen Rettungsversuch auf das Schiff Amazo verschleppt wird. |           |                           |                          |                      |                                       |                  |                                                                       |                 |               |
| 27 | 4         | Auferstanden              | Crucible                 | 30. Okt. 2013        | 8. Mai 2014                           | Eagle Egilsson   | Andrew Kreisberg & Wendy Mericle                                      | 2,37 Mio.       | 1,66 Mio.     |
| Felicity fällt durch Olivers bisherige Begegnungen mit der blonden Selbstjustizlerin auf, dass diese sich immer in der Nähe von Laurel aufzuhalten scheint. Mit dieser Information schafft es Oliver, die sonderbare Frau in einen Hinterhalt zu locken und herauszufinden, dass diese tatsächlich Sara ist, die man seit dem Schiffsunglück für ertrunken gehalten hatte. Währenddessen werden ständig Waffenlieferungen von einem Ganganführer, der sich selbst „Der Bürgermeister“ nennt, abgefangen und überfallen. Eben jener taucht auch bei einem von Oliver und Blood veranstalteten Event auf und bedroht bzw. attackiert die Anwesenden. Infolgedessen kann Felicity den Bürgermeister identifizieren und seinen Standort ausmachen. Oliver rekrutiert Sara, um ihn gemeinsam zu fassen. Anschließend bringt ein korrupter Polizist den gefangenen Bürgermeister zu einem unbekannten Ort, wo Blood ihm eine grüne Substanz injiziert, die den Häftling allerdings tötet. In der Zwischenzeit entwickelt sich bei Laurel ein wahrhaftiges Alkoholproblem, bei dem sie sich weder von ihrem Vater, noch von Oliver helfen lässt. Als Reaktion fragt Oliver Sara, ob er sie mit ihrer Familie konfrontieren sollte, woraufhin Olivers Freundschaft zu Laurel jedoch beendet würde. Oliver wird auf dem Schiff über die japanischen Leichen ausgefragt, verweigert jedoch jegliche Kooperation, und wird infolgedessen in ein Verhörzimmer gebracht, wo er auf die noch lebendige Sara trifft. |           |                           |                          |                      |                                       |                  |                                                                       |                 |               |
| 28 | 5         | Eine Liga für sich        | League of Assassins      | 6. Nov. 2013         | 15. Mai 2014                          | Wendey Stanzler  | Jake Coburn & Drew Z. Greenberg                                       | 2,80 Mio.       | 1,78 Mio.     |
| Sara und Oliver werden in der Queen-Villa von einem wie Malcolm Merlyn gekleideten Bogenschützen attackiert. Sara offenbart, dass die Person Al-Owal ist, ein Mitglied der Liga der Assassinen, das sie verfolgt, da sie ohne Reue aus der Liga ausgetreten ist. Felicity kann Al-Owal ausfindig machen, nachdem er eine spezielle Pflanze auf dem Boden hinterlassen hat. Als Sara und Oliver erneut den Kampf gegen Al-Owal und zusätzlich noch zwei anderen Assassinen antreten, endet dieser in einer Pattsituation. Letztendlich flieht Al-Owal und droht mit der Ermordung von Saras Familie. Oliver schafft es zwar, Laurel zu beschützen, jedoch achtet Quentin nicht auf Felicitys Warnungen. Um ihn zu beschützen, zeigt sich Sara ihrem Vater und führt ihn zu ihrem Unterschlupf im Uhrenturm. Zusammen mit Oliver gelingt es ihnen, den zweiten Angriff der Attentäter aufzuhalten, und Sara schafft es, Al-Owal zu töten. Nachher entscheidet Sara, Starling City zum Schutz ihrer Familie zu verlassen, und vertraut ihrem Vater ihr Geheimnis an. Mit der Ermutigung ihrer Kinder versucht Moira, der Todesstrafe zu entgehen und erlangt die Möglichkeit, stattdessen eine lebenslange Haftstrafe zu erhalten. Nach dem Untergang der Queen’s Gambit treibt Sara auf dem Meer, wo sie von der Amazo gerettet, und zu Dr. Anthony Ivo gebracht wird, der ihr anbietet, ihn bei seinen Experimenten zu unterstützen. |           |                           |                          |                      |                                       |                  |                                                                       |                 |               |
| 29 | 6         | Die Kunst des Krieges     | Keep Your Enemies Closer | 13. Nov. 2013        | 22. Mai 2014                          | Guy Bee          | Ben Sokolowski & Beth Schwartz                                        | 3,09 Mio.       | 1,58 Mio.     |
| Als A.R.G.U.S.-Agentin und Diggles Ex-Frau Lyla Michaels als vermisst gemeldet wird, organisiert Oliver einen Flug nach Russland, um Diggle zu helfen. Zusammen finden sie heraus, dass Lyla eine Spur des Aufenthaltsortes von Deadshot verfolgte. Isabel Rochev erfährt von dem Flug und reist kurzerhand mit, da sie befürchtet, dass sich Oliver bei einem Treffen hinter ihrem Rücken mit der internationalen Aufteilung von Queen Consolidated befassen wollte. Oliver und Diggle erkennen, dass Lyla in einem Gulag festgehalten wird. Sie hecken einen Plan aus, woraufhin Diggle sich absichtlich gefangen nehmen lässt, um so zu Lyla zu gelangen. Als er sich schließlich im Gulag befindet, findet Diggle Deadshot gefangen in einer Isolationseiskammer vor. Sie sind gezwungen, zusammenzuarbeiten, um Lyla zu retten und zu entkommen. Nach der erfolgreichen Flucht lässt Diggle Deadshot gehen, und dieser verrät ihm im Gegenzug, dass der Mord an seinem Bruder einem Auftrag von H.I.V.E. unterlag. Dr. Ivo offenbart Oliver, dass die japanischen Soldaten ein besonderes Serum bei sich trugen, das ungeheure Kraft verleiht und außerdem die Regenerationsfähigkeiten um ein Vielfaches verbessert. Später sagt Sara Oliver fälschlicherweise, sie wisse, dass Slade und Shado noch am Leben seien. Oliver soll exekutiert werden, doch, um ihn nicht sterben zu lassen, überzeugt Sara Ivo, dass sie ihn lieber schonen sollten. |           |                           |                          |                      |                                       |                  |                                                                       |                 |               |
| 30 | 7         | Der Prozess               | State v. Queen           | 20. Nov. 2013        | 29. Mai 2014                          | Bethany Rooney   | Marc Guggenheim & Drew Z. Greenberg                                   | 2,66 Mio.       | 1,66 Mio.     |
| Durch das Erdbeben in den Glades ist es auch Count Vertigo, der mittlerweile von seiner Krankheit wieder genesen ist, gelungen zu fliehen, weshalb er nun mit dem Vergiften von Starling City durch seine Droge fortfährt. Auch Diggle und der Assistentsstaatsanwalt werden infiziert. Im Gericht kollabiert der Staatsanwalt schließlich und wird auf dem Weg zum Krankenhaus von Count Vertigo entführt, der daraufhin der Stadt offenbart, dass die Heilung der Seuche von Starling im Nehmen von Vertigo besteht. Im Gericht benutzt Laurel die Tatsache, dass Moira Verbindungen zu Malcolm Merlyn hatte, um deren Verteidigung zu schwächen. Letztendlich wird Moira von den Geschworenen für „nicht schuldig“ gesprochen. Später erfährt sie, dass Merlyn, der tatsächlich noch gesund und munter am Leben ist, den Prozess manipuliert hat. Außerdem sagt er ihr, dass Thea aus ihrer kurzen Affäre miteinander entstanden sei und Merlyn somit ihr Vater sei. Felicity gelingt es, den Aufenthaltsort vom Count ausfindig zu machen, sodass es Oliver schafft, den Staatsanwalt zu retten, er muss den Count jedoch entkommen lassen. Count Vertigo kidnappt Felicity, die eben erst herausgefunden hat, wie er es geschafft hat, die Stadt zu infizieren. Um Felicity vor Vertigo zu bewahren, muss Oliver seinen Schwur brechen, und tötet Count Vertigo. Währenddessen wird Blood informiert, dass seine Testperson – Cyrus Gold – die Injektion der Substanz überlebt hat. Nachdem Dr. Ivo und seine Leute zur Insel gelangt sind, um eine von den Japanern hinterlassene Steinpfeilspitze zu suchen, werden Oliver und Sara von Shado und Slade gerettet. |           |                           |                          |                      |                                       |                  |                                                                       |                 |               |
| 31 | 8         | Das Serum                 | The Scientist            | 4. Dez. 2013         | 5. Juni 2014                          | Michael Schultz  | Andrew Kreisberg & Geoff Johns Idee: Greg Berlanti & Andrew Kreisberg | 3,24 Mio.       | 1,58 Mio.     |
| Nachdem ein maskierter Mann mit extremer Stärke bei Queen Consolidated eine Zentrifuge gestohlen hat, untersucht das Team um Oliver mit der Hilfe des aus Central City stammenden Forensikers Barry Allen den Vorfall. Oliver fällt bald auf, dass Barry etwas zu verbergen hat. Als er ihn damit konfrontiert, offenbart dieser, dass er den Mörder seiner Mutter, die ebenfalls durch Superkräfte getötet wurde, finden will. Oliver erkennt, dass der Dieb das gleiche Serum besaß, das auch Dr. Anthony Ivo auf der Insel suchte. Roy und Thea geraten beinahe in Olivers Fall hinein, als sie Sin helfen, ihren verschwundenen Freund zu finden, allerdings schießt Oliver Roy an, um zu verhindern, dass er weiter involviert wird. Es gelingt Oliver, den Dieb aufzuspüren, er wird beim Kampf jedoch mit einem unbekannten Giftstoff verletzt und infiziert. Um Olivers Leben zu retten ruft Felicity Barry, der ihm ein Gegenmittel verabreichen soll. Währenddessen wird Moira weiter von Merlyn gedrängt, Thea zu verraten, dass er ihr wahrer Vater ist. Stattdessen aber kontaktiert Moira Ra's al Ghul, der Merlyn ohnehin töten will, da dieser durch das Zerstören der Glades den Eid der Liga der Assassinen gebrochen hat. Daraufhin erklärt Merlyn Moira, dass er nun gehen wird, doch dass die Angelegenheit mit Thea noch nicht vorbei sei. Oliver, Sara und Shado finden das Serum und injizieren es dem verwundeten Slade, der daraufhin allerdings einen Herzinfarkt erleidet. |           |                           |                          |                      |                                       |                  |                                                                       |                 |               |
| 32 | 9         | Drei Geister              | Three Ghosts             | 11. Dez. 2013        | 12. Juni 2014                         | John Behring     | Geoff Johns & Ben Sokolowski Idee: Greg Berlanti & Andrew Kreisberg   | 3,02 Mio.       | 1,74 Mio.     |
| Es gelingt Barry, Olivers Leben zu retten, der, nachdem er wieder zu Bewusstsein gekommen ist, allerdings wütend auf Felicity ist, da diese Olivers Geheimidentität einer weiteren Person anvertraut hat. Barry und Felicity schaffen es, Olivers Angreifer als Cyrus Gold zu identifizieren und zu lokalisieren. Während Roy mit der Suche nach dem Geheimnis hinter dem Tod von Sins Freund Max fortfährt, wird er von Cyrus gefangen und zu Blood gebracht, der ihm das „Mirakuru“-Serum verabreicht. Allerdings versagt das Serum, wodurch Roy stirbt. Oliver erreicht den Ort, hält Cyrus auf und zerstört die Zentrifuge und das verbleibende Serum. Er kann Roy wiederbeleben, befürchtet aber, dass das Serum negative Auswirkungen auf ihn haben wird. Schließlich wird offenbart, dass der Drahtzieher hinter Blood und dessen Taten der in der Gegenwart lebendige Slade ist. Dieser befiehlt Blood sogleich, den Selbstjustizler in Ruhe zu lassen, da er sich seiner persönlich annehmen will. Während Roy in der Villa der Queens rehabilitiert, bemerkt er, dass seine Pfeilwunde schnell wieder verheilt ist. Barry kehrt nach Central City zurück und übergibt Oliver zum Abschied eine Dominomaske zur besseren Tarnung. Zurück in seinem Labor wird Barry nach der Explosion eines neuen Teilchenbeschleunigers durch ein Unwetter von seinen Chemikalien übergossen. Ivo erscheint, nimmt Shado und Sara gefangen und lässt Oliver entscheiden, wer von beiden lebt und wer stirbt. Als Oliver keine Wahl trifft, ermordet Ivo Shado, woraufhin Slade mit übernatürlichen Kräften auftaucht, Ivo in die Flucht schlägt und dessen Männer tötet. |           |                           |                          |                      |                                       |                  |                                                                       |                 |               |
| 33 | 10        | Wolf im Schafspelz        | Blast Radius             | 15. Jan. 2014        | 19. Juni 2014                         | Rob Hardy        | Jake Coburn & Keto Shimizu                                            | 2,52 Mio.       | 1,66 Mio.     |
| Oliver versucht weiterhin, den Mann mit der Totenkopfmaske zu finden, allerdings ohne Erfolg. Währenddessen kommt Felicity nach Central City, um Barry zu besuchen, der nach seinem Unfall im Koma liegt. Ein Terrorist namens Mark Scheffer, der sich selbst „Shrapnel“ nennt, beginnt damit, in Starling City Bomben zu legen, um gegen die Regierung vorzugehen. Sebastian Blood tritt sein neues Amt als Bürgermeister an und veranstaltet eine Versammlung für die Bürger. Scheffer nutzt dies für einen weiteren Anschlag, aber Oliver kann ihn aufhalten und die Bomben entschärfen. Während des entstehenden Tumults wird Thea Zeuge von Roys außergewöhnlichen Kräften und stellt ihn zur Rede. Laurel misstraut Blood weiterhin, nachdem sie Verbindungen zwischen ihm und Cyrus Gold aufgedeckt hat. Schließlich stattet sie einer Psychiatrie einen Besuch ab, wo sie auf Bloods Mutter trifft, die ihr erzählt, dass dieser seinen Vater getötet, jedoch sie beschuldigt hat, woraufhin sie eingeliefert worden ist. Slade erfährt negative Auswirkungen auf seinen Verstand und seine Persönlichkeit, verursacht durch das Mirakuru. |           |                           |                          |                      |                                       |                  |                                                                       |                 |               |
| 34 | 11        | Der Feind an deiner Seite | Blind Spot               | 22. Jan. 2014        | 26. Juni 2014                         | Glen Winter      | Wendy Mericle & Beth Schwartz                                         | 2,49 Mio.       | 1,66 Mio.     |
| Sebastian Blood kommt zu seiner Mutter in die Heilanstalt und erfährt, dass diese Laurel die Wahrheit über den Tod seines Vaters erzählt hat. Oliver fährt mit der Suche nach dem Mann mit der Totenkopfmaske fort, und erhält dabei Hilfe von Laurel, die ihm ihren Verdacht von Blood erläutert. Dieser fürchtet, dass Laurel die ganze Wahrheit über ihn herausfinden könnte und lässt sie zur Sicherheit von seinem Handlanger Officer Daily wegen unerlaubten Besitzes von Betäubungsmitteln verhaften. Er lässt sie zudem entführen, um Arrow zu locken, der tatsächlich auch kommt, um sie zu retten. Beim darauffolgenden Kampf erschießt Laurel den Totenkopfmann, dieser entpuppt sich allerdings als Officer Daily, der, um den Verdacht von sich abzulenken, von Blood beauftragt wurde, die Maske zu tragen. Schließlich wird Laurel aufgrund ihrer nun offenbarten Drogenabhängigkeit vom Dienst suspendiert. Währenddessen versuchen Sin und Roy, Roys Kräfte fürs Gute einzusetzen, indem Roy einen Mörder angreift, wobei er jedoch die Kontrolle verliert und den Mann schwer verletzt. Arrow bietet Roy seine Hilfe an, um ihn zu lehren, wie er sich sowohl im Geiste als auch körperlich kontrollieren kann. Sara erhält einen Anruf von Ivo, der versucht, sie zu überzeugen, dass es das Richtige wäre, mit dem Mirakuru zu ihm zurückzukommen. Als sich Sara allerdings an all die Gefolterten auf dem Frachter erinnert, lehnt sie ab. |           |                           |                          |                      |                                       |                  |                                                                       |                 |               |
| 35 | 12        | Riesenkräfte              | Tremors                  | 29. Jan. 2014        | 3. Juli 2014                          | Guy Bee          | Marc Guggenheim & Drew Z. Greenberg                                   | 2,95 Mio.       | 1,72 Mio.     |
| Ben Turner schafft es, mit Hilfe von Milo Armitage aus dem Gefängnis zu fliehen, der ihm daraufhin das Angebot unterbreitet, ihm für 10 Millionen Dollar einen Prototyp von Malcolm Merlyns Erdbebengerät zu beschaffen. Arrow versucht, Roy beizubringen, die Kontrolle zu bewahren, was allerdings beim Versuch, Turner aufzuhalten, nicht funktioniert, wodurch dieser mit der Vorrichtung entkommen kann. Arrow kann die Maschine aufspüren, muss aber Roy seine wahre Identität preisgeben, um diesen beim Kampf wieder zur Besinnung kommen zu lassen und ihn dazu zu bringen, ihm bei der Zerstörung des Gerätes zu helfen. Währenddessen befürchtet Laurel, dass ihr aufgrund ihrer Sucht ihre Lizenz entzogen werden könnte, woraufhin sie aus Verzweiflung mit dem Trinken fortfährt. Außerdem kandidiert Moira gegen Sebastian Blood für das Amt des Bürgermeisters. Schließlich nimmt Amanda Waller den gefangenen Turner in Gewahrsam, um ihn bei einem „Kommando“ unterzubringen, das sie gerade erstellt. Oliver ringt mit der Schuld, Shado sterben gelassen zu haben. Slade hat vor, Ivos Frachter mit Fyers Raketenwerfer zu versenken, doch Oliver kann ihn davon abhalten. |           |                           |                          |                      |                                       |                  |                                                                       |                 |               |
| 36 | 13        | Entführt                  | Heir to the Demon        | 5. Feb. 2014         | 10. Juli 2014                         | Wendey Stanzler  | Jake Coburn                                                           | 2,86 Mio.       | 1,64 Mio.     |
| Nyssa Raatko, Tochter von Ra’s al Ghul und Mitglied der Liga der Assassinen, kommt nach Starling City, um Sara zu überzeugen, nach Nanda Parbat zurückzukehren. Außerdem wird offenbart, dass die beiden früher eine Liebesbeziehung miteinander führten. Nachdem Sara abgelehnt hat, entführt Nyssa Dinah Lance und gibt Sara 24 Stunden Zeit, es sich anders zu überlegen, andernfalls würde ihre Mutter sterben. Sara willigt ein, um ihre Mutter zu retten, trinkt aber vorher Schlangengift, um ihre Rückkehr zu verhindern. Arrow verabreicht ihr rechtzeitig ein Gegengift und Nyssa spricht sie von den Pflichten der Liga frei. Moiras politische Kampagne beginnt, und Felicity findet heraus, dass Malcolm Merlyn Theas wahrer Vater ist. Obwohl Moira ihr droht, es nicht zu verraten, erzählt sie es Oliver. Dieser unterstützt Moira von nun an zwar weiterhin öffentlich bei ihrer Kampagne, doch privat erklärt er ihre Familienbeziehung für beendet. Sara wird zu Hause von ihren Eltern freudig empfangen, doch Laurel bekommt einen Wutanfall und wirft Sara aus dem Haus, da sie diese für alles Schlechte, das in der Vergangenheit passiert ist, verantwortlich macht. Währenddessen wird Slade auf Moiras Kampagne gegen Blood aufmerksam, um die er sich auch gleich zu kümmern beginnt. |           |                           |                          |                      |                                       |                  |                                                                       |                 |               |
| 37 | 14        | Gegen die Zeit            | Time of Death            | 26. Feb. 2014        | 17. Juli 2014                         | Nick Copus       | Wendy Mericle & Beth Schwartz                                         | 2,45 Mio.       | 1,73 Mio.     |
| William Tockman leitet einen perfekt geplanten Überfall bei Kord Industries ein, bei dem er ein Gerät stiehlt, das fähig ist, jeden Banktresor der Welt zu knacken. Auch Oliver und Sara, die nun mit diesem zusammenarbeitet, bekommen Wind davon und versuchen daher, Tockman aufzuhalten, und vereiteln seinen nächsten Raubzug. Daraufhin revanchiert sich Tockman, indem er sich mit Hilfe des Gerätes in Olivers Computer hackt, diese zum Überladen und schließlich zum Explodieren bringt. Da das Team nun nicht mehr auf die Hilfe von Felicity angewiesen ist, fühlt diese sich – mit Sara im Team – nutzlos, woraufhin sie auf eigene Faust als Köder bei Tockmans nächstem Bankraub erscheint. Oliver, Sara und Diggle kommen in letzter Sekunde, um Felicity zu retten, die beim darauffolgenden Kampf angeschossen wird, damit aber Sara das Leben rettet. Schließlich schaffen sie es, Tockman zu fassen. Familie Lance hat sich zu einem gemeinsamen Abendessen verabredet, bei dem auch Oliver anwesend ist. Als Laurel von der Beziehung zwischen Oliver und Sara erfährt, wird sie erneut wütend, verträgt sich nachher aber mit Sara, der sie ihre Gründe für den Zorn auf sie offenbart; außerdem tritt Laurel einem Treffen der Anonymen Alkoholiker bei, bei dem auch schon Quentin teilnimmt. Währenddessen kommt Slade zur Villa der Queens, um sich mit Moira wegen ihrer Kandidatur zu treffen, vor allem aber, um Oliver seine Präsenz zu zeigen. Oliver, Sara und Slade beobachten den Abschuss eines Flugzeugs über der Insel. Als sie zu diesem gelangen, gibt der im Sterben liegende Pilot Sara ein Foto von seiner Tochter, die darauf als Sin zu erkennen ist, und bittet sie, auf diese aufzupassen, wenn sie es zurück nach Starling schaffen sollte. |           |                           |                          |                      |                                       |                  |                                                                       |                 |               |
| 38 | 15        | Das Versprechen           | The Promise              | 5. März 2014         | 24. Juli 2014                         | Glen Winter      | Jake Coburn & Ben Sokolowski                                          | 2,21 Mio.       | 1,82 Mio.     |
| Nachdem Oliver Slade bei sich zu Hause bemerkt hat, ist er gezwungen, diesem die Villa bei einem Rundgang vorzustellen, wobei er versucht, sich vor Moira nicht anmerken zu lassen, dass er Slade schon lange kennt. Währenddessen hat auch der Rest von Olivers Team zur Sicherheit das Haus umstellt. Als Slade wieder geht, erklärt er Oliver, dass er nur ein Versprechen erfüllen wolle, das er diesem vor langer Zeit gemacht hat (siehe unten). Aus alldem schlussfolgert Oliver, dass Slade der Mann ist, der hinter der Totenkopfmaske steckt, und dass dieser plant, noch mehr Mirakuru herzustellen. Schließlich wird offenbart, dass Slade den Besuch nur dazu genutzt hat, um hinter Olivers Rücken überall im Haus heimlich Kameras zu positionieren. Oliver, Sara und Slade erstellen einen Plan, wie sie Ivos Frachter infiltrieren wollen. Sie verbrennen das Mirakuru, gelangen aufs Schiff, Sara befreit die Gefangenen und Oliver und Slade nehmen sich Ivo vor. Zuvor hatte Sara Oliver davon überzeugt, dass es das Beste wäre, Ivo zu töten, um ihn davon abzuhalten, Slade zu erzählen, wie Shado gestorben ist, da sie wissen, dass Slade diese insgeheim liebte und deshalb Oliver für deren Tod verantwortlich machen wird. Doch als sie auf Ivo treffen, kann Oliver ihn nicht davon abhalten, die Wahrheit über Shados Tod zu erzählen, woraufhin Slade in einer Wutattacke Oliver angreift und ihn schließlich einsperrt, während Sara mit den Gefangenen vom Schiff fliehen kann. Der zornige Slade erklärt dem gefangenen Oliver, dass sie zuvor in Wahrheit nur eine leere Box statt des Mirakurus zerstört haben, welches sich nun im Besitz von Slade befindet. Außerdem verspricht er Oliver, dass er diesen so quälen wird, wie er am Tod Shados leiden musste. |           |                           |                          |                      |                                       |                  |                                                                       |                 |               |
| 39 | 16        | Selbstmordkommando        | Suicide Squad            | 19. März 2014        | 31. Juli 2014                         | Larry Teng       | Keto Shimizu & Bryan Q. Miller                                        | 2,42 Mio.       | 1,76 Mio.     |
| Amanda Waller bittet Lyla und Diggle das von ihr gegründete Kommando, auch bekannt als „Task Force X“, zu leiten. Dieses besteht u. a. aus Deadshot, Bronze Tiger und Shrapnel, die allesamt als Gefangene gezwungen werden, mitzuarbeiten. Die Gruppe hat ihren ersten Auftrag bei Gholem Qadir, einem ehemaligen Terroristen, der nach Jahren im Gefängnis wieder frei ist. Waller weiß, dass Qadir nur vorgibt, ehrlichen Interessen nachzugehen, denn in Wahrheit besitzt dieser eine gefährliche Waffe, die das Team bergen soll. Nach einem unechten Attentat auf Qadir, der absichtlich von Diggle gerettet wird, wird dieser aus Dankbarkeit auf eine Party von ihm eingeladen, zumal Diggle Qadir vor Jahren schon einmal das Leben gerettet hat (siehe unten). Das ist ein Teil des Plans, denn mittels der Einladung hat das Kommando besseren Zugriff auf die geheime Waffe. Schließlich gelangt Deadshot zur Waffe, nicht wissend, dass sich eine Drohne auf sein unechtes Auge fokussiert hat, um dann, wenn sie sich bei ihm und der Waffe befindet, zu explodieren. Diggle erkennt, dass es der Plan war, die Waffe und somit auch Deadshot zu vernichten, also rettet er ihn, indem sie vor der Drohne fliehen, wodurch die Waffe allerdings nicht durch diese zerstört wird. Währenddessen stürmt ein mittlerweile informiertes SEAL-Team das Haus und tötet Qadir. Oliver fragt unterdessen Waller wegen Slade um Hilfe, wobei offenbart wird, dass die beiden schon einmal zusammengearbeitet haben. Diese bietet Oliver die Hilfe von Deathstroke an, einem von A.R.G.U.S. aufgetriebenen Söldner, ohne zu wissen, dass es sich bei diesem um Slade handelt. In Afghanistan leiten Diggle und Lyla eine Gruppe von Dorfbewohnern, als sie in einen Hinterhalt geraten, bei dem Diggle dem Afghanen Gholem Qadir das Leben rettet. |           |                           |                          |                      |                                       |                  |                                                                       |                 |               |
| 40 | 17        | Blutrache                 | Birds of Prey            | 26. März 2014        | 7. Aug. 2014                          | John Behring     | Mark Bemesderfer & A.C. Bradley                                       | 2,62 Mio.       | 1,83 Mio.     |
| Die Polizei ist wieder auf der Spur von Frank Bertinelli, der mit Olivers und Saras Hilfe festgenommen werden kann. Oliver befürchtet aber, dass jetzt, da Frank in Gewahrsam ist, auch Helena zurückkehren wird, um erneut zu versuchen, an ihrem Vater Rache zu üben. Laurel wird nach ihrer Suspendierung ebendieser Fall angeboten, doch sie muss schnell erkennen, dass es der Plan von Helena war, im Gericht Geiseln zu nehmen, im Gegenzug für ihren Vater. Sara versucht, Laurel aus dem Gebäude zu retten, sie wird jedoch von Helena überwältigt, die Oliver nun zwingt, Frank für Laurel auszutauschen. Schließlich übergibt er ihr den Gefangenen, doch als ein S.W.A.T.-Team erscheint, entsteht ein Feuergefecht, in dem Frank zu Tode kommt. Letztendlich kann Sara Helena ausschalten, die anschließend von Quentin abgeführt wird. Außerdem beschließt die Staatsanwaltschaft, Laurel wieder dauerhaft als Anwältin einzustellen. Währenddessen erkennt Roy, dass er aufgrund des Einflusses von Mirakuru eine zu große Gefahr für Thea darstellt und führt daraufhin ihre Trennung herbei. Slade kontaktiert Sara und fordert einen der Flüchtlinge, die beschädigten Motoren des Frachters zu reparieren, andernfalls würde er Oliver töten. Gegen seinen Willen zwingt die Truppe einen Mann, auf Slades Forderungen einzugehen. |           |                           |                          |                      |                                       |                  |                                                                       |                 |               |
| 41 | 18        | Doppeltes Spiel           | Deathstroke              | 2. Apr. 2014         | 14. Aug. 2014                         | Guy Bee          | Marc Guggenheim & Drew Z. Greenberg                                   | 2,33 Mio.       | 1,64 Mio.     |
| Als Slade erfährt, dass Thea und Roy sich getrennt haben, sucht er erstere unter dem Vorwand auf, sie trösten zu wollen, und entführt sie anschließend. Da Oliver und sein Team nun dabei sind, Slade ausfindig zu machen, um Thea zu retten, übergibt er vorübergehend den Status des CEO an Isabel Rochev. Doch Rochev nutzt dies, um die Führungskräfte der Firma von ihrer dauerhaften Chefrolle zu überzeugen. Als Oliver dies erfährt und zu Rochev gelangt, findet er heraus, dass diese in Wahrheit die ganze Zeit über für Slade gearbeitet hat und diesem so die Kontrolle über Queen Consolidated verschafft hat. Oliver kann sie dazu zwingen, den Aufenthaltsort von Thea zu verraten. Doch als er dort eintrifft, ist Thea schon längst wieder frei, und er erkennt, dass das alles nur ein Ablenkungsmanöver von Slade war, damit dieser ohne Probleme einen Gefangenentransport überfallen kann, um die Häftlinge für Mirakuru-Experimente zu befreien. Währenddessen erzählt Thea, Slade habe ihr gesagt, dass Malcolm Merlyn ihr wahrer Vater sei. Nach wiederholtem Helfen des Selbstjustizlers wird Quentin Lance letztendlich verhaftet, während Roy nach der Trennung endgültig Starling City verlässt. Schließlich stattet Slade Laurel einen Besuch ab, bei dem er ihr erzählt, dass es sich bei Arrow tatsächlich um Oliver handelt. Sara hat vor, Slade den Reparateur nur auszuliefern, wenn dieser dafür Oliver freilässt. Sara und die Flüchtlinge hecken den Plan aus, Slade beim Austausch zu töten. Der Plan geht zwar schief, doch Oliver kann trotzdem gerettet werden. |           |                           |                          |                      |                                       |                  |                                                                       |                 |               |
| 42 | 19        | Strippenzieher            | The Man Under the Hood   | 16. Apr. 2014        | 21. Aug. 2014                         | Jesse Warren     | Andrew Kreisberg & Keto Shimizu Idee: Greg Berlanti & Geoff Johns     | 2,26 Mio.       | 1,74 Mio.     |
| Oliver und sein Team zerstören das Labor der Wissenschaftsabteilung von Queen Consolidated, damit Slade dies nicht für seine Mirakuru-Experimente nutzen kann. Im Gegenzug bricht dieser aber in Olivers Versteck ein, um William Tockmans Generalschlüssel zu stehlen. Mit diesem verschafft er sich Zugang zu den „S.T.A.R. Labs“, Central Citys Forschungslaboren, um von dort eine Maschine zu klauen, mit der er das Blut einer mit Mirakuru infizierten Person auf eine andere übertragen kann. Bei weiteren Nachforschungen findet Oliver heraus, dass Slade Roy entführt hat, um mit dessen Bluttransfusion den anderen Häftlingen das Mirakuru zu injizieren. Als Oliver und sein Team Slades Labor stürmen, können sie Roy befreien und Isabel Rochev tödlich verwunden. Schließlich offenbart Oliver, dass es ein Gegenmittel für Mirakuru gibt. Da sie allerdings nicht die notwendigen Mittel haben, um es zu entwickeln, bitten sie die beiden S.T.A.R.-Labs-Wissenschaftler Caitlin Snow und Cisco Ramon um Hilfe. Nachdem Laurel erfahren hat, dass Oliver Arrow ist, versucht sie, dies durch Nachforschungen zu bestätigen. Dabei erkennt sie, dass es sich bei Arrows Mitstreiterin Canary um Sara handeln muss. Als Laurel ihren Vater im Krankenhaus aufsucht, nachdem dieser im Gefängnis verprügelt wurde, erklärt er ihr, dass er nach der Zusammenarbeit mit Arrow festgestellt habe, dass es nicht wichtig ist, wer er in Wahrheit ist, sondern nur, was er für die Stadt repräsentiert. Laurel schafft es, Quentin aus dem Gefängnis zu holen, indem sie die Aufseher damit erpresst, dass diese aufgrund der schlechten Aufsichtspflicht die Gesundheit eines Häftlings gefährdet haben. Währenddessen nutzt Slade nun sein eigenes Blut, um Isabel Rochev wiederzubeleben und ihr das Mirakuru zu injizieren. Nachdem dem schwer verwundeten Ivo ebenfalls die Flucht vom Frachter gelungen ist, offenbart er Sara und Oliver, dass es ein Gegenmittel für Mirakuru gibt. Daraufhin bittet er sie, ihm aufgrund seiner tödlichen Verletzungen ein schnelles Ende zu bereiten, woraufhin Oliver ihn erschießt.                                                                  |           |                           |                          |                      |                                       |                  |                                                                       |                 |               |
| 43 | 20        | Ein Mann sieht rot        | Seeing Red               | 23. Apr. 2014        | 28. Aug. 2014                         | Doug Aarniokoski | Wendy Mericle & Beth Schwartz                                         | 2,19 Mio.       | 1,49 Mio.     |
| Nach der Rettung von Roy aus Slades Labor flüchtet dieser wiederum aus Olivers Versteck, woraufhin er unter dem Einfluss von Mirakuru nun auf den Straßen randaliert und Passanten angreift. Oliver und Sara können ihn ausfindig machen, doch beim Kampf wird Oliver verletzt und Roy kann erneut fliehen. Sara hält es für das Beste, Roy bei Möglichkeit zu töten, doch Oliver meint, es gäbe einen anderen Weg. Schließlich locken sie ihn ins Verdant, wo Oliver ihm Schlangengift injiziert, was ihn vorübergehend betäubt. Sie beschließen, Roy solange bewusstlos zu halten, bis sie eine Heilung für ihn gefunden haben. Sara erzählt Oliver, dass sie vorhat, die Stadt zu verlassen, damit sie weder Oliver noch ihrer Familie weiter zur Last fällt. Währenddessen distanziert sich Thea immer mehr von ihrer Familie, da sie schockiert darüber ist, was Moira und Oliver ihr verheimlicht haben. Um das Verhältnis zu ihrer Tochter aufzubessern, gibt Moira ihre Kandidatur zur Bürgermeisterin auf. Daraufhin versucht Oliver, sie zu ermutigen, doch weiterzumachen, als Moira offenbart, dass sie schon seit dem Erdbeben im letzten Jahr weiß, dass es sich bei Arrow um Oliver handelt, und dass sie sehr stolz auf ihren Sohn ist. Nach einer Pressekonferenz von ihr wird das Auto der Queens von einem anderen gerammt. Schließlich finden sich alle drei gefesselt an einem abgelegenen Ort wieder, an dem auch Slade erscheint, der Oliver vor die gleiche Wahl wie vor einigen Jahren stellt: Es stirbt entweder Moira oder Thea. Doch Moira opfert sich von selbst, um ihre Kinder zu schützen, woraufhin Slade sie tötet. Vor der Reise auf der Jacht offenbart Oliver Moira, dass er versehentlich seine Freundin Samantha geschwängert hat. Moira bietet der jungen Frau daraufhin viel Geld an, damit diese Oliver eine Fehlgeburt vortäuscht und in eine andere Stadt zieht, um ihm jegliche Probleme, für die er noch nicht bereit ist, zu ersparen. |           |                           |                          |                      |                                       |                  |                                                                       |                 |               |
| 44 | 21        | Die Schlacht beginnt      | City of Blood            | 30. Apr. 2014        | 4. Sep. 2014                          | Michael Schultz  | Holly Harold                                                          | 2,31 Mio.       | 1,61 Mio.     |
| Nach Moiras Ableben ist Oliver verschwunden. Diggle und Felicity suchen ihn vergeblich, woraufhin sie Amanda Waller um Hilfe bitten. Es gelingt ihnen, Oliver in einem Notfallversteck, das nur er selbst kannte, zu finden. Er offenbart sein Vorhaben, sich Slade auszuliefern, da er meint, dass dieser, wenn er Oliver hätte, die Stadt in Ruhe lassen würde. Währenddessen erklärt Isabel Rochev Thea, dass sie das Verdant schließen lässt, woraufhin Thea sich überlegt, ob sie Starling City verlassen sollte. Sebastian Blood tritt unterdessen sein Amt als Bürgermeister an und Laurel entdeckt bei Nachforschungen, dass Sebastian schon vor Moiras Tod wusste, dass diese sterben würde. Laurel offenbart Oliver, dass sie weiß, dass er Arrow ist, und zeigt ihm daraufhin, dass Sebastian und Slade zusammenarbeiten. Als Oliver Sebastian damit konfrontiert, erkennt er, dass er nichts anderes tun kann, als Slades Mirakuru-Armee zu bekämpfen. Somit machen sich Arrow und Laurel zu dieser auf in den Untergrund Starlings, wo die Armee ihre Basis hat, doch als diese die beiden angreift, verhindert Oliver, dass die Mirakuru-Soldaten zu ihnen gelangen, indem er die Decke einstürzen lässt, wodurch sie zwar von den Angreifern abgegrenzt, allerdings auch selbst in den Trümmern gefangen werden. Die anderen Soldaten beginnen derweil, die Stadt zu verwüsten, wobei auch Zivilisten getötet werden, während Diggle von Isabel Rochev im Anzug von Slades Armee und durch das Mirakuru gestärkt angegriffen wird. Oliver, Sara und ihr russischer Freund, der Flüchtling Anatoli, gelangen zum alten, japanischen U-Boot, das Anatoli zu reparieren versucht, um mit diesem die Amazo anzugreifen. |           |                           |                          |                      |                                       |                  |                                                                       |                 |               |
| 45 | 22        | Brennende Straßen         | Streets of Fire          | 7. Mai 2014          | 11. Sep. 2014                         | Nick Copus       | Jake Coburn & Ben Sokolowski                                          | 2,33 Mio.       | 1,54 Mio.     |
| Slades Leute terrorisieren weiterhin die Stadt, während sich Diggle Isabel stellen muss, die allerdings von Felicity mit ihrem Kleinwagen umgefahren wird. Währenddessen ist Malcolm Merlyn nach Starling zurückgekehrt, um als Bogenschütze seine Tochter Thea zu beschützen. Caitlin und Cisco haben derweil in den S.T.A.R. Labs ein Gegengift für das Mirakuru entwickeln können. Als auch Slade davon erfährt, schickt er seine Männer, um das Gegenmittel vor Oliver zu erhalten. Die Polizei sieht nun ein, dass Arrow ihnen helfen kann und befördert diesbezüglich Quentin Lance wieder zum Detective, damit dieser das Einsatzteam auf Arrows Anordnungen leitet. Dieser konnte sich mittlerweile wieder mit Laurel aus den Trümmern befreien. Auf Sebastians Beschwerden, dass er nicht wollte, dass Starling zerstört wird, erklärt Slade ihm, dass er sich an Oliver rächen wolle, indem er ihm jeden und alles nimmt, was er liebt, und somit auch seine Stadt vernichtet. Daraufhin erkennt Sebastian, dass sein Plan, Starling mit ihm als gefeierten Bürgermeister in erfolgreiche Zeiten zu führen, Slade egal ist und nimmt das erbeutete Gegengift, um es Arrow auszuliefern. Slade sendet Isabel zu Sebastian, die diesen aufgrund des Verrats tötet. Oliver testet das Mittel an Roy, nachdem Amanda Waller ihm damit gedroht hat, dass A.R.G.U.S. die Stadt mit Raketen zerstören wird, um Slades Armee auszulöschen, wenn diese nicht bald aufgehalten wird. Nachdem Sara von Slades Männern gefangen genommen worden ist, geht Oliver an Bord der Amazo, um sie zu retten, mit der Anweisung an Anatoli, den Frachter in die Luft zu sprengen, wenn sie nicht innerhalb einer Stunde zurückkehren. Oliver trifft auf Sara, aber sie werden von Slade entdeckt. |           |                           |                          |                      |                                       |                  |                                                                       |                 |               |
| 46 | 23        | In letzter Sekunde        | Unthinkable              | 14. Mai 2014         | 18. Sep. 2014                         | John Behring     | Marc Guggenheim & Andrew Kreisberg Idee: Greg Berlanti                | 2,37 Mio.       | 1,67 Mio.     |
| Das Gegengift wirkt bei Roy, wodurch er wieder normal wird, doch Oliver und sein Team müssen sogleich vor den Mirakuru-Soldaten fliehen. Im Verdant besprechen sie die Lage, als plötzlich Sara erscheint, in Begleitung von Nyssa Raatko und einigen Attentätern der Liga der Assassinen. Um Slades Männer nicht alle töten zu müssen, stattet er jeden mit einem Gegenmittel für sie aus. Sie gelangen zum Gebäude von Queen Consolidated, wo sie auf Slade und Isabel treffen. Beim Kampf tötet Nyssa Isabel, aber Slade kann fliehen. Währenddessen leitet Amanda Waller bei A.R.G.U.S. den Atomangriff ein, was Diggle mit der Unterstützung von Lyla zu verhindern versucht. Derweil wird das Polizeirevier ebenfalls attackiert, wobei Quentin schwer verletzt und Laurel entführt wird. Thea versucht unterdessen, Merlyn loszuwerden, der ihr seine Hilfe aufzwingt. Nachdem sie erkannt hat, dass es keinen anderen Ausweg für sie gibt, wendet sie sich ihm doch zu, um mit ihm Starling zu verlassen. Als Olivers Team auf Slades Männer trifft, schaffen sie es, diese mit dem Gegenmittel zu infizieren. Oliver und Felicity gelangen ins Haus der Queens, wo er ihr seine Liebe gesteht, was sich als Trick Olivers herausstellt. Da er sich Slades Kameras im Haus bewusst ist, wird dieser nun die angebliche Geliebte Felicity entführen, der Oliver allerdings ein Gegenmittel überreicht hat, um es Slade zu injizieren. Als Oliver auf ihn trifft, tut Felicity Besagtes, wodurch es Oliver möglich ist, Slade zu besiegen. Auf Olivers Meldung hin bricht Amanda Waller den Nuklearangriff ab. Sara kehrt als Gegenleistung für die Hilfe der Assassinen nach Nanda Parbat zurück. Slade wird schließlich in einem Hochsicherheitsgefängnis von A.R.G.U.S. auf Lian Yu eingesperrt. Anatoli feuert nach der vergangenen Stunde den Torpedo auf die Amazo, wodurch diese zu sinken beginnt. Durch den Schaden kann Oliver sich befreien und es kommt zum Zweikampf mit Slade. Sara wird von den Fluten erfasst, und Oliver kann Slade scheinbar töten. Oliver wird daraufhin bewusstlos, und als er aufwacht, findet er sich in Hongkong wieder, wo er von Amanda Waller begrüßt wird. |           |                           |                          |                      |                                       |                  |                                                                       |                 |               |

## Staffel 3
Die Erstausstrahlung der dritten Staffel war vom 8. Oktober 2014 bis zum 13. Mai 2015 auf dem US-amerikanischen Sender The CW zu sehen. Die deutschsprachige Erstausstrahlung der ersten 18 und der letzten beiden Episoden sendete der deutsche Pay-TV-Sender RTL Crime vom 5. März bis zum 25. Juni und am 9. Juli 2015. Die fehlenden Episoden wurden am 29. Juni und 6. Juli 2015 beim deutschen Free-TV-Sender VOX erstausgestrahlt.
| Nr. (ges.) | Nr. (St.) | Deutscher Titel             | Originaltitel                       | Erstausstrahlung USA | Deutschsprachige Erstausstrahlung (D) | Regie            | Drehbuch                                                                 | Zuschauer (USA) | Zuschauer (D) |
| --- | --------- | --------------------------- | ----------------------------------- | -------------------- | ------------------------------------- | ---------------- | ------------------------------------------------------------------------ | --------------- | ------------- |
| 47 | 1         | Ruhe vor dem Sturm          | The Calm                            | 8. Okt. 2014         | 5. März 2015                          | Glen Winter      | Marc Guggenheim & Jake Coburn Idee: Greg Berlanti & Andrew Kreisberg     | 2,83 Mio.       | 1,33 Mio.     |
| Nachdem Arrow Starling City aus den Fängen von Slade und seiner Armee befreit hat, wird er nun von der Bevölkerung als Held gefeiert. Quentin Lance, der nach seiner Verletzung wieder gesund ist und zum Captain befördert wurde, bekräftigt dies durch eine Rede, in der er betont, dass jegliche Aktivitäten zur Ergreifung des Selbstjustizlers eingestellt werden. Oliver wird schließlich in einem Restaurant Ziel eines Angriffs, dessen Verursacher Felicity zurückverfolgen kann. Es handelt sich um Werner Zytle, einem früheren Anhänger von Count Vertigo, der nun Leiter der Vertigo-Produktion ist und Arrow töten will. Oliver und Roy können ihn beim Aufeinandertreffen mit der Hilfe der zurückgekehrten Sara aufhalten. Währenddessen versucht der Geschäftsmann Ray Palmer, die Firma Queen Consolidated zu kaufen, was ihm nach einer Sitzung, in der er die Vorsitzenden von der Vision eines erfolgreichen Star City überzeugt, gelingt. Laurel kritisiert das Verhalten ihres Vaters, der seit seiner Verletzung Medikamente nehmen muss und nun nach der Unterstützung von Arrow erneut im Krankenhaus liegt, da er als Captain keinen Außendienst mehr leisten muss und sich somit unnötig in Gefahr bringt. Amanda Waller hatte Diggle und Lyla während der Belagerung der Stadt offenbart, dass Lyla schwanger ist. Als das Mädchen nun geboren wird, verbietet Oliver Diggle den Außeneinsatz. Nach einem Gespräch mit Laurel auf einem Hausdach wird Sara mit Pfeilen beschossen, woraufhin sie vom Haus in die Tiefe stürzt und in Laurels Armen stirbt. Amanda Waller versucht, Oliver dazu zu bewegen, für sie zu arbeiten, doch dieser will zurück nach Starling. Nach zahlreichen erfolglosen Fluchtversuchen findet er sich bei Maseo Yamashiro wieder, der ihm offenbart, dass er von Waller die Aufgabe habe, zu verhindern, dass Oliver verschwindet. Sollte Maseo dabei scheitern, wird seine Familie getötet. |           |                             |                                     |                      |                                       |                  |                                                                          |                 |               |
| 48 | 2         | Sara                        | Sara                                | 15. Okt. 2014        | 12. März 2015                         | Wendey Stanzler  | Jake Coburn & Keto Shimizu                                               | 2,32 Mio.       | 1,47 Mio.     |
| Laurel bringt Saras Leiche in Olivers Versteck, wo sie die anderen erwartet. Sie hat vor, Oliver bei der Suche nach dem Mörder zu helfen, doch er will sie nicht in weitere Gefahr bringen und schickt sie weg. Als Captain Lance, der von Saras Tod nichts weiß, Arrow darüber informiert, dass es weitere Morde durch einen Bogenschützen gab, verfolgt Felicity die Spur und kann den Mörder schließlich als Simon Lacroix identifizieren. Felicity findet außerdem heraus, wer Lacroixs nächstes Opfer sein wird und Oliver kann ihn daraufhin aufhalten. Dabei erscheint jedoch Laurel mit einer Pistole, um Saras Tod am Bogenschützen Lacroix zu rächen, als dieser den beiden offenbart, dass er in jener Nacht woanders beschäftigt war. Somit muss das Team mit der Suche nach Saras Mörder wieder von vorne beginnen. Schließlich begraben sie Saras Leiche in ihrem früheren Grab. Laurel beabsichtigt, ihren Vater zu informieren, was sie allerdings nicht übers Herz bringt. Nachdem Oliver auf Saras Tod hin keine Regung gezeigt hat, erkennt die hingegen zutiefst traurige Felicity geschockt, dass Oliver durch sein Doppelleben als Arrow nicht einmal mehr seine Gefühle und damit verbundene Schwäche zeigen darf, woraufhin sie eine Arbeit bei Ray Palmer, dem neuen Geschäftsführer von Queen Consolidated, annimmt. Schließlich offenbart Roy Oliver, der schon viele Male versucht hat, Thea anzurufen, dass diese aus Starling verschwunden ist, nachdem sie entdeckt hat, dass Roy heimlich mit Arrow zusammenarbeitet. Auf der Insel Corto Maltese lässt Merlyn derweil Thea die Kampfkunst erlernen, was sie erfolgreich gegen zwei Kämpfer zur Schau stellt. Bei einem seiner Fluchtversuche gelang es Oliver, eine Notruf-E-Mail nach Starling zu verschicken, was die Aufmerksamkeit von Tommy Merlyn auf sich gezogen hat, der sich nun in Hongkong befindet. Oliver erhält von Maseo Wallers Befehl, Tommy zu töten, damit dieser nicht Olivers Existenz entdeckt. Da er Tommy aber nicht töten will, entführt Oliver ihn stattdessen und lässt ihn glauben, dass die E-Mail nur eine List war, um nun durch Tommys Entführung von seinem reichen Vater Lösegeld zu verlangen. |           |                             |                                     |                      |                                       |                  |                                                                          |                 |               |
| 49 | 3         | Mit harten Bandagen         | Corto Maltese                       | 22. Okt. 2014        | 19. März 2015                         | Stephen Surjik   | Erik Oleson & Beth Schwartz                                              | 2,55 Mio.       | 1,26 Mio.     |
| Oliver beschließt, Thea zu besuchen und zu überreden, nach Starling City zurückzukehren. Felicity kann sie auf der Insel Corto Maltese lokalisieren. Lyla erklärt Diggle, dass dort auch der A.R.G.U.S.-Agent Mark Shaw stationiert ist, von dem allerdings seit längerer Zeit keine Nachricht mehr gekommen ist, und Diggle das zur Sicherheit überprüfen sollte. Somit reisen Oliver, Diggle und Roy nach Corto Maltese und begegnen Thea, die jedoch nicht gewillt ist, nach Starling zurückzukehren. Diggle trifft auf Shaw, der ihm erzählt, dass jemand in die Datenbank von A.R.G.U.S. eingedrungen ist und die Informationen auf dem Schwarzmarkt verkaufen will. Schließlich stellt sich heraus, dass Shaw es ist, der die Daten gestohlen hat und verkaufen will. Das Team gelangt allerdings rechtzeitig zum Übergabeort und kann sowohl Shaw als auch die Käufer ausschalten und den Entschlüsselungscode für die Daten an sich bringen. Oliver versucht noch einmal, Thea von einer Rückkehr zu überzeugen, und nachdem sie Merlyn gezeigt hat, dass sie fertig ausgebildet ist, entscheidet sie sich doch, mit Oliver nach Starling zu fliegen. Währenddessen versucht Laurel, Saras Erbe als Heldin der Stadt anzutreten, indem sie den gewalttätigen Freund einer A.A.-Partnerin angreift, dem sie jedoch nicht gewachsen ist und daraufhin im Krankenhaus landet. Sie erkennt, dass sie Training braucht und sucht Ted Grant in seiner Boxhalle auf, nachdem Oliver ihr seine Hilfe verweigert hat. Ray Palmer betrachtet bei Queen Consolidated unterdessen eigene geheime Baupläne von Militärwaffen. Nachdem Thea zusammen mit Merlyn Starling verlassen hat, befinden sie sich nun auf Corto Maltese. Dort beginnt Merlyn mit dem Training, das sowohl die geistige Ruhe und Kontrolle als auch den körperlichen Widerstand gegen Schmerz beinhaltet. |           |                             |                                     |                      |                                       |                  |                                                                          |                 |               |
| 50 | 4         | Der Magier                  | The Magician                        | 29. Okt. 2014        | 26. März 2015                         | John Behring     | Wendy Mericle & Marc Guggenheim                                          | 2,49 Mio.       | 1,23 Mio.     |
| Nyssa Raatko sucht Oliver auf, der ihr zu ihrer Trauer Saras Tod mitteilt. Um den Grund für Nyssas Aufenthalt in Starling herauszufinden, setzt Oliver Roy auf sie an, welcher sie in einem Geheimversteck ausfindig machen kann. Als Oliver Nyssa dort antrifft, offenbart diese ihm, dass Malcolm Merlyn am Leben ist. Nyssa soll für die Liga der Assassinen nachprüfen, ob sich Merlyn tatsächlich, wie vermutet, in Starling aufhält. Sie entdecken eine Spur, der Sara nachging, die das Team jetzt schließlich zu Merlyn führt, an dem Oliver per Streifschuss einen Peilsender anbringen kann, bevor dieser flieht. Beim Versuch, Merlyn erneut aufzusuchen, informiert dieser Oliver darüber, dass er sich nur an einem öffentlichen Ort treffen will. Beim darauffolgenden Gespräch schwört Merlyn Oliver, entgegen Nyssas Verdacht, Sara nicht getötet zu haben. Der Grund für seinen Aufenthalt in Starling sei die Sicherheit von Thea. Nyssa schenkt der Unterhaltung allerdings keinen Glauben und entführt Thea, um Merlyn anzulocken, damit sie an ihm Saras Tod rächen kann. Als jedoch stattdessen Oliver erscheint, der Thea befreit, kommt es zum Zweikampf mit Nyssa, zu dem schließlich auch Merlyn stößt. Dieser versucht, Nyssa klarzumachen, dass ihr Vater Ra’s al Ghul auch nicht davor zurückschrecken würde, eine gute Freundin seiner Tochter zu töten. Oliver erhält die Gelegenheit, den geschlagenen Merlyn zu töten, doch er lässt ihn fliehen. Im Nachhinein erklärt Oliver Nyssa, dass er an Merlyns Unschuld glaubt und diesen auch, wenn nötig, vor der Liga der Assassinen verteidigen würde. Daraufhin kehrt Nyssa zu ihrem Vater zurück, um ihm Bericht zu erstatten. Nachdem Oliver sein erstes Attentat für Waller ausgeführt hat, stellt er diese zur Rede. Es stellt sich heraus, dass hinter Fyers Taten auf der Insel in Wahrheit Waller stand, und in dem Flugzeug, vor dessen Zerstörung Oliver Fyers bewahrt hat, die Terroristin China White saß, die getötet werden sollte. |           |                             |                                     |                      |                                       |                  |                                                                          |                 |               |
| 51 | 5         | Neue Zeiten                 | The Secret Origin of Felicity Smoak | 5. Nov. 2014         | 2. Apr. 2015                          | Michael Schultz  | Ben Sokolowski & Brian Ford Sullivan                                     | 2,73 Mio.       | —             |
| Starling City wird von einem Cyber-Terroristen angegriffen, der während eines herbeigeführten Stromausfalls damit droht, alle Konten in den Bänken der Stadt zu löschen. Oliver und Roy müssen sich daraufhin um Aufstände der Bürger kümmern, während Felicity versucht, den Virus zurückzuverfolgen. Dabei erkennt sie, dass es sich bei dem Virus um ihren eigenen handelt, den sie vor fünf Jahren auf dem College zusammen mit ihrem damaligen Freund Cooper Seldon entwickelt hat, der durch die Benutzung des Virus allerdings ins Gefängnis kam, wo er sich anschließend umgebracht hat. Schließlich erscheint überraschend Felicitys Mutter Donna, die sich jedoch aufgrund unterschiedlicher Wertvorstellungen nicht gut mit ihrer Tochter versteht. Nachdem Felicity erfahren hat, dass ihrer Mutter kostenlos ein Ticket nach Starling zugeschickt wurde, werden die beiden von dem Cyber-Terroristen entführt, der sich als der totgeglaubte Cooper entpuppt, der seinen Tod damals nur vorgetäuscht hat. Dieser braucht nun die Hilfe von seiner ehemaligen Freundin Felicity, um über GPS einen Geldtransporter direkt zu ihm zu leiten. Mit Hilfe eines WLAN-Armbandes, das Donna von Ray Palmer geschenkt bekam, kann Felicity unbemerkt Verbindung zu Oliver aufnehmen, der daraufhin Cooper aufhalten kann. Währenddessen übt sich Laurel bei Ted Grant weiter im Boxen und erzählt ihm dabei, dass sie den Schmerz über Saras Tod vergessen will. Roy erwacht aus einem Alptraum, in dem er sich als der Mörder von Sara offenbart. |           |                             |                                     |                      |                                       |                  |                                                                          |                 |               |
| 52 | 6         | Dunkler Verdacht            | Guilty                              | 12. Nov. 2014        | 9. Apr. 2015                          | Peter Leto       | Erik Oleson & Keto Shimizu                                               | 2,60 Mio.       | —             |
| In Starling City geht ein Mörder um, der Mitglieder von Drogengangs tötet. Als schließlich eine Leiche in Ted Grants Boxhalle gefunden wird, wird er für den Täter gehalten. Als Arrow in einem Lagerraum von Ted eine weitere Leiche findet, bestätigt sich sein Verdacht. Als Ted erscheint, erklärt er ihm, dass er selbst vor sechs Jahren einmal als Selbstjustizler tätig war, indem er die in den Glades ansässigen Familien vor der Willkür der Drogengangs schützte. Nachdem in einem Kampf ein Drogenboss zu Tode gekommen war, ließ er jedoch von der Tätigkeit ab. Zusammen folgen sie der Leichenspur, die sie zum wahren Mörder führt, der sie angreift, wobei sich zeigt, dass dieser und Ted sich kennen. Als die Polizei erscheint, wird Ted festgenommen, während der tatsächliche Täter fliehen kann. Währenddessen teilt Roy dem Team seine Sorgen aufgrund seiner Träume mit, dass er Sara getötet haben könnte, was insbesondere Laurel schockt. Ted identifiziert den Mörder als Isaac Stanzler, welcher früher in Teds Zeiten als Selbstjustizler sein Partner war, den er allerdings, nachdem dieser einen Drogenboss getötet hatte, verlassen hat. Schließlich werden Ted und Laurel von Isaac entführt, der jedoch von Oliver und dessen Team aufgehalten werden kann. Zurück im Unterschlupf lehrt Oliver Roy eine Technik, wie er sich an Saras Tod erinnern kann, welcher sich daraufhin in seinen Gedanken zu einem Polizisten wandelt, den er während Slades Belagerung der Stadt mit Mirakuru im Blut auf dieselbe Art und Weise, wie Sara getötet wurde, umgebracht hat, wodurch klar wird, dass es sich nur um eine verfälschte Erinnerung handelt. Schließlich wird der gefangene Isaac von einer Bogenschützin, die sich „Cupid“ nennt, getötet. In Hongkong verfolgen Oliver und Maseo einen Mann, der einen Umschlag mit wichtigen Informationen zu China White besitzt. Er wird getötet, doch auf der Flucht hat er den Umschlag an einem Ort versteckt, woran sich Oliver jedoch nicht erinnern kann. Maseos Frau zeigt ihm eine Technik, mit der er sich besser an die Verfolgung erinnern kann und somit den versteckten Umschlag findet. Daraufhin bittet sie ihn, die Familie zu verlassen. |           |                             |                                     |                      |                                       |                  |                                                                          |                 |               |
| 53 | 7         | Mitten ins Herz             | Draw Back Your Bow                  | 19. Nov. 2014        | 16. Apr. 2015                         | Rob Hardy        | Wendy Mericle & Beth Schwartz                                            | 2,64 Mio.       | 1,20 Mio.     |
| Nach dem Mord an Isaac Stanzler findet Oliver heraus, dass es sich beim Täter um Carrie Cutter, die sich selbst „Cupid“ nennt, handelt, welche auf krankhafte Weise von Oliver besessen ist, seitdem dieser sie vor 6 Monaten vor Slades Mirakuru-Soldaten gerettet hat. Währenddessen lässt Felicity ihre Arbeit in Olivers Team in den Hintergrund rücken, um mit Ray Palmer, der mittlerweile Queen Consolidated in „Palmer Technologies“ umbenannt hat, geschäftlich auszugehen, was Oliver sichtlich verärgert. Als Cupid durch einen Informanten den Unterschlupf von Oliver unter dem Verdant entdeckt, kommt es auf der Straße zum Kampf zwischen den beiden. Als der Kampf sich auf Bahngleise verlagert und ein Zug naht, rettet Oliver Cupid vor diesem. Während sich Cupid dadurch in ihrer Liebe zu Arrow bestätigt fühlt, übergibt Oliver sie A.R.G.U.S. für das Task Force X. Schließlich sieht Oliver in der Firma Felicity und Ray sich küssen, woraufhin er in seinem Versteck seine Wut auslässt. Ray betrachtet daraufhin in seinem Büro eine Hologrammskizze für ein Exoskelett. In der Nacht kommt es schließlich zu einem Mord, bei dem ein Mann von einem anderen durch eine Bumerang-Klinge getötet wird. Nachdem Maseo verschwunden ist, machen sich Oliver und Maseos Frau, die noch immer ein großes Misstrauen gegenüber Oliver hegt, am Hafen auf die Suche. Nach einem Kampf mit dort anwesenden Mafia-Mitgliedern kehren sie nach Hause zurück, wo Maseo sie erwartet, der mit einem Auftrag von Waller beschäftigt war. Letztendlich hat sich jedoch das Vertrauen von Maseos Frau in Oliver durch die Zusammenarbeit verbessert. |           |                             |                                     |                      |                                       |                  |                                                                          |                 |               |
| 54 | 8         | Blitzschnell                | The Brave and the Bold              | 3. Dez. 2014         | 23. Apr. 2015                         | Jesse Warn       | Marc Guggenheim & Grainne Godfree Idee: Greg Berlanti & Andrew Kreisberg | 3,92 Mio.       | 1,27 Mio.     |
| Zurück von einer erfolglosen Suche nach dem Bumerang-Mörder in Central City, wo Oliver, Felicity und Diggle Barry Allen, der seit seinem Unfall die Fähigkeit besitzt, sehr große Geschwindigkeit aufzunehmen und als „Flash“ Verbrechen bekämpft, und dessen S.T.A.R.-Labs-Kollegen Cisco Ramon und Caitlin Snow bei einem Fall geholfen haben, finden sie heraus, dass es der Mörder namens Digger Harkness auf A.R.G.U.S.-Agenten abgesehen hat. Bei einem weiteren Angriff auf ein A.R.G.U.S.-Quartier kann Barry Oliver rechtzeitig vor Harkness’ Bumerangen retten, bis dieser flieht. Lyla erklärt schließlich, dass es sich bei Harkness um ein ehemaliges Mitglied des Task Force X handelt, das sich nun an A.R.G.U.S. rächen will. Neben Lyla schließen sich auch Barry, Cisco und Caitlin dem Team an, um Harkness aufzuhalten. Der Grund für das Erscheinen des S.T.A.R.-Labs-Teams ist Felicity, die Cisco und Caitlin damit beauftragt hatte, DNA-Spuren an den Pfeilen, die Sara getötet haben, zu untersuchen. Nachdem Harkness Oliver und Barry durch eine List vom Unterschlupf weggelockt hat, greift er diesen an, wobei Lyla von einem Bumerang schwer verwundet wird. Felicity kann Harkness in einer U-Bahn-Station lokalisieren, wo er allerdings vor Oliver damit droht, fünf von ihm in Starling platzierte Bomben detonieren zu lassen. Da die Bomben zur Vermeidung einer Explosion im exakt gleichen Moment entschärft werden müssen, bringt Barry blitzschnell Felicity, Roy, Caitlin, Cisco und sich selbst zu jeweils einer Bombe, die somit unscharf gemacht werden können. Digger Harkness wird schließlich auf Lian Yu ins A.R.G.U.S.-Gefängnis eingesperrt, während Diggle Lyla im Krankenhaus einen Heiratsantrag macht. Waller verlangt von Oliver, einen Mann zu foltern, um die „Kunst“ des Folterns zu erlernen. Nachdem er beim ersten Terroristen noch Skrupel zeigt, woraufhin eine Bombe in der Stadt explodiert, überwindet er diese beim nächsten. |           |                             |                                     |                      |                                       |                  |                                                                          |                 |               |
| 55 | 9         | Duell                       | The Climb                           | 10. Dez. 2014        | 30. Apr. 2015                         | Thor Freudenthal | Jake Coburn & Keto Shimizu                                               | 3,06 Mio.       | 1,27 Mio.     |
| Nachdem Oliver von Attentätern der Liga der Assassinen entführt und nach Nanda Parbat gebracht worden ist, wo sich Maseo als Mitglied offenbart, gibt Ra’s al Ghul ihm 48 Stunden Zeit, um Saras Mörder zu finden, bis er damit beginnt, willkürlich Bürger in Starling zu töten. Bei der Analyse von Caitlins Untersuchung der Pfeile entdeckt Felicity, dass es sich um Olivers DNA handelt, woraufhin dieser Merlyn für den Mörder hält und vermutet, dass dieser die Pfeile mit Olivers DNA versehen hat. Als sie herausfinden, dass Merlyn am Tag vor Saras Tod aus Corto Maltese zurückgekehrt ist, sehen sie sich eine Aufnahme der Überwachungskamera am Flughafen an und entdecken, dass er dabei von Thea begleitet wurde. Schließlich zeigt Merlyn Oliver ein Video, in dem zu sehen ist, wie Thea Sara tötet, was die ähnliche DNA auf den Pfeilen erklärt. Merlyn erklärt außerdem, dass er Thea mittels einer speziellen Pflanze willenlos gemacht hat und sie dadurch kontrollieren konnte. Oliver erkennt Merlyns Plan: Durch das Video als Beweismittel ist Oliver nun zum Schutze Theas vor Ra’s gezwungen, sich selbst als der Mörder auszugeben. Dies hätte gemäß dem Brauch der Liga einen Zweikampf mit Ra’s zur Folge. Durch die Ermordung von Ra’s durch Oliver würde Merlyn nach den Sitten der Liga von all seinen Sünden ihr gegenüber befreit werden. Somit hat Oliver, als er Felicity seine Liebe gesteht, keine andere Wahl, als Ra’s aufzusuchen und ihn zum Duell herauszufordern, welches einige Stunden später auf einem verschneiten Berg stattfindet. Ra’s ist Oliver im Schwertkampf deutlich überlegen, woraufhin er Oliver mit dem Säbel durchbohrt und vom Berg stößt. Oliver und Maseo finden heraus, dass es China White auf ein überaus gefährliches biologisches Virus abgesehen hat. Die beiden können sie nicht daran hindern, dieses zu stehlen und Maseos Frau Tatsu zu entführen. |           |                             |                                     |                      |                                       |                  |                                                                          |                 |               |
| 56 | 10        | Am Ende                     | Left Behind                         | 21. Jan. 2015        | 7. Mai 2015                           | Glen Winter      | Marc Guggenheim & Erik Oleson                                            | 3,06 Mio.       | 1,30 Mio.     |
| Während Felicity, Diggle und Roy Olivers Rückkehr herbeisehnen, müssen sie ohne ihn den Verbrecherboss Danny „Brick“ Brickwall bekämpfen, dessen Anklage aufgrund der Ermordung aller Zeugen fallen gelassen wurde. Währenddessen reist Merlyn zum Ort des Duells, um sich Gewissheit über Olivers Tod zu verschaffen, findet aber nur al Ghul's blutiges Schwert vor, das im Boden steckt. Mit dem Schwert als Beweismittel teilt Merlyn dem Team seine Erkenntnis mit. Voller Trauer verweigert Felicity Ray daraufhin ihre Hilfe bei seinem Plan, die Stadt mittels seines Exoskelettes zu beschützen, um seine von den Mirakuru-Soldaten getötete Frau in Ehren zu halten. Diggle erkennt Bricks Plan, durch das Stehlen der Beweismittel mehrerer Angeklagter, diese dazu zu bringen, für ihn zu arbeiten. Somit machen sich Diggle und Roy auf zur Lagerhalle, wo all die Beweisstücke aufbewahrt werden, sehen sich jedoch Bricks zahlenmäßig deutlich überlegenen Gang konfrontiert. Beim direkten Zweikampf mit Brick trifft Diggle ihn mit einem Pistolenschuss am Kopf, was bei diesem allerdings keine Wirkung erzielt, woraufhin die Gang mit den Beweisen flieht. Brick erklärt daraufhin den neuen Mitgliedern seiner Crew sein Vorhaben, die Macht in den Glades zu übernehmen. Daraufhin erscheint Laurel, die ebenfalls von Olivers Tod erfahren hat, im Canary-Anzug ihrer Schwester und schaltet zwei von Bricks Leuten aus. Nach der gescheiterten Mission erklärt Felicity vor Diggle und Roy ihre Arbeit im Team für beendet. Derweil wird Olivers gefrorener Körper von Maseo geborgen, der ihn zu Tatsu bringt, damit diese ihn wieder zum Leben erweckt. Nachdem Waller herausgefunden hat, dass das Virus aus zwei Komponenten besteht, lässt sie Oliver und das Team den zweiten Bestandteil aus der Laborabteilung des Hongkonger Militärs stehlen. Dabei gelingt es Oliver, an einem der Verteidiger einen Peilsender anzubringen, bevor dieser flieht, welcher sie nun zu Tatsu führen soll. |           |                             |                                     |                      |                                       |                  |                                                                          |                 |               |
| 57 | 11        | Stadt unter Feuer           | Midnight City                       | 28. Jan. 2015        | 14. Mai 2015                          | Nick Copus       | Wendy Mericle & Ben Sokolowski                                           | 2,91 Mio.       | 1,19 Mio.     |
| Nachdem Tatsu Oliver heilen kann und sie ihm erklärt, dass ihn die Kälte und sein Lebenswillen am Leben gehalten haben, versucht dieser, Maseo davon abzuhalten, zur Liga der Assassinen zurückzukehren, wo er unter dem Namen „Sarab“ eine andere Identität hat. Laurel führt auf der Straße als Canary die Tätigkeiten ihrer Schwester fort, indem sie Bürgern hilft, muss aber erkennen, dass sie noch viel Training braucht. Eine Sitzung im Polizeirevier wird Opfer eines Angriffs von Danny Brickwall und dessen Gang, die die Stadträte entführen. Merlyn plant, mit Thea Starling zu verlassen, um sich vor Ra’s al Ghul in Sicherheit zu bringen, doch Thea, die nichts von Merlyns Konflikt mit Ra’s ahnt, entscheidet sich, in Starling zu bleiben und sich auf den Kampf einzulassen. Diggle und Roy sind bereit, Laurel ins Team aufzunehmen, um Brick gemeinsam aufzuhalten. Dieser kann von ihnen durch Überwachungskameras aufgespürt werden, doch sie können ihn nicht an der Flucht hindern. Captain Quentin Lance hält Canary fälschlicherweise für Sara, da Laurel ihm noch immer nichts von deren Tod erzählt hat. Schließlich fordert Brick den Abzug jeglicher Polizeieinheiten aus den Glades für die Freigabe der Stadträte. Felicity ist über Olivers scheinbaren Tod hinweggekommen und tritt dem Team wieder bei. Mit ihrer Hilfe können die entführten Stadträte lokalisiert und von Diggle, Roy und Laurel aus Bricks Gefangenschaft befreit werden. Der von Thea angeheuerte DJ des Verdant, Chase, offenbart sich schließlich als Spion der Liga, indem er den nach Nanda Parbat zurückgekehrten Maseo darüber informiert, dass Merlyn Starling nicht verlassen wird. Dank des Peilsenders können Oliver und Maseo Tatsu in einem Club aufspüren, wo Maseo China White zu Olivers Entsetzen den zweiten Teil des Virus anbietet. Es kommt allerdings zum Kampf, in dem Oliver und Maseo mit Tatsu und der Viruskomponente fliehen können. |           |                             |                                     |                      |                                       |                  |                                                                          |                 |               |
| 58 | 12        | Der Aufstand                | Uprising                            | 4. Feb. 2015         | 14. Mai 2015                          | Jesse Warn       | Beth Schwartz & Brian Ford Sullivan                                      | 2,94 Mio.       | 1,26 Mio.     |
| Oliver hat seine Verletzung auskuriert und beabsichtigt, wieder nach Starling zurückzukehren. Dort haben es Roy und Laurel derweil in den Glades, aus denen nun die Polizei aus Gefahr eines Angriffs von Danny Brickwall auf die Familien der Stadträte abgerückt ist, mit dessen Schlägern zu tun, vor denen sie die Anwohner schützen müssen. Felicity entdeckt, dass Brick einen der Stadträte mit derselben Waffe ermordet hat, wie Malcolm Merlyns Frau vor 21 Jahren. Indem dieser das Team über eine geheime Kamera beobachtet, erfährt er, dass er sich damals am falschen Täter gerächt hat. Felicity kann Bricks Crew über dessen Kommunikationsgeräte im Polizeirevier der Glades orten. Dort können Roy und Laurel durch die Schläger bis zu Brick vordringen, vor dem sie allerdings vom erschienenen Merlyn als Dark Archer gerettet werden müssen. Dieser bietet dem Team daraufhin die Zusammenarbeit an, welche es aber aufgrund seiner vergangenen Taten ablehnt. Das Team beschließt stattdessen, die Bürger der Glades zusammenzurufen, um gemeinsam gegen Brick und dessen Gang zu kämpfen. Die Glades-Bewohner, darunter auch Ted Grant und Sin, versammeln sich vor Bricks Männern und es kommt zur Straßenschlacht. In einer Seitengasse trifft Merlyn schließlich auf Brick, bereit seine Rache auszuüben, doch bevor er ihn töten kann, erscheint der zurückgekehrte Oliver und kann ihn davon abhalten. Brick wird von der Polizei verhaftet und Arrow dankt den tapferen Kämpfern der Stadt und schwört, dass er sie von nun an immer beschützen werde. Oliver bittet Merlyn daraufhin, ihn im Kampf zu unterrichten, damit er Ra’s al Ghul besiegen kann, worüber Felicity trotz der Freude über Olivers Rückkehr zutiefst erschüttert ist. Nach der Ermordung seiner Frau begibt sich Malcolm Merlyn nach Nanda Parbat zur Liga der Assassinen, um dort trainiert zu werden. |           |                             |                                     |                      |                                       |                  |                                                                          |                 |               |
| 59 | 13        | Gegenwind                   | Canaries                            | 11. Feb. 2015        | 21. Mai 2015                          | Michael Schultz  | Jake Coburn & Emilio Ortega Aldrich                                      | 2,67 Mio.       | 0,99 Mio.     |
| Bei der Einlieferung Werner Zytles ins Gefängnis gelingt diesem mithilfe eines der anwesenden Reporter die Flucht. Auf Merlyns Rat hin weiht Oliver Thea in das Geheimnis um Arrow ein, indem er ihr seinen Unterschlupf zeigt. Oliver und Roy können den Journalisten ausfindig machen, der Zytle zur Flucht verholfen hat, können aber nicht verhindern, dass dieser sich mit einer Sprengstoffweste in die Luft sprengt. Nachdem Laurel zum wiederholten Male Olivers Abneigung gegenüber ihrer Hilfe als Canary zu spüren bekommt, macht sie sich auf eigene Faust zum Hafen auf, um Zytle aufzuhalten. Sie kommt allerdings nicht gegen ihn an und wird mit Vertigo infiziert, woraufhin sie sich einbildet, sie kämpfe gegen ihre Schwester Sara, die Laurel ihr Erbe als Canary nicht zugesteht. Oliver und Roy können sie per Peilsender orten und eilen ihr zur Hilfe, doch sie können Zytle wieder nur in die Flucht schlagen. Laurel wird in der Basis schließlich ein Gegenmittel verabreicht. Thea verbringt den Abend mit DJ Chase, der sie jedoch vergiften will, woraufhin es zum Kampf kommt, zu dem auch Roy und Merlyn stoßen. Nachdem Chase, Handlanger von Ra’s al Ghul, erkennt, dass er unterlegen ist, begeht er mit dem Gift Selbstmord. Felicity findet heraus, wo sich Zytle befindet und beim Angriff von Oliver und Laurel kommt es abermals zum Kampf zwischen Laurel und Zytle. Dieser infiziert sie erneut mit Vertigo, was dieselben Halluzinationen wie beim ersten Mal hervorruft. Sie kann diese allerdings überwinden und besiegt Zytle. Laurel fühlt sich anschließend bereit, ihrem Vater die Wahrheit um Sara zu verraten, der daraufhin in tiefe Trauer verfällt. Oliver und Thea brechen schließlich auf nach Lian Yu, damit sich Thea dort auf den Kampf gegen Ra’s vorbereiten kann. Nach einem Fluchtversuch Maseos werden er und Oliver von Waller gefangen genommen und nach Starling City gebracht. |           |                             |                                     |                      |                                       |                  |                                                                          |                 |               |
| 60 | 14        | Zurück in die Vergangenheit | The Return                          | 18. Feb. 2015        | 28. Mai 2015                          | Dermott Downs    | Marc Guggenheim & Erik Oleson                                            | 2,91 Mio.       | —             |
| Beim Training mit Thea auf der Insel erhält Oliver einen Anruf von Merlyn, der ihm erklärt, dass er Slade aus dem Gefängnis freigelassen hat, damit die beiden ihn als Teil des Trainings bekämpfen und ihren Tötungsinstinkt wiedererlangen. Slade kann sie überraschen und kampfunfähig machen, bevor er sie in seine Zelle sperrt, aus der sie jedoch schnell wieder entkommen können. Bei der Flucht zu ihrem Flugzeug erzählt Oliver Thea daraufhin die Wahrheit darüber, dass sie, von Merlyn unter Drogen gesetzt, Sara getötet hat. Plötzlich erscheint Slade, den die beiden zusammen besiegen können, indem Thea ihn anschießt, und schließlich wieder zurück in seine Zelle sperren. Nach der Ankunft in Starling zeigt Thea gegenüber Merlyn ihre Wut über dessen Tat. China White plant, das Virus in Starling City zu verkaufen, da sie dort die Hilfe ihres Partners Peter Kang erhält, den Oliver als einen Geschäftsmann von Queen Consolidated wiedererkennt. Olivers Auftrag lautet nun, sich heimlich zum zentralen Computer von Queen Consolidated zu begeben, um von dort Kangs Dateien zu erbeuten, was ihm gelingt, ohne entdeckt zu werden. Während Maseo die Daten anschließend analysiert, schleicht sich Oliver auf eine von Tommy Merlyn organisierte Party, auf der er unbemerkt den Drogendealer von Thea tötet. Als die Polizei erscheint, wird Oliver von Maseo fortgebracht, dem er dann allerdings erklärt, dass er nicht mehr für Waller arbeiten will, ungeachtet der Konsequenzen, da er erfahren hat, welch negative Auswirkungen sein Tod auf seine Familie und Freunde hatte. Beim Versuch, China Whites Virus-Auktion zu unterwandern, werden zahlreiche A.R.G.U.S.-Agenten getötet, doch Maseo kann im letzten Moment von Oliver gerettet werden. Maseo und Oliver können die beiden fliehenden White und Kang ausschalten und die Viruskomponente sicherstellen. Schließlich soll Oliver zu dieser Mission von Militäroffizier Matthew Shrieve in Hongkong ausgefragt werden, bevor er endgültig nach Starling zurückkehren kann. |           |                             |                                     |                      |                                       |                  |                                                                          |                 |               |
| 61 | 15        | Nanda Parbat                | Nanda Parbat                        | 25. Feb. 2015        | 4. Juni 2015                          | Gregory Smith    | Erik Oleson & Ben Sokolowski Idee: Wendy Mericle & Ben Sokolowski        | 3,07 Mio.       | —             |
| Nyssa al Ghul konfrontiert ihren Vater Ra’s damit, dass Oliver Queen überlebt hat, woraufhin sie sich auf den Weg nach Starling macht. Während ihres Trainings für die Liga erzählt Thea Laurel, dass sie es war, die, von Merlyn beeinflusst, Sara getötet hat. Laurel reagiert ihr gegenüber mit Verständnis, ist jedoch wütend auf Merlyn. Daraufhin kontaktiert Thea die Liga, die umgehend Assassinen schicken und Merlyn gefangen nehmen. Oliver will diesen zum Unmut seines Teams befreien, weil er es Thea nicht antun möchte, dass sie irgendwann von erdrückenden Schuldgefühlen geplagt wird, da sie für den Tod von Merlyn verantwortlich wäre. Felicity lokalisiert einen Hubschrauberlandeplatz, zu dem sich Oliver begibt, doch er kann nur Nyssa aufhalten, bevor der Helikopter mitsamt Merlyn davonfliegt. Die gefangene Nyssa gibt Oliver die genauen Koordinaten von Nanda Parbat freiwillig preis, woraufhin dieser unter dem Protest des Teams und Thea zusammen mit Diggle aufbricht. In Nanda Parbat fleht Merlyn währenddessen um Gnade, die ihm Ra’s jedoch nicht gewährt, stattdessen lässt er ihn foltern. Oliver und Diggle können trotz großer Gegenwehr in die Festung gelangen und den verletzten Merlyn finden, doch sie werden dabei entdeckt und eingesperrt. Nachdem Felicity und Ray miteinander schlafen, gelingt es diesem, die letzte Komponente zum Bau seines Exoskelettes zu berechnen, woraufhin er mit dem zusammengebauten Anzug über Starling fliegt. Ra’s al Ghul erklärt Oliver schließlich, dass er nicht vorhat, ihn zu töten, sondern will, dass Oliver seinen Platz einnimmt. Nach der Befragung in Hongkong wird Oliver und Maseos Familie gestattet, nach Hause zurückzukehren, doch auf dem Weg zum Hafen werden sie angegriffen und schließlich getrennt. |           |                             |                                     |                      |                                       |                  |                                                                          |                 |               |
| 62 | 16        | Die Prophezeiung            | The Offer                           | 18. März 2015        | 11. Juni 2015                         | Dermott Downs    | Beth Schwartz & Brian Ford Sullivan                                      | 2,56 Mio.       | —             |
| Oliver lehnt al Ghuls Angebot ab, woraufhin dieser ihn als Zeichen seines guten Willens zusammen mit Diggle und Merlyn gehen lässt. Nachdem Oliver im Gegenzug auch Nyssa freilässt, will er sich wieder seiner gewohnten Tätigkeit als Arrow widmen, indem er den Raubüberfall auf einen Diamantentransport verhindern will, was ihm jedoch bis auf ein paar gefangene Räuber misslingt. Diese überlässt Arrow Captain Lance, der jedoch erkannt hat, dass Arrow ihm Saras Tod verschwiegen hat und nun die Zusammenarbeit mit ihm beendet. Felicity findet heraus, dass der Anführer der Gang Michael Amar heißt und einst für ein von Polizisten erzwungenes Geständnis inhaftiert wurde, woraufhin er sich den Mund zunähen ließ. Nun will er sich an der Polizei rächen und benutzt hierfür die Schutzwesten der Polizei durchdringende Diamantenprojektile. Oliver beginnt trotz des Widerspruchs seines Teams damit, in Betracht zu ziehen, welche Möglichkeiten er als Anführer der Liga hätte, dem Verbrechen in Starling Einhalt zu gebieten. Schließlich wird das Polizeirevier von Amars Bande angegriffen, doch dem Team um Oliver gelingt es mit der unerwarteten Hilfe von Nyssa, die Angreifer aufzuhalten und Amar festzunehmen. Nyssa, die Nanda Parbat aufgrund der Entscheidung ihres Vaters, Oliver und Merlyn zu verschonen, vor Wut verlassen hat, sucht daraufhin Laurel auf und bietet ihr an, sie zu trainieren. Oliver trifft sich derweil mit Maseo und erklärt ihm, dass er al Ghuls Angebot nicht annimmt, woraufhin Maseo ihm sagt, dass sich Ra’s al Ghuls Prophezeiung dennoch so wie von ihm vorherbestimmt zutragen wird. Schließlich tötet Ra’s in Gestalt von Arrow gnadenlos die letzten Verbliebenen von Amars Komplizen bis auf einen, der das Geschehen weitererzählen soll, um Arrows Ruf in der Stadt zu schädigen. Oliver begibt sich mit Maseos Sohn Akio auf die Suche nach Maseo und Tatsu, als sie von mysteriösen Männern verfolgt werden. Auf der Flucht begegnet Oliver der totgeglaubten Shado. |           |                             |                                     |                      |                                       |                  |                                                                          |                 |               |
| 63 | 17        | Falsche Pfeile              | Suicidal Tendencies                 | 25. März 2015        | 18. Juni 2015                         | Jesse Warn       | Keto Shimizu                                                             | 2,86 Mio.       | —             |
| Nach Diggles und Lylas Hochzeit werden diese von A.R.G.U.S. beauftragt, eine Geiselnahme in einem Krankenhaus der Region Kasnia zu beenden, in die der amerikanische Senator Cray verwickelt ist, und bekommen hierfür die Task-Force-X-Mitglieder Deadshot und Cupid zur Verfügung gestellt. Oliver erkennt, dass es sich bei dem Nachahmungstäter um Ra’s al Ghul und seine Assassinen handelt, die versuchen, die Stadt gegen ihn aufzubringen, während Ray Arrow in einer öffentlichen Pressekonferenz den Kampf ansagt. Mithilfe seines neuen Anzugs kann er Arrow in der Ferne durch eine Spezialröntgenkamera in seinem Helm als Oliver Queen identifizieren. Derweil dringen Diggle, Lyla, Deadshot und Cupid in Kasnia in das Krankenhaus ein und müssen erkennen, dass der Senator der wahre Initiator der Geiselnahme ist. Er erklärt, dass es sein Plan war, seine eigene Geiselnahme aufzulösen und damit als gefeierter Senator zurückzukehren und für das Präsidentenamt nominiert zu werden. Ray verfolgt unterdessen unbeirrt weiter sein Vorhaben gegen Arrow, woraufhin er diesen in einen Kampf verwickelt, aus dem Arrow als Sieger hervorgeht. Entgegen dessen Erwartung hilft er Ray hoch und zeigt ihm so, dass sie keine Feinde sind. Mit einem Überraschungsangriff kann das Team in Kasnia die Geiseln befreien, doch der Senator kann fliehen und aktiviert Zeitbomben. Deadshot befindet sich noch als Scharfschütze auf dem Dach, und nachdem er sich an seine Zeit als Floyd Lawton mit seiner Familie zurückerinnert (siehe unten), geht das Krankenhaus mit ihm in Flammen auf. Da Ray nun von Arrows Unschuld überzeugt ist, sucht er gemeinsam mit Felicity die Bürgermeisterin auf. Diese fällt dabei jedoch dem Pfeil von Maseo zum Opfer, der daraufhin Felicity ins Visier nimmt. Nach der Rückkehr aus dem Krieg in den Kreis seiner Familie ist Floyd Lawton so traumatisiert, dass er seine Frau mit einer Pistole bedroht. Als er daraufhin im Gefängnis landet, stattet ihm eine H.I.V.E.-Agentin einen Besuch ab und bietet ihm gegen viel Geld den Auftrag an, Andrew Diggle zu töten. |           |                             |                                     |                      |                                       |                  |                                                                          |                 |               |
| 64 | 18        | Treibjagd                   | Public Enemy                        | 1. Apr. 2015         | 25. Juni 2015                         | Dwight Little    | Marc Guggenheim & Wendy Mericle                                          | 2,48 Mio.       | —             |
| Ray wirft sich schützend vor Felicity, als Maseo seinen Pfeil auf diese abschießt, und wird in die Brust getroffen. Nachdem der ebenfalls anwesende Captain Lance sieht, wie der als Arrow verkleidete Maseo flieht, kündigt er öffentlich die Jagd nach Arrow an. Mit der Hilfe von Nyssa kann Oliver Maseo ausfindig machen und es kommt zum Kampf mit mehreren Attentätern der Liga. Nachdem diese besiegt werden, erscheint Ra’s al Ghul und macht Oliver nochmals seine Forderung klar, seinen Platz einzunehmen, als sie plötzlich von der Polizei entdeckt werden. Nach einer längeren Verfolgungsjagd können Oliver und sein Team der Polizei entkommen. Captain Lance wird schließlich von einem Assassinen der Liga entführt und zu Ra’s gebracht, der ihm zeigt, dass es sich bei Arrow um Oliver Queen handelt, bevor er ihn wieder gehen lässt. Währenddessen wird beim im Krankenhaus liegenden Ray ein Blutgerinnsel diagnostiziert, das ihn töten könnte. Auf Rays Anweisung schmuggelt Felicity daraufhin eigens von Ray für einen solchen Zweck entwickelte Nanoteilchen ins Krankenhaus und injiziert ihm diese heimlich. Die Teilchen zeigen ihre Wirkung und Ray wird geheilt. Lance teilt schließlich auf einer Pressekonferenz der gesamten Stadt mit, dass Oliver Queen Arrow ist. Nachdem Oliver daraufhin in seiner Identität als Oliver Queen erfolglos von der Polizei verfolgt wird, sieht er keine andere Möglichkeit und stellt sich der Polizei. Bei Olivers Gefangenentransport taucht dann jedoch der als Arrow gekleidete Roy auf, der sich als der wahre Arrow ausgibt. Es stellt sich heraus, dass es sich bei der Frau, die Oliver auf der Flucht trifft, um Shados Zwillingsschwester Mei handelt, die ihn und Akio daraufhin bei sich aufnimmt. Als er ihr offenbart, dass ihre Schwester und ihr Vater tot sind, stürmen A.R.G.U.S.-Agenten das Haus. Nachdem sie von Oliver ausgeschaltet werden, erscheinen schließlich auch Maseo und Tatsu. |           |                             |                                     |                      |                                       |                  |                                                                          |                 |               |
| 65 | 19        | Ferngesteuert               | Broken Arrow                        | 15. Apr. 2015        | 29. Juni 2015                         | Doug Aarniokoski | Ben Sokolowski & Brian Ford Sullivan Idee: Jake Coburn                   | 2,47 Mio.       | —             |
| Nachdem Roy sich festnehmen lässt, werden die Vorwürfe gegenüber Oliver trotz Captain Lances Protest zurückgenommen. Ein Metawesen aus Central City, das die Fähigkeit besitzt, Plasmastrahlen über die Augen abzufeuern, raubt Starlings Bank aus, doch da Oliver als Arrow derzeit nicht eingreifen kann, bittet er Ray um Hilfe, der inzwischen in seinen Anzug, den er „Atom“ nennt, eine Fernsteuerung integriert hat. Als das Team herausfindet, dass das Metawesen Jake Simmons heißt und wo es sich aufhält, stellt sich Ray ihm entgegen, muss sich im Kampf aber geschlagen geben und fliehen. Nachdem Ray zu dem Entschluss kommt, dass Simmons eine Stromquelle benötigt, um sich mit Energie aufzuladen, begibt sich Felicity zum Elektrizitätswerk, um dort ein Ortungsgerät anzubringen, als Simmons erscheint und sie angreift. Da Oliver die Zeit und Ray die Kampferfahrung fehlt, um Felicity zu Hilfe zu eilen, beschließen die beiden, dass Oliver das neue Fernsteuerungsmodul für Atom übernimmt. Der Plan funktioniert und durch Olivers Bewegungen kann Ray Simmons besiegen und im Teilchenbeschleuniger von S.T.A.R. Labs in Central City einsperren. Nach mehreren Anfeindungen durch die Mithäftlinge im Gefängnis wird Roy schließlich von einem Wärter niedergestochen, woraufhin Lance Oliver die Nachricht von Roys Tod mitteilt. Im Versteck aber erklären Diggle und Felicity Oliver dann mit dem lebendigen Roy an ihrer Seite, dass es der Plan war, Roys Ermordung mit einer herzschlagunterdrückenden Substanz vorzutäuschen, sodass man Arrow nun für tot und Oliver für unschuldig halten wird. Roy ist dadurch jedoch gezwungen, die Stadt zu verlassen und verabschiedet sich vom Team. Schließlich erscheint Ra’s bei Theas Zuhause und streckt sie nach einem Zweikampf mit seinem Schwert nieder. Nachdem sich Oliver und die Yamashiros einen Unterschlupf gesucht haben, dringt Oliver ins A.R.G.U.S.-Quartier ein, wo er auf die verletzte Waller trifft, die ihm erklärt, dass General Shrieve sie gefangen gehalten hat und beabsichtigt, das Virus in Hongkong freizusetzen, um den wirtschaftlichen Konkurrenten China zu schwächen. Daraufhin brechen Oliver, Maseo und Tatsu in der Militärbasis ein und stehlen die dort vorhandenen Gegenmittel für das Virus.                                                                                 |           |                             |                                     |                      |                                       |                  |                                                                          |                 |               |
| 66 | 20        | Das Ritual                  | The Fallen                          | 22. Apr. 2015        | 6. Juli 2015                          | Antonio Negret   | Wendy Mericle & Oscar Balderrama                                         | 2,72 Mio.       | —             |
| Oliver findet die verblutende Thea und bringt sie in ein Krankenhaus, wo sie zwar am Leben gehalten werden kann, doch Oliver mitgeteilt wird, dass Thea wahrscheinlich nicht mehr aus dem Koma erwacht. Als Oliver durch Maseo von der Möglichkeit erfährt, Thea mithilfe der Lazarusgrube, einem magischen Wasserbecken in Nanda Parbat, das jegliche Wunden heilt und Ra’s al Ghul Jahrhunderte am Leben gehalten hat, zu retten, begibt er sich mit seinem Team dorthin, in dem Wissen, dass er dafür auf al Ghuls Forderung, der Anführer der Liga der Assassinen zu werden, eingehen muss. In Nanda Parbat angekommen wird Thea bei einem Ritual in die Lazarusgrube eingetaucht und erwacht wieder zum Leben, woraufhin sie in einem Zustand geistiger Verwirrung Oliver angreift und mit einem Narkosemittel ruhiggestellt werden muss. Nachdem Felicity Oliver ihre Liebe gesteht und sie miteinander schlafen, betäubt sie ihn, um mit Merlyn, Diggle, der benommenen Thea und dem bewusstlosen Oliver einen heimlichen Fluchtversuch zu starten. Dabei werden sie jedoch von Assassinen entdeckt und aufgehalten, die der aufgewachte Oliver allerdings zurückhält, indem er Felicity klarmacht, dass er sich mit seinem Schicksal als neuer Ra’s al Ghul abgefunden hat. Nachdem er sich von seinen Freunden und seiner Halbschwester verabschiedet, erklärt Ra’s Oliver, dass seine bisherige Identität ausgelöscht werden muss, und er wird zunächst gebrandmarkt. Anschließend wird er wie ein Assassine eingekleidet und erhält den Namen „Al Sah-him“. Auf der Suche nach dem Virus überfallen Oliver, Maseo und Tatsu einen Militärtransporter, in dem sich jedoch entgegen ihrer Erwartung nicht das Virus befindet. Aus einem der verletzten Soldaten bekommen sie den Aufenthaltsort heraus, einen Markt in Hongkong. Dort kommt es zum Kampf zwischen Oliver und dem Besitzer des Virus, in dem die Ampulle auf dem Boden zerbricht und das giftige Gas in die Luft entweicht. |           |                             |                                     |                      |                                       |                  |                                                                          |                 |               |
| 67 | 21        | Gehirnwäsche                | Al Sah-him                          | 29. Apr. 2015        | 6. Juli 2015                          | Thor Freudenthal | Brian Ford Sullivan & Emilio Ortega Aldrich Idee: Beth Schwartz          | 2,39 Mio.       | —             |
| In Nanda Parbat muss Oliver ein hartes Training durchstehen, um seine Vergangenheit zu vergessen und ein Assassine zu werden. Ra’s erzählt Oliver von Damien Darhk, einem ehemaligen Mitglied der Liga, der ihm einst das Erbe des Dämons, die Nachfolge als Ra’s al Ghul, streitig machte. Ra’s besiegte Darhk im Kampf, doch tötete ihn nicht, woraufhin dieser floh und seine eigene Organisation aus Kämpfern aufbaute. Deshalb verlangt er von Oliver, dessen einzigen Konkurrenten auf die Erbfolge, Nyssa, zu töten. Als Oliver dann mit der Unterstützung einiger Attentäter nach Starling kommt, versucht Laurel, die sich beim Training unter Nyssa mit dieser angefreundet hat, Diggle und Felicity dazu zu überreden, Nyssa zu helfen. Diese stellt sich Oliver dennoch alleine und verliert den Kampf, doch kurz bevor Oliver sie töten kann, erscheinen Diggle und Laurel und jagen ihn in die Flucht. Oliver ändert daraufhin seinen Plan, indem er Lyla entführt, um Nyssa gegen sie auszutauschen. Das Team geht auf das Angebot ein, doch beim Versuch, Oliver und den Assassinen beim Austausch eine Falle zu stellen, nehmen die Assassinen Nyssa gewaltsam mit und Oliver verwundet Diggle. Bevor er ihn jedoch töten kann, taucht Thea mit Pfeil und Bogen auf und schlägt Oliver in die Flucht. In Nanda Parbat beschließt Ra’s daraufhin die Heirat zwischen Oliver und Nyssa und offenbart Oliver dessen letzte Prüfung: Er muss mithilfe des Virus, das Nyssa einst ihrem Vater stahl und jetzt wieder bei ihr gefunden wurde, seine Heimatstadt Starling City vernichten. Das ausströmende Virus lässt die Hongkonger Bewohner allmählich sterben, während Oliver, Maseo und Tatsu dank des Gegengifts unversehrt bleiben. Nachdem sie eine Nachschubquelle des Virus vom US-Militär zerstören, finden sie Akio, der sich trotz des Gegenmittels infiziert hat. |           |                             |                                     |                      |                                       |                  |                                                                          |                 |               |
| 68 | 22        | Ein scharfes Schwert        | This Is Your Sword                  | 6. Mai 2015          | 9. Juli 2015                          | Wendey Stanzler  | Ben Sokolowski & Brian Ford Sullivan Idee: Erik Oleson                   | 2,54 Mio.       | —             |
| Als Oliver erfährt, dass Maseo es war, der das Virus ursprünglich aus Hongkong nach Nanda Parbat gebracht hat, und ein Flugzeug zum Transport nach Starling bereitsteht, trifft er sich außerhalb der Festung heimlich mit Merlyn, der als einziger weiß, dass Oliver seine Rolle als Al Sa-him nur vortäuscht. Da die beiden nun unter Zeitdruck stehen, lässt Oliver Merlyn das restliche Team miteinweihen, doch Diggle, Felicity und Laurel schenken Merlyn zunächst keinen Glauben. Erst mit der Hilfe von Tatsu und Material der als Chemieunfall verschleierten Virusepidemie in Hongkong schafft er es, sie zu überzeugen, woraufhin sie zusammen nach Nanda Parbat aufbrechen. Dort müssen sie sich sogleich mehreren Assassinen zur Wehr setzen, darunter Tatsu ihrem ehemaligen Mann Maseo. Als in der Nähe das Flugzeug in Richtung Starling abhebt, erscheint Ray in seinem Atom-Anzug und bringt es zum Absturz. Nachdem Tatsu Maseo im Zweikampf mit ihrem Katana tötet, präsentiert Ra’s al Ghul dem unterlegenen Team das unversehrte Virus, das sich nicht im Flugzeug befand, da Ra’s von dem bevorstehenden Eingreifen des Teams Bescheid wusste, und nimmt sie gefangen. Derweil sucht Thea Roy in dessen Zufluchtsort auf, wo dieser ein normales Leben abseits der Verbrechensbekämpfung führt, doch nach einer gemeinsamen Nacht verschwindet Roy und hinterlässt Thea sein rotes Kostüm und einen Abschiedsbrief. Merlyn verrät schließlich Olivers Tarnung, um von Ra’s Gnade zu erhalten, was Oliver allerdings abstreitet. Um ihn daraufhin auf die Probe zu stellen, lässt Ra’s das Virus in der Zelle von Olivers Freunden frei, wobei Oliver ohne Widerstand zusieht. Während anschließend die Hochzeit zwischen Oliver und Nyssa stattfindet, verlieren die einzelnen Gefangenen nach und nach das Bewusstsein. In hoffnungsloser Aussicht für seinen Sohn versucht Maseo mit der Hilfe von Oliver, ein Gegenmittel aus der Basis des US-Militärs zu stehlen. Sie kämpfen sich vor bis zu General Shrieve, den sie daraufhin für die komplizierte Injektion des vermeintlichen Gegengifts zu Tatsu und Akio bringen. Ohne zu ahnen, dass Shrieve ihnen eine Falle gestellt hat, da sie nun dem Militär ihr Versteck preisgegeben haben, wird Oliver von Scharfschützen ins Visier genommen, während Akio langsam in Tatsus Armen stirbt.                                |           |                             |                                     |                      |                                       |                  |                                                                          |                 |               |
| 69 | 23        | Angriff auf Starling City   | My Name Is Oliver Queen             | 13. Mai 2015         | 9. Juli 2015                          | John Behring     | Greg Berlanti & Andrew Kreisberg Idee: Marc Guggenheim & Jake Coburn     | 2,81 Mio.       | —             |
| Indem Merlyn die einzelnen Gefangenen zuvor unbemerkt mit einem immunisierenden Hautpflaster versehen hat, erwachen diese wieder und werden anschließend von Barry Allen befreit, woraufhin sie zurück nach Starling gelangen. Währenddessen droht das von Oliver und Nyssa sabotierte Flugzeug mit dem Virus abzustürzen, was Oliver nutzt, um Ra’s anzugreifen, der jedoch mit dem Virus und einem Fallschirm aus dem Flugzeug springt, bevor Oliver selbiges notlanden muss. Nach der Rückkehr zum Team scheitert zunächst der Plan, Damien Darhk gegen al Ghuls Virus auszutauschen, doch als Ra’s Oliver bei einem Anruf erklärt, dass das Virus an vier Standpunkten in der Stadt verteilt ist, können diese dank der schwachen Strahlung von Felicity lokalisiert werden. Vor Ort stellt sich allerdings heraus, dass vier eigens infizierte Handlanger das Virus verbreiten sollen, die zwar eliminiert werden können, das Virus aber teilweise freisetzen. Oliver findet Ra’s schließlich, von einem Boten informiert, am Staudamm von Starling, wo es zum Kampf kommt, der allerdings von der Polizei beobachtet wird. Nachdem Oliver es schafft, Ra’s mit dem Schwert zu töten, wird er von einem Polizei-Scharfschützen angeschossen und fällt den Damm hinunter, kann aber im letzten Moment von Felicity im Atom-Anzug gerettet werden. Oliver bleibt dank seiner Rüstung unverletzt und Ray gelingt es, einen Impfstoff herzustellen und mit diesem das freigewordene Virus einzudämmen. Daraufhin kündigt Oliver vor dem gesamten Team eine Auszeit an, die er sich mit Felicity nehmen wird, verabschiedet sich, und übergibt Merlyn noch zuvor den Titel des Ra’s al Ghul. Während Rays Versuch, seinem Anzug eine Schrumpffunktion einzubauen, in einer Explosion bei Palmer Technologies mündet, fährt der glückliche Oliver mit Felicity davon. Oliver greift Shrieve unerwartet an, woraufhin Soldaten den Raum stürmen, die aber von Maseo und Oliver getötet werden können. Als Oliver Shrieve daraufhin aus Rache bis zur Bewusstlosigkeit foltert, kommt Maseo und erlöst Shrieve mit einem tödlichen Schuss. Nachdem Maseo Tatsu aus Trauer über ihren toten Sohn verlässt, verabschiedet sich auch Oliver von Tatsu und steigt mit der Erklärung, seiner Familie nach vergangenen Ereignissen nicht sofort gegenübertreten zu wollen, auf ein Frachtschiff nach Coast City. |           |                             |                                     |                      |                                       |                  |                                                                          |                 |               |

## Staffel 4
Die Erstausstrahlung der vierten Staffel war vom 7. Oktober 2015 bis zum 25. Mai 2016 auf dem US-amerikanischen Sender The CW zu sehen. Die deutschsprachige Erstausstrahlung der ersten 21 Episoden sendete der deutsche Pay-TV-Sender RTL Crime vom 3. März bis zum 7. Juli 2016. Die letzten beiden Episoden wurden am 11. Juli 2016 vom deutschen Free-TV-Sender VOX erstausgestrahlt.
| Nr. (ges.) | Nr. (St.) | Deutscher Titel            | Originaltitel        | Erstausstrahlung USA | Deutschsprachige Erstausstrahlung (D) | Regie                | Drehbuch                                                                    | Zuschauer (USA) |
| --- | --------- | -------------------------- | -------------------- | -------------------- | ------------------------------------- | -------------------- | --------------------------------------------------------------------------- | --------------- |
| 70 | 1         | Green Arrow                | Green Arrow          | 7. Okt. 2015         | 3. März 2016                          | Thor Freudenthal     | Marc Guggenheim & Wendy Mericle Idee: Greg Berlanti & Beth Schwartz         | 2,67 Mio.       |
| Oliver hat sich mit Felicity zur Ruhe gesetzt und führt in der Kleinstadt Ivy Town ein beschauliches Leben. Star City, das zu Ehren des für tot erklärten Ray Palmer umbenannt wurde, hat unter als „Geister“ bezeichneten Räubern zu leiden, mit denen sowohl die Polizei als auch das neue Team um Diggle, Laurel und Thea alias Red Arrow überfordert sind. Kurz darauf werden sämtliche Mitglieder des Krisenstabs, der seit der Ermordung der Bürgermeisterin die Stadt leitet, bis auf Captain Lance von der Gruppierung ermordet. Auf die Bitte von Laurel und Thea gewährt Oliver dem Team seine Hilfe trotz Diggles Einspruch, der Oliver die Entführung seiner Frau Lyla nicht verziehen hat. Nachdem das Team mit der Hilfe von Felicity den Aufenthaltsort der von den „Geistern“ gestohlenen Bomben lokalisiert, wird es dort Zeuge der übernatürlichen Kräfte deren Anführers, bevor es eingreift und ein Kampf entbrennt. Oliver bringt in Erfahrung, dass die Bomben bei der Einweihung des Bahnhofs zum Einsatz kommen sollen, als die Polizei erscheint und alle in die Flucht treibt. Nach der erfolglosen Durchsuchung des Bahnhofs bemerkt das Team, dass sich die Sprengladung in dem ankommenden Zug befindet, in den Oliver am Abend daraufhin eindringt. Er trifft auf Damien Darhk, den Anführer der „Geister“, der ihm mit seinen mystischen Fähigkeiten allerdings überlegen ist. Gerade rechtzeitig schlägt Diggle Darhk mit seiner Pistole in die Flucht, woraufhin Oliver den Zug vor dem Bahnhof in die Luft sprengt. Zurück in der Basis enthüllt Oliver, dass er der Stadt im Kampf gegen H.I.V.E., Darhks Organisation, helfen will, und veröffentlicht dazu ein Video als neuer „Green Arrow“. Anschließend zeigt sich, dass Captain Lance mit H.I.V.E. kooperiert und wie Oliver sechs Monate später vor einem Grab trauert. In Coast City versucht sich Oliver an der Verfolgung von Kriminellen, scheitert jedoch dabei. Er wird von Amanda Waller aufgesucht, die ihn kidnappt und auf Lian Yu aussetzt, wo er die Gegend observieren und Bedrohungen melden soll. |           |                            |                      |                      |                                       |                      |                                                                             |                 |
| 71 | 2         | Kandidaten                 | The Candidate        | 14. Okt. 2015        | 10. März 2016                         | John Behring         | Marc Guggenheim & Keto Shimizu                                              | 2,50 Mio.       |
| Während die „Geister“ weiterhin die Stadt terrorisieren, beginnt Jessica Danforth, eine ehemalige Freundin Moiras, eine Kandidatur für das Amt des Bürgermeisters. Bei einer Rede wird sie Opfer eines Angriffs, von einem Mann alleine initiiert, der Oliver nach einer Verfolgungsjagd knapp entwischt. Als Thea auf der anschließenden Suche ohne Skrupel einen Unschuldigen verletzt, tadelt Oliver sie und klärt sie über die seelischen Nachwirkungen der Lazarusgrube auf. Durch Fingerabdrücke identifiziert Felicity den Angreifer als Lonnie Machin, welcher insgeheim eine Vereinbarung mit Damien Darhk hat, die beinhaltet, dass Darhk ihm Zugang zu H.I.V.E. verschafft, sobald er für die Beendigung von Danforths Kandidatur gesorgt hat. Nach der Entführung von Danforths Tochter quittiert Darhk allerdings die Zusammenarbeit aufgrund Machins unsauberer Vorgehensweise und teilt Captain Lance Danforths Aufenthaltsort mit. Dieser informiert das Team, welches Danforth in Gegenwart von Machin vorfindet und in Person von Diggle und Laurel in Sicherheit bringt. Oliver und Thea schlagen Machin zurück, wobei Thea erneut die Kontrolle verliert und ihn schwer verwundet. Felicity ist es unterdessen als neue CEO von Palmer Technologies mit der Hilfe des Ingenieurs Curtis Holt gelungen, kostenbedingte Entlassungen abzuwenden, musste dem Vorstand dafür jedoch eine Erfolg versprechende Erfindung vorschwindeln. Nach Machins Flucht auf dem Weg ins Krankenhaus und Danforths Rücktritt von ihrer Kandidatur beschließt Oliver angesichts der hoffnungslosen Aussicht für das Bürgermeisteramt, selbst zu kandidieren. Nachdem Laurel mit der Lazarusgrube von einer Möglichkeit der Wiederbelebung erfahren hat, gräbt sie Saras Leichnam aus und begibt sich in Begleitung von Thea damit nach Nanda Parbat. Auf Lian Yu entdeckt Oliver ein Feld mit Zwangsarbeitern, die von Soldaten gefangen gehalten werden. Nach seiner eigenen Gefangennahme wird er zu deren Anführer, Reiter, gebracht, der Oliver wegen dessen Überlebenskünsten in seiner Truppe aufnimmt. |           |                            |                      |                      |                                       |                      |                                                                             |                 |
| 72 | 3         | Auferstehung               | Restoration          | 21. Okt. 2015        | 17. März 2016                         | Wendey Stanzler      | Wendy Mericle & Speed Weed                                                  | 2,40 Mio.       |
| Zur Unterstützung im Kampf gegen Green Arrow wird Darhk von H.I.V.E.-Mitglied Mina Fayad das Metawesen Jeremy Tell zur Verfügung gestellt, das Green Arrow sogleich in einen Hinterhalt lockt, aus dem dieser verwundet fliehen muss. Diggle ist währenddessen damit beschäftigt, Fayad zu beschatten, nachdem diese ihm von einem A.R.G.U.S.-Agenten als Auftraggeberin zum Mord an seinem Bruder übermittelt wurde. Zurück im Versteck fordert Felicity die beiden auf, ihren Zwist bezüglich Lylas Entführung durch Oliver beiseite zu legen und zusammenzuarbeiten. Als Fayad sich zum wiederholten Male kritisch gegenüber Darhk äußert, tötet er sie und schickt Tell nochmals auf die Jagd nach Green Arrow. Während Oliver und Diggle die ermordete Fayad finden, werden Felicity und Curtis Holt bei Palmer Tech von Tell angegriffen. Dieser folgt den beiden in das geheime Versteck, wo Felicity ihn durch den Beschuss mit einer Maschinenpistole zum Rückzug zwingt, bevor Oliver und Diggle eintreffen und die Verfolgung aufnehmen. Nach einem kurzen Kampf besiegen sie Tell und stecken ihn ins Gefängnis nach Central City. In Nanda Parbat schlägt Merlyn als neuer Ra’s al Ghul derweil Laurels Bitte ab, Sara wiederzubeleben, aus Sorge um deren geistigen Zustand. Thea beklagt bei Merlyn ihre Mordlust, die sie seit der Lazarusgrube verspürt, woraufhin er ihr erklärt, dass diese nur gestillt werden könne, indem sie sich ihr hingibt, und ihr zwei Assassinen auf den Hals schickt, welche sie tötet. Um die wütende Thea zu besänftigen, lässt sich Merlyn überreden, einen Wiederbelebungsversuch bei Sara durchzuführen, der zwar gelingt, Sara jedoch wild und nicht klar bei Verstand hervorbringt. Die schockierte Nyssa zerstört die Grube anschließend mit Gift und nimmt es dafür in Kauf eingesperrt zu werden. Oliver erfährt, dass die Arbeiter zum Ernten der Bestandteile einer leistungssteigernden Droge genutzt werden, welche kurz darauf gestohlen wird. Aufseher Conklin geht brutal vor, um den Dieb unter den Arbeitern zu fassen, und als Oliver einen von ihnen foltert, stellt sich eine Frau. Unter dem Vorwand, ihre Leiche verschwinden zu lassen, führt Oliver die Frau weg vom Lager, bis er seinen Bewacher abgeschüttelt hat und sie heimlich befreit.                                                |           |                            |                      |                      |                                       |                      |                                                                             |                 |
| 73 | 4         | Späte Reue                 | Beyond Redemption    | 28. Okt. 2015        | 24. März 2016                         | Lexi Alexander       | Beth Schwartz & Ben Sokolowski                                              | 2,64 Mio.       |
| Oliver zeigt dem Team sein geplantes Wahlkampfbüro mitsamt neu eingerichtetem, hochmodernem Versteck unterhalb davon, bevor sie sich dem Fall von zwei ermordeten Polizisten widmen und durch einen Hinweis vom Tatort den Unterschlupf der Täter finden, in dem sich allerlei Polizeiausrüstung befindet. Dies lässt das Team auf korrupte Polizisten schließen, die sich über das Stehlen und Verkaufen von Drogen finanzieren, woraufhin sie diese in Zusammenarbeit mit Captain Lance durch einen Lieferwagen voller Drogen anlocken. Die Polizisten entkommen dem Hinterhalt, doch Lance erkennt deren Ausrüstung und Anführerin, Liza Warner, als Teil einer einst gegründeten Anti-Selbstjustiz-Einheit wieder. Nachdem Laurel ihrem Vater die in ihrem Keller angekettete Sara gezeigt hat und diese ihn aufgrund ihrer geistigen Verwirrung in Sorge versetzt hat, fragt Lance Damien Darhk um Rat. Beim Durchsuchen der von Lance zur Verfügung gestellten Kameraaufnahmen von Polizeiwagen sieht Oliver das Gespräch der beiden und stellt Lance zur Rede. Dieser gesteht, dass Darhk ihm zu Beginn finanzielle Mittel zum Schutz der Stadt anbot, bis er dessen kriminellen Hintergrund entdeckte und Darhk daraufhin Laurel bedrohte. Kurz darauf wird Lance von der Spezialeinheit entführt, die ihn für den Zugang zur Drogenaufbewahrungsstation der Polizei benötigt. Oliver erscheint mit seinem Team und hindert die Polizisten an der Flucht mit der Beute, wobei es Warner jedoch gelingt, Oliver mit einem Messer in die Mangel zu nehmen. Indem Lance auf sie einredet und von ihren falschen Taten überzeugt, bringt er Warner dazu sich zu ergeben und festnehmen zu lassen. Während Oliver anschließend in einer Rede vor der Presse seine Kandidatur bekannt gibt, entdeckt Laurel, dass Sara sich befreien konnte. Da die Soldaten beginnen, Oliver zu misstrauen, und einen Beweis der Leiche der Frau fordern, führt Oliver Conklin zu ihr. Durch Anwendung seines erlernten Handgriffs unterdrückt Oliver den Puls der Frau und überzeugt Conklin von ihrem Tod, auf dem Weg zurück findet dieser allerdings Olivers Kommunikationsgerät mit Waller. |           |                            |                      |                      |                                       |                      |                                                                             |                 |
| 74 | 5         | Seelenjagd                 | Haunted              | 4. Nov. 2015         | 31. März 2016                         | John Badham          | Brian Ford Sullivan & Oscar Balderrama                                      | 2,60 Mio.       |
| Als Sara beginnt, in Star City Amok zu laufen, und Oliver dadurch erkennt, dass diese wieder am Leben ist, muss Laurel gezwungenermaßen ihren heimlichen Aufenthalt in Nanda Parbat gestehen. Captain Lance teilt Oliver mit, dass Darhk ihn beauftragt hat, einen Computervirus an die Stadtserver anzubringen, wofür Oliver ihm Diggle zur Seite stellt, der durch Lances Verbindung zu H.I.V.E. den Tod seines Bruders Andrew rächen will. Thea wird schließlich zweimal von Sara angegriffen und schwer verletzt, was sie auf die Lazarusgrube zurückführt, deren Einfluss Sara den Drang verspüren lässt, ihre Mörderin zu töten. Lance und Diggle zapfen derweil Darhks Virus an, wobei Diggle sieht, wie dieser unter einer Reihe von Namen auch den seines Bruders aus einem Archiv löscht. Als Lance Darhk im Anschluss dazu befragt, verrät dieser, dass Andrew in Afghanistan illegale Geschäfte mit Drogen- und Waffenhandel leitete und deshalb als Konkurrent von H.I.V.E. aus dem Weg geschafft wurde. Nachdem das Team Sara mit Thea als Köder anlocken und betäuben kann, bittet Oliver seinen alten Bekannten, den Exorzisten und Magier John Constantine, um Hilfe. Um Saras Seele mit ihrem Körper zu vereinen, transferiert Constantine daraufhin sein eigenes, Olivers und Laurels Bewusstsein in eine Zwischenwelt, in der Saras Geist in der Lazarusgrube gefangen ist. Nach einem Kampf mit Assassinen befreien sie Sara, die nach Beendigung des Rituals wieder in normalem Zustand erwacht. Das Team dankt Constantine, der sich verabschiedet und Oliver noch vor Darhks Macht warnt. Während Diggle durch eine Akte von Lance die Wahrheit über seinen Bruder erfährt, stoßen Felicity und Curtis Holt auf eine von Ray Palmer hinterlassene Audiobotschaft, in der Ray sagt, dass er noch am Leben ist. Während Conklin Oliver vor Reiter des Verrats bezichtigt, fragt dieser John Constantine aus, der auf Lian Yu nach einem mystischen Stab sucht. Constantine kann sich mit Oliver als Geisel aus Reiters Gewalt befreien und lässt sich von ihm zu einem versteckten Ort führen, von wo er den Stab mit Olivers Hilfe bergen kann. Bevor er sich zu seinem Boot aufmacht, versieht Constantine Oliver mit einem Schutzzauber und überlässt ihm den Kopf des Stabes als Schatz für Reiter, sodass Oliver dessen Vertrauen gewinnt. |           |                            |                      |                      |                                       |                      |                                                                             |                 |
| 75 | 6         | Wahre Größe                | Lost Souls           | 11. Nov. 2015        | 7. Apr. 2016                          | Antonio Negret       | Beth Schwartz & Emilio Ortega Aldrich                                       | 2,30 Mio.       |
| Bei Felicitys Versuch, Rays Nachricht zurückzuverfolgen, schafft es dieser, mit ihr Kontakt aufzunehmen, und erklärt über eine Kamera, dass ihn sein Anzug bei seinem Unfall winzig klein hat werden lassen und er gefangen gehalten wird. Felicity arbeitet im Folgenden unermüdlich daran, ihren Freund zu retten, woraufhin Oliver zur Ablenkung ihre Mutter Donna einlädt. In einer weiteren Botschaft informiert Ray Felicity über bei Palmer Tech vorliegende Pläne zum Bau einer Waffe, die das Schrumpfen wieder rückgängig macht, jedoch eine Komponente enthält, welche sich in Besitz von Kord Industries befindet. Gemeinsam mit der geheilten Sara bricht das Team dort ein und kann das benötigte Bauteil stehlen, auch wenn Sara dabei in einem erneuten Anfall von Rage einen Wachmann niederprügelt. Nachdem Felicity über Rays Kamera sieht, dass dieser sich in der Gefangenschaft von Darhk befindet, Oliver bis zu einem Treffen zwischen Captain Lance und Darhk allerdings nichts unternimmt, wirft Felicity ihm vor, Rays Wohlergehen zu vernachlässigen, und es kommt zum Streit zwischen den beiden. Von Lances Begegnung mit Darhk aus verfolgt Diggle dessen Wagen bis zu einem streng gesicherten Gebäude, in das sich das Team nach einer anschließenden Besprechung zusammen mit Felicity und Curtis, die für den Einsatz von Rays Waffe zuständig sind, Zugang verschafft. Während Oliver in einer Konfrontation mit Darhk nur knapp dem Tod entrinnt, können Felicity und Curtis Rays normale Größe wiederherstellen, bevor sich das gesamte Team in die Flucht schlägt. Sara entscheidet sich aufgrund ihrer unkontrollierbaren Mordlust, sich für die nächste Zeit aus Star City zurückzuziehen, und mit den aufmunternden Worten ihrer Mutter verträgt sich Felicity wieder mit Oliver. Reiter kehrt mit Oliver zu dem Versteck zurück und entziffert dort mithilfe des Stabkopfes Symbole, die auf einen Schatz in einer Bucht hindeuten. Er ordnet Ausgrabungen durch die Arbeiter am Strand an, beaufsichtigt von Oliver und dem misstrauischen Conklin. Um ihn gegenüber Reiter verdächtig wirken zu lassen, hetzt Conklin daraufhin heimlich einen Arbeiter auf Oliver, den dieser zwangsweise töten muss. |           |                            |                      |                      |                                       |                      |                                                                             |                 |
| 76 | 7         | Unter Brüdern              | Brotherhood          | 18. Nov. 2015        | 14. Apr. 2016                         | James Bamford        | Speed Weed & Keto Shimizu                                                   | 2,69 Mio.       |
| Neben seiner Wahlkampagne, bei der er Darhks Angebot zur Zusammenarbeit ablehnt, muss sich Oliver mit seinem Team weiterhin um die Bekämpfung der „Geister“ kümmern, die durch die Entdeckung einer DNA abbauenden Substanz im Zahn eines der „Geister“ voranschreitet. Ray kann deren Herkunft einer Biologiefirma zuordnen, in der das Team beim Stehlen einer Probe daraufhin erneut auf „Geister“ trifft, von denen Diggle voller Entsetzen einen als seinen totgeglaubten Bruder Andrew identifiziert. Nachdem John im Unterschlupf seine Enttäuschung über den Verrat seines Bruders äußert, erhält Oliver von Lance eine Adresse an den Docks, die dieser von einem Zettel auf Darhks Schreibtisch ablesen konnte. Zusammen mit John sucht Oliver den Ort am Abend auf und beobachtet, wie Darhk mehrere Menschen mit Pillen gefügig macht, bevor sie entdeckt werden und fliehen müssen. Als Ray beim genetisch veränderten Zahn Hinweise auf Trinkwasserverschmutzung feststellt und diese auf eine aus diesem Grund geschlossene Psychiatrie, die H.I.V.E. als Basis dient, zurückführt, dringt das Team – ohne John – dort ein, um den scheinbar manipulierten Andrew zu befreien. Thea kann Darhks magischen Kräften auf sonderbare Weise standhalten und durch die Unterstützung von Ray und dem nachkommenden John entkommt das Team schließlich mit Andrew in Gewahrsam. Zurück im Unterschlupf entschließt sich Ray, Palmer Technologies Felicity zu überlassen, um einen besseren Weg zu finden, der Stadt und den Menschen zu helfen. Während Thea sich von Merlyn dabei helfen lässt, ihren Blutdurst zu stillen, und ihm von der Auseinandersetzung mit Darhk erzählt, befragt John seinen gefangenen Bruder, der ihm die Informationen aus Darhks Akte bestätigt. Conklin will Oliver den grundlosen Mord an einem nützlichen Arbeiter anhängen, doch Reiter bemerkt seinen Schwindel und lässt ihn von Oliver mit Peitschenhieben bestrafen. Danach informiert Oliver die gerettete Frau, Taiana, über den Tod ihres Bruders und den Erhalt einer Karte von Lian Yu, mit der er herausfinden will, welches Ziel Reiter verfolgt. |           |                            |                      |                      |                                       |                      |                                                                             |                 |
| 77 | 8         | Legenden der Vergangenheit | Legends of Yesterday | 2. Dez. 2015         | 21. Apr. 2016                         | Thor Freudenthal     | Brian Ford Sullivan & Marc Guggenheim Idee: Greg Berlanti & Marc Guggenheim | 3,66 Mio.       |
| Im Kampf gegen den Unsterblichen Vandal Savage, der mit dem mächtigen Stab des Horus Jagd auf Barry Allens Freunde Kendra Saunders und Carter Hall macht, zieht sich Oliver mit seinem und Barrys Team auf ein abgelegenes Landgut zurück, wo Carter in Kendra allmählich Erinnerungen an ihr erstes Leben im Alten Ägypten hervorbringt. Dort wurden sie und Carter aufgrund einer verbotenen Liebe durch Savage ermordet und zur Verfolgung in jedem weiteren ihrer Leben verflucht, bevor der Tatort einem Meteoritenschauer zum Opfer fiel und das darin enthaltene Nth-Metall einen bis heute währenden Kreislauf an Wiedergeburten in Gang setzte. Nachdem Savage von Oliver und Barry die Auslieferung von Kendra und Carter fordert, sucht Oliver in Central City seine ehemalige Freundin Samantha auf und konfrontiert sie mit ihrem Sohn William. Sie erzählt ihm von der durch Moira initiierten vorgetäuschten Fehlgeburt ihres gemeinsamen Kindes und verlangt, dass Oliver dies auch weiterhin geheim hält. Bei der Übergabe von Kendra und Carter an Savage schlägt ein geplanter Überraschungsangriff von Kendra fehl, woraufhin Savage die gesamte Kraft des Stabes nutzt, um die Stadt und alle Bewohner zu vernichten. Barry kann der Energiewelle rechtzeitig entfliehen und wird dabei so schnell, dass er einen Zeitsprung hinlegt und wieder bei der ersten Begegnung mit Savage landet. Er informiert Oliver über das Geschehene und dieser überredet Cisco zu einem aufmunternden Gespräch mit Kendra, damit diese ihre Herkunft und Kraft als altägyptische Priesterin annimmt. Beim wiederholten Aufeinandertreffen mit Savage kann Kendra daraufhin ihre Flügel ausbreiten und ihn mit Carter zurückhalten, was Barry die Möglichkeit verschafft, den Stab zu ergreifen und Savage damit zu töten. Während Kendra und Carter sich vom Team verabschieden und Oliver im Einverständnis mit Samantha beschließt, William regelmäßig zu besuchen, ohne jemandem darüber zu erzählen, sammelt Merlyn die hinterbliebene Asche von Savage auf. |           |                            |                      |                      |                                       |                      |                                                                             |                 |
| 78 | 9         | Stille Wasser              | Dark Waters          | 9. Dez. 2015         | 28. Apr. 2016                         | John Behring         | Wendy Mericle & Ben Sokolowski                                              | 2,82 Mio.       |
| Bei der von Oliver in einer Wahlkampfrede versprochenen Sanierung der Star-City-Bucht werden mehrere ehrenamtliche Helfer von einer Drohne beschossen und verletzt, was Oliver dazu veranlasst, der Stadt Damien Darhk und H.I.V.E. als Hintermänner der „Geister“ zu offenbaren. Im Gegenzug entführt Darhk mithilfe der „Geister“ Felicity, Diggle und Thea von einer öffentlichen Weihnachtsfeier und nach einigen erfolglosen Befragungen von verschiedenen „Geistern“ trifft sich Oliver mit Darhk, um sich gegen seine Freunde auszutauschen. In H.I.V.E.s Basis zeigt Darhk ihm jedoch nur, wie eine Versuchsperson in einer Gaskammer stirbt, in welche er daraufhin Felicity, Diggle und Thea sperrt und vor Olivers Augen Gas einströmen lässt. Dank eines an Oliver angebrachten Nanopeilsenders erscheinen Laurel und der als Green Arrow verkleidete Merlyn und helfen Oliver dabei, das Glas der Kammer zu zerschlagen und die Insassen zu befreien, bevor ein Kampf mit den „Geistern“ entsteht und das Team schließlich durch das Eindringen eines von Captain Lance herbeigeholten Polizeikommandos fliehen kann. Darhk, dem ebenfalls die Flucht gelungen ist, demonstriert den Vorsitzenden von H.I.V.E. anschließend den Fortschritt von „Projekt Genesis“ mit der Besichtigung einer riesigen unterirdischen Maisplantage, die durch den Anbau spezieller Algen in der Bucht von Star City ermöglicht wurde. Nachdem Oliver Felicity auf einer Wahlkampfveranstaltung einen Heiratsantrag macht, werden sie in ihrer Limousine Opfer eines Hinterhalts der „Geister“, die zahlreiche Salven auf den Wagen abfeuern und damit den Fahrer töten. Während Oliver den Wagen aus der Gefahrenzone steuert und feststellen muss, dass Felicity getroffen wurde, zeigt sich, wie Darhk mit Frau und Kind Weihnachten feiert. Oliver taucht zu dem zerstörten japanischen U-Boot, von wo aus er eine detaillierte Karte der Insel birgt. Am Strand werden er und Taiana allerdings von einem von Conklin angeführten Trupp entdeckt. |           |                            |                      |                      |                                       |                      |                                                                             |                 |
| 79 | 10        | Blutschuld                 | Blood Debts          | 20. Jan. 2016        | 5. Mai 2016                           | Jesse Warn           | Oscar Balderrama & Sarah Tarkoff                                            | 2,83 Mio.       |
| Nach Felicitys Not-Operation im Krankenhaus, durch die sie ihre Schussverletzungen überlebt, dringt Oliver mit der Information von Lance in das Geheimversteck von Darhk ein, wo er allerdings nur ermordete „Geister“ und ein mit Blut gezeichnetes „A“ findet, das anarchistische Markenzeichen von Lonnie Machin. Da das Blut von dessen getöteten Pflegeeltern stammt, sucht das Team deren Haus auf und läuft dort in eine Falle von Machin, die er in seinem Rachefeldzug gegen Darhk für die „Geister“ vorbereitet hat. Nichtsdestotrotz können die vier Machin, der wegen seiner im Kampf mit Thea erlittenen Verbrennungen eine Maske trägt, außer Gefecht setzen und an einem neutralen Ort befragen, den Oliver jedoch sogleich wieder verlassen muss, als er auf eine dringende Nachricht von Felicitys Mutter Donna ins Krankenhaus eilt. Nachdem Oliver von ihr die erschütternde Diagnose der Ärzte für Felicity, eine Querschnittlähmung von der Hüfte an abwärts, erfährt, befreit er den in der Zwischenzeit festgenommenen Machin aus Polizeigewahrsam, um mit seiner Hilfe Darhk zu töten. In einer gewaltsamen Befragung durch John gibt Andrew einen Ortsnamen preis, den das Team mithilfe von Machins Peilsender aufsucht und als Darhks Wohnstätte identifiziert, in welcher Oliver Darhks gefesselte Frau und Tochter daraufhin vor Machin bewahren muss. Während Thea den flüchtigen Machin in den Wald verfolgt, wo dieser aber entkommt, gewährt der erschienene Darhk Oliver als Dank für die Rettung seiner Familie eine Schonfrist, was seine im „Projekt Genesis“ involvierte Frau Ruvé später allerdings nicht gutheißt. Oliver führt schließlich ein aufbauendes Gespräch mit der geschwächten Felicity und es zeigt sich, wie die beiden vier Monate später um den Tod einer Person trauern. Der von einem Haiangriff verletzte Oliver und Taiana werden von Conklin an Reiter überbracht, der Oliver für dessen Verrat auspeitschen lässt. Mit seinem Stabkopf aktiviert Reiter dabei ungewollt die magischen Schutzsymbole von Constantine auf Olivers Bauch und Oliver kann Reiters Neugierde nutzen, um ihn dazu zu überreden, sein und Taianas Überleben zu gewährleisten und ihm im Gegenzug bei seiner Suche zu helfen. |           |                            |                      |                      |                                       |                      |                                                                             |                 |
| 80 | 11        | Vertrauenssache            | A.W.O.L.             | 27. Jan. 2016        | 12. Mai 2016                          | Charlotte Brändström | Brian Ford Sullivan & Emilio Ortega Aldrich                                 | 2,78 Mio.       |
| Bei einem Spaziergang werden John und Lyla von dem A.R.G.U.S.-Agenten Chang aufgesucht und können nicht verhindern, dass dieser vor ihren Augen von einer Gruppe Schwerbewaffneter entführt wird. Nach dem Fund von Changs verstümmelter Leiche durch die Polizei stellen John und Lyla Amanda Waller zur Rede, die Lyla nur einen Datenträger mit Informationen zu der US-Militär-Einheit „Shadowspire“ übergibt, welche einst von Chang als Kriegsprofiteure entlarvt wurden. Zwei weitere vermisste A.R.G.U.S.-Agenten, die für die Überwachung eines gefährlichen Waffentransports zuständig gewesen wären, findet das Team mithilfe des ehemaligen Shadowspire-Mitglieds Andrew getötet am Hafen, wo sie anschließend vor Shadowspire fliehen müssen. Nachdem Oliver die unter Halluzinationen und Selbstzweifeln leidende Felicity beruhigen muss, bezieht er mit Laurel und Thea beim Waffenproduzenten Stellung, während John Andrew aufgrund dessen Insider-Wissens zu A.R.G.U.S. bringt, zunächst aber in eine Zelle sperrt. Von dort aus sehen die beiden dann auf einem Bildschirm, wie Shadowspire, angeführt von Lieutenant Joyner, die Kommandozentrale von A.R.G.U.S. stürmt und von Waller die Zugangscodes zu „Rubikon“ fordert. Da Waller auch unter Opferung ihrer eigenen Agenten standhaft bleibt, erschießt Joyner sie kurzerhand und drängt Lyla zur Auslieferung der Codes. John ruft Oliver zur Hilfe und lässt Andrew frei, der Joyner daraufhin planmäßig das Versteck seines Bruders verrät, um sein Vertrauen zu gewinnen und Shadowspire mit einem Überraschungsangriff, zu dem auch Oliver und das restliche Team hinzustoßen, auszuschalten. Oliver verspricht Felicity schließlich, einen Weg zu suchen, ihre Verletzung zu heilen, und John und Lyla nehmen Andrew bei sich zu Hause auf. Um ihn von seiner kriminellen Vergangenheit zu läutern, nimmt John Andrew im Jahre 2005 als Soldat mit zu einem Kriegsgebiet in Afghanistan und bestreitet mit ihm sogleich einen erfolgreichen Einsatz gegen die Taliban. Auf das Angebot von Lieutenant Joyner, Kriegsbeute auf dem Schwarzmarkt zu verkaufen, geht John nicht ein, Andrew schon, allerdings ohne es seinen Bruder wissen zu lassen, woraufhin Joyner ihm seinen Vorgesetzten Reiter vorstellt.                                                                        |           |                            |                      |                      |                                       |                      |                                                                             |                 |
| 81 | 12        | Entfesselt                 | Unchained            | 3. Feb. 2016         | 19. Mai 2016                          | Kevin Fair           | Speed Weed & Beth Schwartz                                                  | 2,48 Mio.       |
| Bei der Verfolgung eines Diebes, der verschiedene Elektrobauteile von Technologieunternehmen stiehlt, erleidet Thea einen Zusammenbruch, den Merlyn auf ihre lange unterdrückte Mordlust zurückführt. Nachdem Oliver den Täter als Roy Harper identifiziert, bricht dieser bei Palmer Tech ein und befördert eine von Curtis Holt neu entwickelte leistungsstarke Batterie mithilfe einer Drohne zu seinem Auftraggeber, wird aber von Oliver mit einem Betäubungspfeil gestoppt. Nach dem Entfernen einer Kameralinse aus Roys Auge wacht er wieder auf und erklärt dem Team, dass er von einem IT-Spezialisten, der sich „Calculator“ nennt, zu den Raubzügen gezwungen wurde, da dieser entdeckt hat, dass Roy, der vermeintliche „Arrow“, noch lebt, und dies ansonsten aufgedeckt hätte. Aus der Ahnung heraus, dass der Calculator mit den von Roy beschafften Komponenten eine „Web-Bombe“ zur Zerstörung des Stromnetzes der Stadt baut, benutzt Felicity eine Erfindung von Ray, um sich in das Computersystem des Calculators zu hacken und herauszufinden, an welchem Ort er die Bombe anbringen lässt. Dort angekommen kann das Team die vom Calculator angeheuerten Söldner zwar erledigen, doch um die Detonation der Bombe zu verhindern, muss diese manuell gesprengt werden, was Roy trotz des Risikos auf sich nimmt und ihm gelingt. Am nächsten Tag stellt Felicity die neue Batterie bei Palmer Tech vor und trifft im Anschluss auf ihren Vater, bei dem es sich ohne ihres Wissens um den Calculator handelt. Theas Zustand hat sich in der Zwischenzeit drastisch verschlechtert und sie wird ins Krankenhaus eingeliefert, wo Oliver von Nyssa aufgesucht wird. Diese konnte aus dem Verlies in Nanda Parbat fliehen und bietet ihm nun an, Thea mit dem „Lotus-Elixier“ zur retten, wenn er im Gegenzug Merlyn tötet. Um zu erfahren, wozu Oliver die Karten brauchte, foltert Reiter ihn, allerdings ohne Erfolg. Danach hat Oliver eine Vision von Shado, durch die er einen mystischen Stein erhält und ermutigt wird, Taiana die Wahrheit über den Tod ihres Bruders zu erzählen, um sein Gewissen zu reinigen. |           |                            |                      |                      |                                       |                      |                                                                             |                 |
| 82 | 13        | Die Sünden der Väter       | Sins of the Father   | 10. Feb. 2016        | 26. Mai 2016                          | Gordon Verheul       | Ben Sokolowski & Keto Shimizu                                               | 2,45 Mio.       |
| Da Oliver sich weigert Merlyn zu töten und dieser Zweifel an der heilenden Wirkung des Lotus hegt, überlässt Nyssa Oliver zum Beweis eine kleine Dosis, die Theas Gesundheit tatsächlich vorübergehend verbessert. Auf der Suche nach einem Kompromiss arrangiert Oliver ein Treffen in Nanda Parbat, bei dem Merlyn den Titel des Ra’s al Ghul abgeben soll und im Gegenzug von Nyssa den Lotus erhält. Mit einem Überraschungsangriff schlägt Merlyn Nyssa und deren abtrünnige Assassinen jedoch in die Flucht und löst damit einen Machtkampf innerhalb der Liga aus, der sich kurz darauf auf die Straßen von Star City überträgt. Unter dem Vorwand ihr helfen zu wollen gelingt es Oliver, Nyssa zu betäuben und in die Zelle des Unterschlupfes zu sperren, bevor er den beharrlichen Merlyn zu einem Entscheidungsduell gegen sie überreden kann. Als Teil seines Plans nimmt Oliver als Nyssas Ehemann allerdings deren Position ein und schlägt dem unterlegenen Merlyn am Ende des Zweikampfes mit dem Schwert die Hand ab, an dem der Ring des Ra’s al Ghul befestigt ist, mit dem er Nyssa zur neuen Anführerin der Liga macht. Beim Kennenlernen ihres Vaters Noah, der sie in ihrer Kindheit aufgrund von behördlicher Verfolgung verlassen hat, muss Felicity feststellen, dass er als Calculator über ihre Aktivität im Green-Arrow-Team Bescheid weiß. Obwohl Noah ihr Vertrauen gewinnen will, entdeckt Felicity nach einem Rundgang im Labor von Palmer Tech ein Speichergerät, mit dem dieser versucht hat Daten zu stehlen, und lässt ihn daraufhin von der Polizei festnehmen. Nachdem Thea durch das Lotus-Elixier kuriert wird und Nyssa Oliver und dem entmachteten Merlyn erklärt, dass sie die Liga aufgelöst hat, informiert der auf Rache sinnende Merlyn Darhk über Olivers heimlichen Sohn William. Erzürnt über sein Geständnis entreißt Taiana dem erkrankten Oliver den Stein und bietet ihm Reiter im Gegenzug für ihre Freiheit an. Dieser nimmt den Stein jedoch mit Gewalt an sich und befiehlt Taiana, für Olivers Gesundheit zu sorgen. |           |                            |                      |                      |                                       |                      |                                                                             |                 |
| 83 | 14        | Mauer des Schweigens       | Code of Silence      | 17. Feb. 2016        | 2. Juni 2016                          | James Bamford        | Wendy Mericle & Oscar Balderrama                                            | 2,44 Mio.       |
| Für eine anstehende TV-Debatte trifft Oliver die ebenfalls für das Bürgermeisteramt kandidierende Ruvé Adams zum offiziellen Kennenlernen und versucht im Anschluss als Green Arrow, diese bis zum Unterschlupf ihres untergetauchten Mannes zu verfolgen. Da Ruvé jedoch für eine solche Situation gewappnet war, kommen ihr einige „Geister“ zur Hilfe und ihr gelingt die Flucht. Als Captain Lance zu einem vermeintlichen Überfall in einem leerstehenden Hotel gerufen wird und dieses über ihm zusammenstürzt, wobei er sich gerade noch retten kann, vermutet das Team dahinter einen Mordanschlag von H.I.V.E. Felicity schafft es, den Anruf von Lances Handy zum Ursprungsort zurückzuverfolgen, wo das Team auf eine dreiköpfige Gruppe von Söldnern trifft, die auch dieses Gebäude zum Einsturz bringen und fliehen. Von Andrew erfährt John, dass es sich bei dem Trio um ein ehemaliges „Abrissteam“ des Militärs handelt, welches nun für H.I.V.E. arbeitet. Thea hat in der Zwischenzeit herausgefunden, dass Oliver einen Sohn hat, zeigt aber Verständnis für dessen Geheimhaltung aufgrund seines Versprechens. Nachdem Team Arrow am Abend des TV-Duells entdeckt, dass das Abrissteam den Abbruch des Studiogebäudes mit Ruvé als einzige Überlebende plant, schaffen sie mithilfe des Feueralarms zunächst die Gäste nach draußen, bevor sie das Abrissteam im Kampf besiegen und die Sprengladungen entschärfen können. Nach der für Oliver erfolgreichen Debatte findet kurze Zeit später die Verlobungsparty von Oliver und Felicity statt, auf der Curtis Felicity als Geschenk einen selbst entwickelten Biostimulator übergibt, der ihr das Laufen wieder ermöglichen soll. Durch Merlyn hat Darhk hat unterdessen von William erfahren und ihn zu sich nach Hause gebracht, um ihn nun gegen Oliver einzusetzen. Um den wegen des Mordes an Taianas Bruder aufgebrachten Gefangenen zu beweisen, dass er auf ihrer Seite steht, lässt Oliver sich dazu überreden, Conklin zu töten, auch wenn er dafür den Unmut von Reiter hervorruft. Dieser versichert Oliver daraufhin, dass er ihn zwar lebendig braucht, nicht aber vor Folter zurückschreckt. |           |                            |                      |                      |                                       |                      |                                                                             |                 |
| 84 | 15        | Wahre Lügen                | Taken                | 24. Feb. 2016        | 9. Juni 2016                          | Gregory Smith        | Keto Shimizu & Brian Ford Sullivan Idee: Marc Guggenheim                    | 2,70 Mio.       |
| Nachdem Darhk Oliver aufsucht, ihm ein Video des entführten William zeigt und ihn zur Aufgabe seiner Kandidatur auffordert, ist Oliver gezwungen, Felicity und dem Team die Existenz seines Sohnes zu offenbaren. Oliver weiht die besorgte Samantha in sein geheimes Alter Ego ein und entschließt sich, auf die Hilfe von Mari McCabe, in Detroit als Superheldin Vixen tätig, zurückzugreifen, der ein magisches Totem die Fähigkeiten eines beliebigen Tieres verleiht. Durch die Aufnahme von Williams Fährte führt Vixen das Team zu einem Gebäude, in dem sie auf Darhk treffen und ihn die Flucht schlagen, William aber nicht finden. Als Reaktion auf Green Arrows Angriff verlangt Darhk von Oliver per Anruf, seinen Rücktritt noch am selbigen Tag bekannt zu geben, dem Oliver auch Folge leistet. Auf Maris Frage nach der Quelle von Darhks Macht erinnert sich Captain Lance an einen Götzen aus Darhks ehemaligem Versteck, den Mari dank einer Zeichnung von Lance wiedererkennt. Mit einer dazugehörigen Ley-Linien-Karte eines Kollegen aus Detroit spürt das Team Darhk in seiner Privatvilla auf, wo Vixen diesem zunächst seinen Götzen entwendet, während Oliver, Laurel und Thea die „Geister“ bekämpfen. Als die drei von Darhk mit dessen mystischen Kräften in die Mangel genommen werden, zerstört Vixen den Götzen und entzieht Darhk somit seine Kräfte, woraufhin Oliver ihn niederschlägt und zusammen mit William der Polizei überlässt. Nach Maris Verabschiedung überredet Oliver Samantha, mit William weit wegzuziehen, und hinterlässt diesem ein Erklärungsvideo für dessen achtzehnten Geburtstag. Olivers Verschwiegenheit bezüglich seines Sohnes veranlasst Felicity schließlich dazu, die Verlobung zu beenden, kurz bevor sie feststellt, dass sie dank des implantierten Biostimulators wieder laufen kann. Bei den Ausgrabungen stößt Reiter auf eine unterirdische Höhle, aus der ihnen Conklin als Wiedergänger gegenübertritt. Reiter sperrt Oliver und Taiana zusammen mit ihm ein, doch dank der magischen Schutzsymbole von Oliver löst sich der Geist auf und gibt ihm den Weg zur Höhle frei. |           |                            |                      |                      |                                       |                      |                                                                             |                 |
| 85 | 16        | Gebrochene Herzen          | Broken Hearts        | 23. März 2016        | 16. Juni 2016                         | John F. Showalter    | Rebecca Bellotto & Nolan Dunbar                                             | 2,09 Mio.       |
| In einer Vorverhandlung gegen Darhk sieht sich Laurel als Staatsanwältin Darhks Verteidiger gegenüber, der mit allen Mitteln die Unschuld seines Mandanten beweisen will. Während Oliver die schmerzhafte Trennung von Felicity bewältigen muss, stellen er und das Team die Rückkehr von Cupid fest, die sich durch ihren Einsatz im Task Force X rehabilitiert hat, nun aber Jagd auf frisch vermählte Paare macht. Nach der Entführung eines solchen nehmen Oliver, Thea und Diggle die Verfolgung auf, können Cupid jedoch nicht fassen, ihr dafür aber ein Kleidungsstück entreißen. Dessen Bestandteile führt das Team daraufhin zu einem Lagerhaus für Brautkleider, wo sie Cupids verlassenen Unterschlupf finden und entdecken, dass diese als nächstes die geplante Hochzeit von Oliver und Felicity im Visier hatte. Auf Olivers Vorschlag halten er und Felicity eine Scheinhochzeit ohne Gäste ab, die wie erwartet von Cupid unterbrochen wird, und nachdem diese offenbart, dass ihre Taten von eigenem Liebeskummer getrieben sind, kann sie durch das Eingreifen von Diggle und Thea gestoppt und der Polizei übergeben werden. Da Diggles Aussage gegen Darhk von dessen Verteidiger erfolgreich als unglaubwürdig dargestellt wird, entscheidet sich Captain Lance, dem Gericht seine ehemalige Verbindung zu Darhk offenzulegen, und nimmt dafür in Kauf, seinen Job zu verlieren. Diese Tatsache überzeugt die Richterin, den Prozess aufzunehmen, auch wenn Lance im Folgenden von seinem Dienst suspendiert wird. Obwohl sich Oliver schließlich noch einmal um Felicity bemüht und ihr verspricht, sie nie mehr anzulügen, bleibt diese bei ihrer Entscheidung und entschließt sich sogar, das Team zu verlassen. Bei seiner Inhaftierung gelingt es Darhk derweil, einen magischen Ring mit in die Zelle zu schmuggeln. Beim Erkunden der Höhle findet Reiter einen mystischen Götzen, von dem er durch die Opferung eines Menschenlebens Macht erhält. Reiters Vorhaben, die restlichen Arbeiter ebenfalls zu opfern, kann Oliver vorerst verhindern, indem er Reiter mit einem Überraschungsangriff zu Boden wirft und mit Taiana und dem Götzen tiefer in die Höhle flieht. |           |                            |                      |                      |                                       |                      |                                                                             |                 |
| 86 | 17        | Hoffnungsschimmer          | Beacon of Hope       | 30. März 2016        | 23. Juni 2016                         | Michael Schultz      | Ben Sokolowski & Brian Ford Sullivan                                        | 2,34 Mio.       |
| Nachdem sie vor rund einem Jahr in Central City nach dem Mord an zwei Wissenschaftlern von Barry, Felicity und Ray ins Gefängnis gesteckt wurde, ist die Roboter-Spezialistin Brie Larvan nun ausgebrochen und nimmt die Führungsetage von Palmer Tech mithilfe eines Schwarmes Roboterbienen als Geisel. Von Felicity, die sich mit ihrer Mutter und Thea gerade in ihrem Büro aufhält, fordert Larvan über Bildschirme den Biostimulator, und lässt das gesamte Gebäude von einem riesigen Bienenschwarm umkreisen, sodass niemand fliehen kann. Beim Anblick dessen im Fernsehen sieht sich Curtis in der Pflicht, Felicity zu helfen, und macht mithilfe eines Handys, das er von Green Arrow bei Rays Rettungsmission erhalten hat, das Versteck ausfindig, wo er zunächst argwöhnisch empfangen wird, dann aber vorübergehend Felicitys Aufgaben übernehmen darf. Beim anschließenden Einsatz des Teams wird Oliver von einer Biene gestochen, die sich in ihm einnistet und durch Laurels Kanarienschrei, einer Vorrichtung zur Erzeugung hochfrequentierter Klänge, zerstört werden muss. Felicity gelingt es derweil, die Vorstandsmitglieder durch einen Notfallfahrstuhl in Sicherheit zu bringen, sieht sich dann aber mit Thea der bewaffneten Larvan gegenüber, die erklärt, dass sie den Biostimulator für eine Tumoroperation an ihrem Rückenmark benötigt, welche sie lähmen würde. Da Larvan Felicity dabei als die Hackerin wiedererkennt, die sie ins Gefängnis brachte, will sie sich an ihr rächen, was Curtis allerdings verhindern kann, indem er Larvan mit den unter seine Kontrolle gebrachten Bienen außer Gefecht setzt. Im Gefängnis erfährt Darhk unterdessen von Merlyn, dass H.I.V.E. nicht daran interessiert ist, ihn zu befreien, woraufhin er ihn zu Andrew Diggle schickt, in dem er seine letzte Chance sieht. In einer Sackgasse überraschen Oliver und Taiana zwei Soldaten und nehmen ihnen ihre Pistolen ab, mit denen sie Reiter daraufhin gegenübertreten. Dank seiner neu gewonnenen Macht erweist dieser sich allerdings als immun gegen Pistolenschüsse und schlägt Taiana nieder. Da Reiters Kraft schließlich nachlässt, kann Oliver ihn im Faustkampf besiegen, doch als er nach Taiana sieht, ist Reiter verschwunden.                                                                                            |           |                            |                      |                      |                                       |                      |                                                                             |                 |
| 87 | 18        | 11:59                      | Eleven-Fifty-Nine    | 6. Apr. 2016         | 30. Juni 2016                         | Rob Hardy            | Marc Guggenheim & Keto Shimizu                                              | 2,24 Mio.       |
| Andrew erzählt John von Merlyns Forderung, eine Lieferung von Lenkraketen zur Befreiung Darhks zu stehlen, und setzt somit das Team über Merlyns Zusammenarbeit mit Darhk in Kenntnis. Oliver und John können den Transport vor Merlyns Assassinen bewahren, was sich jedoch als Ablenkungsmanöver entpuppt, da Merlyn zur selben Zeit aus dem Unterschlupf den vom Team rekonstruierten Götzen entwendet. Um Olivers entstehendem Misstrauen entgegenzuwirken, wirft Andrew sich bei einem weiteren Einsatz vor Oliver in einen Pfeil, womit er zumindest Johns Vertrauen gewinnt, der seinen Bruder daraufhin darin einweiht, dass das Team dem Götzen vorher ein Stück mit einem Edelstein entfernt hat. Während Darhk dies auch Merlyn bei der Überbringung des Götzen im Gefängnis mitteilt, ertappt Oliver Andrew beim Durchsuchen von Johns Haus und will von ihm ein Geständnis erzwingen, zum Unmut von John, der Oliver mit einer Pistole von seinem Bruder fernhält. Mithilfe seines Komplizen Michael Amar versorgt Darhk schließlich sämtliche Insassen mit eingeschmuggelten Messern und zettelt so einen Aufstand an, der in der Geiselnahme der Wachen mündet. Im Gegensatz zur Polizei stürmt das Green-Arrow-Team das Gebäude und greift die Häftlinge an, muss aber innehalten, als Darhk eine Pistole ergreift und sie auf Andrew richtet. Zum Entsetzen des Teams überreicht Andrew Darhk das fehlende Stück des Götzen und erweist sich dadurch als noch immer loyal zu Darhk, der das Team anschließend mit seiner wiedergewonnenen Macht bewegungsunfähig macht und Laurel für den Verrat ihres Vaters einen Pfeil in den Bauch rammt. Nach Darhks Flucht bringt Oliver Laurel ins Krankenhaus, wo sie nach einer Notoperation noch mit dem Team spricht, später aber an einer Embolie verstirbt. Als Teil eines Plans kehrt Taiana ins unterirdische Lager vor der Höhle zurück und lockt einige Soldaten weg, damit Oliver die wenigen übrigen niederschießen und die Zwangsarbeiter befreien kann. Um Reiter ebenfalls zu erledigen, sprengt Oliver im Anschluss die Höhle und begräbt ihn somit mitsamt dem Götzen. |           |                            |                      |                      |                                       |                      |                                                                             |                 |
| 88 | 19        | Abgesang                   | Canary Cry           | 27. Apr. 2016        | 30. Juni 2016                         | Laura Belsey         | Wendy Mericle & Beth Schwartz                                               | 2,27 Mio.       |
| Inmitten der Trauer über Laurels Tod, der besonders Quentin Lance bestürzt, taucht eine neue Selbstjustizlerin in Gestalt von Black Canary auf, die, wie sich herausstellt, im Krankenhaus Laurels Kanarienschrei-Gerät entwendet hat. Ein Date zwischen Thea und Alex Davis, Olivers ehemaligem und Ruvé Adams’ jetzigem Politberater, wird von der Black-Canary-Nachahmerin unterbrochen, wobei diese Alex angreift und ihm die Arbeit für Ruvé zum Vorwurf macht. Von Thea kurzerhand informiert stellt sich Oliver dem Mädchen in den Weg, woraufhin dieses den von Green Arrow angeblich mutwillig zugelassenen Tod ihrer Eltern beklagt und mithilfe des Kanarienschreis flieht. Mehrere Hinweise lassen das Team auf Evelyn Sharp schließen, deren Eltern Darhks Gefolgschaft angehörten und scheinbar als Testpersonen in seiner Gaskammer starben. Von Schuldgefühlen wegen seines blinden Vertrauens zu Andrew geplagt lauert der wütende John Ruvé in ihrem Auto auf, um eine Drohung an ihren Ehemann auszusprechen, und muss von Oliver gebremst werden, der John klarmacht, dass die Bedrohung der Bürgermeisterin nicht der richtige Weg ist. Während Ruvé dies jedoch zum Anlass nimmt, eine allgemeine Fahndung nach Selbstjustizlern auszurufen, muss Oliver Quentins Bemühen stoppen, Laurel mit der Lazarusgrube wiederzubeleben, und rät ihm, sich mit Laurels Tod abzufinden. In der Sorge um Black Canarys Vermächtnis verfolgt das Team Evelyns nächsten Schritte und findet sie schließlich durch Felicitys Gesichtserkennungssoftware am Abend bei einer Gala mit Ruvé als Gast. Nachdem Oliver vor Ort entdeckt, dass sich Evelyn bereits bis zu Ruvé vorgekämpft hat, muss er sie mit eindringlichen Worten davon abhalten, diese zu erschießen, und bewegt sie stattdessen zur Flucht. Um Black Canarys geschädigten Ruf wieder geradezurücken, offenbart Oliver auf Laurels Beerdigung ihr Alter Ego; die tief betroffene Felicity verlangt von Oliver anschließend, dass er Darhk tötet, sobald er einen Weg gefunden hat, dessen magische Kräfte zu überwinden. |           |                            |                      |                      |                                       |                      |                                                                             |                 |
| 89 | 20        | Projekt Genesis            | Genesis              | 4. Mai 2016          | 7. Juli 2016                          | Gregory Smith        | Oscar Balderrama & Emilio Ortega Aldrich                                    | 2,07 Mio.       |
| Bei seiner Rückkehr in die H.I.V.E.-Zentrale tötet Darhk zunächst aus Rache für ihre Untätigkeit zwei Vorstandsmitglieder und kündigt anschließend die letzte Phase von „Projekt Genesis“ an. Auf einen Tipp von Constantine trifft sich Oliver in einem Casino in Hub City mit der Schamanin Esrin Fortuna, von der er sich die Lehre der magischen Fertigkeiten erhofft, die er für die Bekämpfung Darhks benötigt. Dafür führt Fortuna ihn in eine „Nexus-Kammer“, einen nicht-realen Ort, und umgibt ihn mithilfe ihres Götzen mit dunkler Magie, um eine Reaktion von Olivers heller Seite durch dessen Schutzsymbole auszulösen. Diese erweist sich jedoch als zu schwach und der Versuch schlägt fehl, woraufhin Oliver enttäuscht geht. John folgt unterdessen einer Spur zu Andrew und wird von diesem in eine Falle gelockt, aus der er sich aber erstaunlich leicht wieder befreien kann. Wie sich herausstellt, hat Andrew John im Auftrag von Darhk einen Peilsender verpasst, der sie nun zum geheimen Versteck von Lyla und ihrer Tochter führt, dem als Wohnraum eingerichteten Anhänger eines LKWs. John ruft Oliver zur Hilfe und fährt mit seiner Tochter an den Rücken geschnallt auf einem Motorrad davon, verfolgt von Andrew. Darhk betritt den Anhänger und entreißt Lyla ein Implantat aus ihrem Unterarm, bevor Oliver erscheint und sich zwischen sie stellt. Darhk wendet seine dunkle Magie an, aktiviert damit aber unwissentlich Olivers helle Magie, mit welcher dieser den überraschten Darhk in die Flucht schlägt. Nachdem John im Zweikampf mit Andrew die Oberhand gewinnt, provoziert dieser ihn mit Drohungen an seine Familie so lange, bis John seine Skrupel verliert und Andrew voller Wut erschießt. Im Arrow-Unterschlupf offenbart Lyla schließlich, dass es sich beim entfernten Implantat um „Rubikon“ handelte, einen Code für die Steuerung aller weltweiten Atomwaffen. Thea hat den Tag derweil mit Alex verbracht, doch wie sie feststellen muss, hatte dieser sie zuvor betäubt und in eine künstliche, unterirdische Stadt verschleppt, die von einer riesigen, unsichtbaren Kuppel umschlossen ist. |           |                            |                      |                      |                                       |                      |                                                                             |                 |
| 90 | 21        | Rubikon                    | Monument Point       | 11. Mai 2016         | 7. Juli 2016                          | Kevin Tancharoen     | Speed Weed & Jenny Lynn                                                     | 2,16 Mio.       |
| Darhk aktiviert Rubikon und dem Team bleiben etwa 20 Stunden, um den Start der Atomraketen abzuwenden. Beim Hacken von Rubikon stellt Felicity fest, dass sie das Wissen ihres Vaters braucht, der bei Darhks Ausbruch aus dem Gefängnis ebenfalls fliehen konnte und gerade von Danny Brickwall gejagt wird, den Darhk auf Noah angesetzt hat. Durch ein Gespräch mit ihrer Mutter erfährt Felicity von einem früheren Rückzugsort der beiden, wo Noah unterdessen von Brick und einigen „Geistern“ aufgespürt wird und im letzten Moment von Oliver und Diggle gerettet werden kann. Noah erklärt sich bereit, Felicity zu helfen und benötigt dafür einen von Palmer Tech entwickelten Prozessor, doch beim Betreten des Labors informiert der stellvertretende CEO Felicity über ihre Absetzung aufgrund der Vernachlässigung ihrer Aufgaben. Mit der Hilfe von Oliver und Noah schleicht sich Felicity anschließend dennoch ins Labor, wo ihr Vater unter Zeitdruck lediglich den Großteil des Arbeitscodes des Prozessors auf sein Datenspeichergerät kopieren kann, bevor sie verschwinden müssen. In der unterirdischen Stadt muss Thea derweil Lonnie Machin daran hindern, die Sauerstoffversorgung der Stadt zu sabotieren, und schafft es, ihn bewusstlos zu schlagen, jedoch erst nachdem dieser Alex tötet. Im Serverzentrum von Star City gelingt es Noah und Felicity schließlich, Rubikon zu hacken und alle Raketen abzuschalten, bis auf eine, welche die Millionenstadt Monument Point ansteuert. Da die beiden die Rakete nicht mehr stoppen können, manipuliert Felicity stattdessen deren Navigationssystem und lenkt sie in das kleinere Havenrock, was allerdings immer noch Tausende Todesopfer fordert. Oliver und Diggle finden Darhk währenddessen in einer Nexus-Kammer innerhalb des Rathauses mitsamt seinem Götzen. Dank Oliver und Taiana können die Zwangsarbeiter fliehen, doch Reiter kann sich durch seine gesteigerten Kräfte aus der Höhle befreien. Nachdem Olivers Schüsse auf Reiter diesen zwar zu Boden werfen, nicht aber töten, greift sich Oliver den Götzen und tritt zusammen mit Taiana die Flucht an. |           |                            |                      |                      |                                       |                      |                                                                             |                 |
| 91 | 22        | Schöne neue Welt           | Lost in the Flood    | 18. Mai 2016         | 11. Juli 2016                         | Glen Winter          | Brian Ford Sullivan & Oscar Balderrama                                      | 1,94 Mio.       |
| Durch die Tausenden Todesopfer in Havenrock mittels seines Götzen bestärkt kehrt Darhk in die H.I.V.E.-Zentrale zurück, wo er den ebenfalls aus dem Gefängnis entflohenen Cooper Seldon, Felicitys Ex-Freund, als Hacker einsetzt, um Rubikon neuzustarten. In Sorge um Thea lokalisiert das Team ihr Handy und findet so einen nicht auf der Karte verzeichneten Schacht am Stadtrand, der sich gegenüber Oliver und Diggle als geheimer Zugang zu Darhks unterirdischer Stadt, genannt „Arche“, entpuppt. Dort entdeckt Oliver Thea gefangen in einem Haus und will sie befreien, muss aber feststellen, dass sie von Merlyn mit Darhks Pillen gehörig gemacht wurde. In der Wohnung muss Felicity unterdessen ihre streitsüchtigen Eltern auseinanderhalten und nebenbei Coopers Hackerangriff abwehren, was ihr mit der Hilfe des herbeigeeilten Curtis gelingt. Nachdem Oliver von Thea angegriffen wird, sie mit eindringlichen Worten aber wieder zur Besinnung bringen kann, sehen sie eine Fernsehübertragung von Machin, der den Arche-Kontrollraum eingenommen hat und Darhk mit der Ermordung seiner Frau und Tochter droht. Oliver und sein Team stürmen den Kontrollraum, den Machin jedoch so präpariert hat, dass er ihn zum Einstürzen bringt, kurz nachdem er Ruvé einen Pfeil in die Brust rammt. Während Machin entkommt, gelangt das Team mit Darhks Tochter an die Oberfläche, wo sie sehen, dass Machins Sabotage die komplette Zerstörung der Arche bewirkt hat, an deren Stelle sich nun ein riesiger Krater befindet. Da sie Noah noch immer nicht für vergangene Taten verzeihen kann und als schlechten Einfluss für ihre Tochter sieht, schickt Donna ihn weg. Aus Wut über den Tod seiner Frau und das Scheitern von „Projekt Genesis“ sucht Darhk Olivers Wohnung auf und stellt sich vor Felicity, Donna und Curtis. Taiana wird allmählich von der Macht des Götzen verdorben, die sie schließlich dazu bringt, einen verletzten Arbeiter zu töten, um ihm dessen Lebensenergie zu entziehen. |           |                            |                      |                      |                                       |                      |                                                                             |                 |
| 92 | 23        | Eine neue Hoffnung         | Schism               | 25. Mai 2016         | 11. Juli 2016                         | John Behring         | Greg Berlanti Idee: Wendy Mericle & Marc Guggenheim                         | 2,19 Mio.       |
| Durch Olivers, Diggles und Theas Auftauchen kann Darhk zwar in die Flucht geschlagen werden, doch gelingt es ihm dabei, Felicitys Laptop mit dem Anti-Rubikon-Programm zu stehlen. Felicity kann dessen Signal zwar orten, führt das Team damit aber lediglich in die verlassene H.I.V.E.-Zentrale, in der sie über Bildschirme den Start sämtlicher Atomraketen der Welt angezeigt bekommen, von denen eine sich auf dem Weg nach Star City befindet. Nachdem das Team einen Angriff der „Geister“ auf das Arrow-Versteck abwehrt und beobachtet, wie sich aufgrund des bevorstehenden Atomschlags Panik in der Stadt breitmacht, ermutigt Curtis Oliver zu einer Ansprache vor versammelter Menschenmenge, in der er den Bürgern Hoffnung macht und sie an vergangene Krisen erinnert, die Star City stets überstanden hat. Zusammen mit Curtis versucht Felicity daraufhin als letzte Möglichkeit einen Sichtlinienhack auf das Navigationssystem der Rakete, der sich als erfolgreich erweist, sodass diese an Star City vorbeifliegt. Durch ihren Hack kann Felicity zudem die Steuerung von Rubikon zurückverfolgen und findet so den Aufenthaltsort von Cooper, der von Darhk gezwungen wurde, Rubikon zu bedienen, und von Felicity nun überredet wird, seine Hände von der Tastatur zu nehmen. Dies veranlasst Darhk, Cooper mit seiner Macht aus der Entfernung zu töten, und während Oliver Darhk beim Rathaus angreift, können die aufgebrachten Bürger die „Geister“ durch ihre Überzahl in einem Straßenkampf besiegen. Oliver schafft es schließlich, Darhk mit einem Pfeil zu töten, und Felicity, die Raketen über Rubikon ins All zu lenken. Nach dem gewonnenen Kampf beschließen Diggle und Thea, das Team auf unbestimmte Zeit zu verlassen, und Oliver nimmt das Angebot des Stadtrates an, den vakanten Bürgermeisterposten zu übernehmen. Oliver und Taiana treffen auf Reiter, der Taiana umbringen will, um ihre Macht zu absorbieren. Mit der Hilfe von Oliver kann sich diese Reiter allerdings vom Leib halten und ihn letztlich töten. Da Taiana ihre Kraft jedoch nicht unter Kontrolle halten kann, bittet sie Oliver, ihr das Leben zu nehmen, woraufhin er ihr das Genick bricht. Aufgrund von Reiters Tod kommt auch Waller wieder auf die Insel und erklärt Olivers Mission für beendet.                                          |           |                            |                      |                      |                                       |                      |                                                                             |                 |

## Staffel 5
Die Erstausstrahlung der fünften Staffel war vom 5. Oktober 2016 bis zum 24. Mai 2017 auf dem US-amerikanischen Sender The CW zu sehen. Die deutschsprachige Erstausstrahlung sendete der deutsche Pay-TV-Sender RTL Crime vom 11. April bis 22. August 2017.
| Nr. (ges.) | Nr. (St.) | Deutscher Titel          | Originaltitel           | Erstausstrahlung USA | Deutschsprachige Erstausstrahlung (D) | Regie            | Drehbuch                                            | Zuschauer (USA) |
| --- | --------- | ------------------------ | ----------------------- | -------------------- | ------------------------------------- | ---------------- | --------------------------------------------------- | --------------- |
| 93 | 1         | Neuanfang                | Legacy                  | 5. Okt. 2016         | 11. Apr. 2017                         | James Bamford    | Greg Berlanti Idee: Marc Guggenheim & Wendy Mericle | 1,87 Mio.       |
| Seine neue Rolle als Bürgermeister hält Oliver nicht davon ab, weiter als Green Arrow Verbrechen zu bekämpfen und so z. B. eine Bombenanschlag durch Lonnie Machin zu verhindern. Dabei kommt ihm zum wiederholten Male ein maskierter Helfer in die Quere, den Felicity und Curtis „Wild Dog“ nennen. Nach dem Tod zweier Polizisten bei einem Drogendeal erfährt Oliver vom Tatort, dass dahinter die kriminelle Bande von Tobias Church steckt. Oliver sucht daraufhin Quentin Lance auf, der seit Laurels Tod wieder ein Alkoholproblem entwickelt hat, und bietet ihm an, sich seinem Team anzuschließen. Die öffentliche Einweihung einer Black-Canary-Statue wird schließlich von Church und seiner Gang gestürmt, die Oliver und drei Politiker entführen, mit dem Ziel dadurch Green Arrow anzulocken. Nachdem Church auf Überwachungskameras Hinweise auf sein Versteck hinterlässt, zieht Thea trotz ihres Wunsches, sich vom Kämpfen fernzuhalten, zur Rettung ihres Bruders los und verhilft ihm zur Flucht. Als Thea Oliver anschließend die Tötung seiner Wache, eines korrupten Polizisten, vorwirft und Oliver ihr erklärt, dass er die Zurückhaltung abgelegt habe, steigt sie endgültig aus dem Team aus. Lance stellt Oliver eine Spezialeinheit von vertrauenswürdigen Polizisten zur Verfügung, mit der diesem die Rettung der Geiseln gelingt, auch wenn Church dabei in einem Hubschrauber flieht. Auf Felicitys und Curtis’ Drängen zeigt sich Oliver bereit, „Wild Dog“, bürgerlich Rene Ramirez, ins Team mit aufzunehmen, auf dessen Suche Curtis derweil überfallen wurde. Bei einem Videogespräch mit dem wieder in der Armee dienenden Diggle bekräftigt dieser Oliver die Bildung eines neuen Teams als gute Idee. Eines der Mitglieder der Polizei-Spezialeinheit wird schließlich von einem in Schwarz gehüllten Bogenschützen ermordet. In Russland will Oliver Taianas letzte Bitte erfüllen, den Gangsterboss Konstantin Kovar zu töten, welcher ihre Heimatstadt bedroht. Auf der Suche nach diesem trifft Oliver auf seinen früheren Verbündeten Anatoli, der Mitglied der Bratwa ist und ihm bei seinem Plan helfen will. Um ein Teil der Bratwa zu werden, muss Oliver jedoch zunächst einen Kampf gegen vier Schläger überstehen. |           |                          |                         |                      |                                       |                  |                                                     |                 |
| 94 | 2         | Rekruten                 | The Recruits            | 12. Okt. 2016        | 11. Apr. 2017                         | James Bamford    | Speed Weed & Beth Schwartz                          | 1,94 Mio.       |
| Zur Zusammenstellung seines neuen Teams trifft sich Oliver als Green Arrow im verlassenen H.I.V.E.-Versteck mit Curtis, Rene Ramirez und Evelyn Sharp und unterzieht diese einem harten Training. Als Bürgermeister kann Oliver den Krankenhausbetreiber AmerTek für ein medizinisches Hilfsprojekt gewinnen; dessen Vizepräsident wird in der Nacht jedoch von einem in Lumpen gehüllten Mann angegriffen. Auf einer Veranstaltung für das Projekt, bei dem Oliver seine Rekruten als Wachen einsetzt, taucht erneut der „Ragman“ genannte Angreifer auf, den Rene in die Flucht schlägt, was Oliver daran hindert, ihn zu fangen. Als er aus Wut darüber seine Rekruten für unfähig erklärt und diese anschließend das Team verlassen, rät Felicity ihm, ihnen als Oliver gegenüberzutreten. Nach einem Besuch bei AmerTek belauscht Thea in einer Seitengasse ein Gespräch zwischen der Vorsitzenden und Tobias Church, der Waffen von einer Tochterfirma AmerTeks kaufen will. Bei diesem Waffendeal erscheint daraufhin neben Oliver auch Ragman, der sich an der Vorsitzenden dafür rächen will, dass die Tochterfirma AmerTeks die Atombombe hergestellt hat, die seine Familie in Havenrock getötet hat. Nachdem Oliver ihn davor bewahrt, sie umzubringen, und Church flieht, erfährt er von Ragman dessen Geschichte und bietet ihm einen Platz in seinem Team an. Bei einem Einsatz in Lettland zur Sicherstellung einer Waffe aus Projekt Genesis wurde Diggle derweil von seinem eigenen Vorgesetzten hintergangen, der ihm den versuchten Diebstahl der Waffe anhängen will. Während Oliver die drei Rekruten schließlich mit dem Offenbaren seiner wahren Identität zum Bleiben bewegt, wird Church von dem schwarzen Bogenschützen attackiert, der sich „Prometheus“ nennt und ihm klarmacht, dass Green Arrow „ihm gehöre“. Nach überstandenem Kampf erhält Oliver zusammen mit drei anderen Rekruten der Bratwa die Aufgabe, eine Glocke zu läuten. Da die vier auf dem Weg dorthin aber immer wieder gewaltsam von den Schlägern aufgehalten werden, überredet Oliver die anderen zur Zusammenarbeit, sodass er es mit deren Ablenkung zur Glocke schafft. Dies hat jedoch zur Folge, dass die anderen drei erschossen werden und nur Oliver in die Bratwa aufgenommen wird. |           |                          |                         |                      |                                       |                  |                                                     |                 |
| 95 | 3         | Fehlstart                | A Matter of Trust       | 19. Okt. 2016        | 18. Apr. 2017                         | Gregory Smith    | Ben Sokolowski & Emilio Ortega Aldrich              | 1,79 Mio.       |
| Oliver lässt seine Rekruten, zu denen nun auch Rory Regan (Ragman) gehört, über eine Kamera mitverfolgen, wie er einen Konsumenten der neuartigen Droge „Stardust“ verfolgt und ausfragt. Da er den Ort der Produktionsstätte kennt, Oliver ihnen den Einsatz aber noch verbietet, schleicht sich Rene nur mit Evelyn dorthin und schaltet das Versteck aus. Dabei wirft er dessen Leiter, Derek Sampson, in einen Tank mit einem Gemisch aus Stardust und einer weiteren Substanz. Als Oliver durch den Staatsanwalt Adrian Chase davon erfährt, stellt er Rene zur Rede und erklärt ihm, dass der Staatsanwalt vorhatte, Sampson als Informanten zu nutzen. Bei der Obduktion wacht der für tot gehaltene Sampson auf und entflieht dem Krankenhaus, wobei Oliver feststellt, dass dieser nun schmerzunempfindlich ist. Diggle ist derweil im Gefängnis gelandet, wo er sich eine Zelle mit Floyd Lawton teilt, der sich bei Lylas Besuch jedoch als Einbildung entpuppt. Wie Diggle Lyla offenbart, sieht er seine Inhaftierung als gerechte Strafe für die Ermordung seines Bruders an. Von Felicity dazu ermutigt schenkt Oliver seinen Rekruten das Vertrauen und begibt sich mit ihnen zur Produktionsstätte, zu der Sampson in der Zwischenzeit zurückgekehrt ist, um mehr von der Chemikalie herzustellen, die ihn physisch verändert hat. Zusammen schafft das Team es, Sampson und dessen Gang aufzuhalten, woraufhin Oliver sich bereit erklärt, die Rekruten in den Arrow-Unterschlupf einzuweihen. Nachdem Oliver durch Theas Ankündigung, Quentin Lance als stellvertretenden Bürgermeister einzusetzen, medial unter Druck geraten ist, bestätigt er diese Entscheidung nun öffentlich. Felicity gesteht Rory schließlich, dass sie die Atomrakete damals auf Havenrock umgeleitet hat, und Oliver wird von Lyla aufgesucht, die ihn wegen Diggle um Hilfe bittet. Da Oliver die Brutalität der Bratwa in Frage stellt, zeigt Anatoli ihm, dass die drei getöteten Rekruten Mörder waren. Als Vertrauenstest muss sich Oliver anschließend mit dem Rücken zu mit Messern bewaffneten Mitgliedern drehen, die ihm daraufhin allesamt eine Wunde im Rücken zufügen. |           |                          |                         |                      |                                       |                  |                                                     |                 |
| 96 | 4         | Schuld und Sühne         | Penance                 | 26. Okt. 2016        | 18. Apr. 2017                         | Dermott Downs    | Brian Ford Sullivan & Oscar Balderramaio.           | 1,87 Mio.       |
| Ohne Rory verhindert das Team den Diebstahl einer Box von Kord Industries und übergibt diese und den Täter, einen Handlanger von Tobias Church, an die Polizei. Im Anschluss sucht Oliver Rory auf, der ihm offenbart, dass er sich nach Felicitys Geständnis nicht mehr bereit fühlt, mit ihr im Team zu arbeiten. Trotz Felicitys Einspruch wollen Oliver und Lyla Diggle aus dem Militärgefängnis befreien, wofür Oliver bei Palmer Tech einbricht und eine neu entwickelte Molekülwaffe stiehlt. Lance und Adrian Chase liefern derweil die Box in der Asservatenkammer der Polizei ab, wo diese sich jedoch als Bombe entpuppt, welche Church per Funk zündet. Durch das entstandene Loch in der Wand gelangen er und seine Bande in die Kammer und plündern diese. Auf dem Weg zum Gefängnis stellen sich Oliver Rene, Evelyn und Curtis in den Weg, die er der Reihe nach aber zu Boden wirft. In einem Transporter kann Lyla Oliver daraufhin ins Gefängnis schmuggeln, wo dieser sich anschließend bis zu Diggles Zelle schleicht. Als der Verhörraum, in dem sich Chase, die Polizei-Spezialeinheit und der Dieb befinden, von Church angegriffen wird, zögert das Team, ohne Oliver einzugreifen. Mit Rory, der sich nach einem aufmunternden Gespräch mit Felicity zur Rückkehr entschlossen hat, entscheidet sich das Team für den Einsatz und schafft es, Chase und dessen Kollegen zu retten, wobei Rene allerdings von Church gefangen genommen wird. Im Gefängnis schneidet Oliver unterdessen mit der Palmer-Tech-Waffe ein Loch in den Boden von Diggles Zelle, durch das die beiden nach draußen fliehen, wo sie von Lyla mit einem Flugzeug abgeholt werden. Nachdem er Diggle im verlassenen H.I.V.E.-Versteck unterbringt, kündigt Oliver vor seinem Team an, Rene zu retten, der in der Zwischenzeit in Churchs Unterschlupf gefoltert wird. Auf Anatolis Anweisung lässt Oliver sich festnehmen und in eine Polizeizelle sperren, in der er auf einen Geldwäscher Kovars trifft. Nachdem Oliver dessen Familie droht, gibt dieser eine IP-Adresse Kovars im Darknet preis, woraufhin Oliver ihn, wie von Anatoli verlangt, tötet. |           |                          |                         |                      |                                       |                  |                                                     |                 |
| 97 | 5         | Zielscheibe              | Human Target            | 2. Nov. 2016         | 25. Apr. 2017                         | Laura Belsey     | Oscar Balderrama & Sarah Tarkoff                    | 1,61 Mio.       |
| Nachdem das Team einen Hinweis auf Churchs Unterschlupf findet, gelingt es Felicity, mit diesem einen Transporter in einem Waldstück zu orten, wo Rene gerade von Church gezwungen wird, sein eigenes Grab zu schaufeln. Oliver begibt sich allein dorthin und kann Rene befreien, der im Anschluss gesteht, Church während der Folter Green Arrows wahre Identität offenbart zu haben. Als Bürgermeister kann Oliver die Fernsehreporterin Susan Williams, die ihn aufgrund seiner fehlenden politischen Erfahrung fortlaufend kritisiert, überreden, ihm einen Monat lang die Chance zu geben, sich unter Beweis zu stellen. Vor dem Rathaus wird Oliver daraufhin von einem Auftragskiller Churchs angeschossen und später in einer Pressekonferenz von Lance für tot erklärt. Wie sich jedoch herausstellt, wurde Olivers Tod von einem Doppelgänger mit Maske, Christopher Chance, vorgetäuscht, einem Bekannten von Diggle, der auf solche Einsätze als „menschliche Zielscheibe“ spezialisiert ist. Dank seiner Erfahrungen im Militär schafft es Diggle, Rene dazu zu bringen, sich an Aussagen Churchs in seiner Gefangenschaft zu erinnern, aus denen das Team schlussfolgert, dass Church die Zusammenführung mehrerer Ganganführer an einem Flugplatz plant. Mit Diggle und Chance stürmt das Team dieses Treffen und kann alle Handlanger ausschalten, bevor Oliver Church gegenübertritt, den er im Zweikampf besiegt. Während Oliver anschließend in einer Pressekonferenz sein Überleben bekannt gibt, erfährt Susan Williams von einem Informanten, dass Oliver sich vor fünf Jahren nicht, wie vermutet, auf Lian Yu, sondern in Russland aufhielt. Als Churchs Gefangenentransport schließlich von Prometheus angegriffen wird, versucht Church, ihn zu besänftigen, indem er ihm Green Arrows Identität verrät. Prometheus tötet ihn dennoch. Nach seiner Aufnahme in die Bratwa wird Oliver vom feindseligen Mitglied Viktor in einen Hinterhalt gelockt. Nachdem er diesen mit der Hilfe des getarnten Christopher Chance übersteht, sichert Anatoli ihm seine Hilfe gegen Viktor zu. |           |                          |                         |                      |                                       |                  |                                                     |                 |
| 98 | 6         | Kampfansage              | So It Begins            | 9. Nov. 2016         | 25. Apr. 2017                         | John Behring     | Wendy Mericle & Brian Ford Sullivan                 | 1,95 Mio.       |
| Mit Felicitys Hilfe spüren Oliver und Diggle Churchs Handy auf und stoßen vor Ort auf eine von Prometheus hinterlassene Botschaft mit den Worten „So beginnt es“. Nachdem Prometheus scheinbar willkürlich zwei Menschen wie zuvor auch Church mit Wurfsternen ermordet, beschafft Felicity die Mordwaffe über ihren Liebhaber, den Polizisten Billy Malone, vom Polizeirevier. Als Susan Williams die Nachricht vom „Wurfstern-Killer“ im Fernsehen verbreitet, entsteht aufgrund dessen angeblicher Sichtung in einer Shopping Mall Panik, die Oliver mit seinen Rekruten regeln muss. Felicity entdeckt daraufhin, dass die Namen der beiden Mordopfer Anagramme von Namen von Olivers Liste sind, sodass Oliver gezwungen ist, seine Rekruten über die Liste aufzuklären. Diese reagieren mit Entsetzen auf die „Todesliste“, vor allem Evelyn, die Oliver unterstellt, selbst ein Serienmörder zu sein. Felicity findet schließlich durch die Anagramme weitere mögliche Ziele von Prometheus, die das Team beschützen will, wofür es sich aufteilt. Bei Evelyn, die in einer leeren U-Bahn den Fahrer unter Beobachtung hält, taucht Prometheus auf, den sie in einen Kampf verwickelt. Da sich Prometheus als zu stark erweist, eilt Oliver zur Hilfe und schlägt ihn in die Flucht, bevor er Evelyn und den Fahrer vor einer von Prometheus platzierten Sprengladung retten muss. Im Polizeirevier gesteht Felicity Billy, dass sie die Mordwaffe entwendet hat und außerdem, dass sie für Green Arrow arbeitet. Anschließend berichtet sie Oliver von ihrer Entdeckung, dass der Wurfstern aus seinen eingeschmolzenen Pfeilspitzen besteht, was sie darauf schließen lässt, dass Prometheus Zugang zur Asservatenkammer der Polizei hat. Gleichzeitig wird gezeigt, wie Lance bei sich zuhause mit einem Wurfstern auf dem Tisch und einer Wunde am Arm aufwacht. Nachdem die Bar, in der sich Oliver und Anatoli aufhalten, von Kovars Männern unter Beschuss genommen wird, offenbart Anatoli, dass Kovar ein Feind der Bratwa ist. Oliver soll sich daraufhin als amerikanischer Geschäftsmann mit Interesse an einer Investition in Kovars geplantes Casino ausgeben, um dieses dann mit Bomben zu zerstören. Der Plan geht schief und Oliver gerät in die Gefangenschaft von Kovar. |           |                          |                         |                      |                                       |                  |                                                     |                 |
| 99 | 7         | Der Rächer               | Vigilante               | 16. Nov. 2016        | 2. Mai 2017                           | Gordon Verheul   | Ben Sokolowski & Emilio Ortega Aldrich              | 1,86 Mio.       |
| In der Stadt taucht ein Selbstjustizler auf, der Kriminelle ermordet und bei der Polizei abliefert. Als das Team zu einem Banküberfall eilt, findet es ein Mitglied der vierköpfigen Räuberbande verletzt vor und die Überwachungskamera zeigt, dass auch hier der „Vigilante“ am Werk war, der seine Identität hinter einer Maske mit Skibrille verbirgt. Beim nächsten Banküberfall der Bande erscheint das Team rechtzeitig, um sich dem Vigilante in den Weg zu stellen und ihm klarzumachen, dass sie sein Morden nicht zulassen werden. Nachdem neben dem Vigilante auch dem Anführer der Bande, Eric Dunn, die Flucht gelingt, befragt Staatsanwalt Chase unter der Beobachtung von Oliver eine Komplizin, von der er den Hinweis auf ein Motel bekommt. Dort findet Oliver Dunn, doch gerät der Raum anschließend vom Vigilante unter Beschuss, der zudem durch einen Granatwerfer eine Explosion mit drei unbeteiligten Todesopfern verursacht. Thea sorgt sich derweil um Lance, der sein Alkoholproblem nicht überwinden konnte und ihr offenbart, dass er unter gelegentlichen Gedächtnisverlusten leidet. Bei sich zuhause zeigt er ihr den Wurfstern, den ihm Prometheus augenscheinlich hinterlassen hat, woraufhin Thea Lance überredet, eine Entzugsklinik zu besuchen. Für ein wenig Ablenkung trifft sich Oliver mit Susan Williams auf ihre Einladung in einer Bar, wobei er ihr gesteht, dass das Bürgermeisteramt eine große Herausforderung für ihn darstellt. Auf Diggles Vorschlag fingiert das Team daraufhin einen Banküberfall, um den Vigilante anzulocken. Der Plan geht auf und Oliver verwickelt den Vigilante in einen Kampf, an dessen Ende dieser aber mithilfe einer Rauchbombe entkommt. Oliver liefert Dunn der Polizei aus und geht schließlich noch einmal mit Susan aus. Andernorts trifft sich Evelyn heimlich mit Prometheus. Kovar erklärt Oliver, dass er Taianas Mutter auf ihre Bitte als Haushälterin bei sich arbeiten lässt. Nach einem erfolglosen Fluchtversuch Olivers stellt sich außerdem heraus, dass Kovar sich mit der Bratwa auf eine Kooperation geeinigt hat. |           |                          |                         |                      |                                       |                  |                                                     |                 |
| 100 | 8         | Invasion!                | Invasion!               | 30. Nov. 2016        | 2. Mai 2017                           | James Bamford    | Greg Berlanti Idee: Marc Guggenheim & Wendy Mericle | 3,55 Mio.       |
| Nach der Entführung durch die außerirdischen Dominators befinden sich Oliver, Thea, Diggle, Sara und Ray Palmer in einem komatösen Zustand auf einem Raumschiff. Um sie zu retten, holt Felicity Cisco Ramon mit ins Team, der einen geborgenen Dominator-Gegenstand mitbringt, anhand dessen das Team versucht, den Aufenthaltsort des Raumschiffes zu bestimmen. Da sie für die hohe Alien-Energie einen komplexen Regulator benötigen, spüren sie die Kriminelle Laura Washington auf, die einen solchen gestohlen hat, und schaffen es mit der Hilfe von Flash und Supergirl, dieser den Regulator abzunehmen. Oliver erlebt derweil, wie seine Eltern ihn auf seine bevorstehende Hochzeit mit Laurel vorbereiten und er anschließend mit seinem Vater bei einem Überfall durch Green Arrow gerettet wird. Von blitzartig auftretenden Visionen irritiert sucht Oliver das Arrow-Versteck auf und trifft dort auf Felicity und Green Arrow, hinter dem sich Diggle verbirgt. Als er sie auf Unstimmigkeiten hinweist, reagiert Diggle zunächst wütend, bestätigt ihm später aber, dass etwas nicht stimmt. Im Gespräch wird den beiden klar, dass sie sich in einer Traumwelt befinden, woraufhin sie von Deathstroke angegriffen werden, den die herbeieilende Sara besiegt. Nachdem auch sie die Unwirklichkeit dieser Realität erkennt, weihen sie Ray und Thea ein und beschließen, sich zum Smoak-Technologies-Gebäude zu begeben, hinter dem sie einen Ausgang vermuten. Dabei stellen sich ihnen Malcolm Merlyn, Deathstroke, Damien Darhk und einige „Geister“ in den Weg, die sie aber gemeinsam erledigen können. Im Gebäude angekommen finden sie den Ausgang und betreten ihn, was dazu führt, dass sie wieder aufwachen. Während es dem Team mithilfe des Regulators gelingt, das Raumschiff im Weltraum zu lokalisieren, fliehen Oliver und der Rest mit einem kleineren Raumschiff und werden von der Waverider gerettet. An Bord des Zeitschiffes werden sie von Nate Heywood begrüßt, bevor der Bordcomputer sie darüber benachrichtigt, dass das Dominator-Mutterschiff auf dem Weg zur Erde ist. |           |                          |                         |                      |                                       |                  |                                                     |                 |
| 101 | 9         | Wunden der Vergangenheit | What We Leave Behind    | 7. Dez. 2016         | 9. Mai 2017                           | Antonio Negret   | Wendy Mericle & Beth Schwartz                       | 1,94 Mio.       |
| Seitdem sie von Olivers Liste weiß, hat Evelyn ihre Meinung von ihm geändert und versorgt Prometheus mit Informationen, damit dieser Oliver ausschaltet. Am Rande einer Weihnachtsfeier im Rathaus wird Curtis vor dem Gebäude von Prometheus angegriffen und verletzt, was ihn dazu zwingt, seinem ohnehin schon misstrauischen Ehemann Paul von seiner Arbeit im Green-Arrow-Team zu erzählen. Die Entdeckung des Medikaments Dycloserol in Curtis’ Blut erinnert Oliver an den Pharma-Geschäftsmann Justin Claybourne, welchen er als Namen seiner Liste vor vier Jahren getötet hat, nachdem dieser für den Verkauf von Dycloserol eigens eine Epidemie ausgelöst hat. Auf der Suche nach Hinweisen dringt das Team in die ehemalige Fabrik Claybournes ein, wo Oliver auf Prometheus trifft und sich mit ihm einen Kampf liefert. Als das restliche Team nachrückt, stellt sich Evelyn auf Prometheus’ Seite und offenbart ihre Gesinnung. Nach dem Rückzug des Teams stellt Billy in der Fabrik eigene Nachforschungen an und findet ein altes Babyfoto, das er Felicity per Handy schickt, bevor er von Prometheus gefangen genommen wird. Wie Felicity herausfindet, handelt es sich bei dem Baby um Claybournes unehelichen Sohn, was Oliver darauf schließen lässt, dass Prometheus sich am Mörder seines Vaters rächen will. Da Oliver erkennt, dass Prometheus ihm eine Spur legt, sucht er das Firmengebäude auf, in dem er Claybourne damals getötet hat und ihn nun Prometheus erwartet. Nachdem dieser zunächst in eine andere Etage flieht, sieht Oliver ihn und schießt mehrere Pfeile auf ihn ab, nur um anschließend jedoch festzustellen, dass unter der Maske der geknebelte Billy steckt. Im Versteck berichtet der geschockte Oliver dem Team von den Geschehnissen um Billys Tod. Von Paul vor die Wahl zwischen ihm und dem Team gestellt entscheidet sich Curtis schließlich für letzteres, woraufhin Paul ihn verlässt. Während Oliver bei Susan Trost sucht, wird Diggle von Lyla nach Hause gerufen, wo ihn eine Spezialeinheit in Empfang nimmt. Zurück im Versteck wird Oliver von Laurel begrüßt. |           |                          |                         |                      |                                       |                  |                                                     |                 |
| 102 | 10        | Schöner Schein           | Who Are You?            | 25. Jan. 2017        | 9. Mai 2017                           | Gregory Smith    | Ben Sokolowski & Brian Ford Sullivan                | 1,68 Mio.       |
| Laurel erklärt, dass Sara mit der Waverider in die Vergangenheit gereist ist und mithilfe der fortgeschrittenen Technologie des Zeitschiffs ihre Embolie geheilt hat. Nach einem Besuch bei Diggle, der nach seiner Verhaftung wieder im Gefängnis sitzt, feiert Oliver mit dem restlichen Team eine Party für Laurels Rückkehr. Als der misstrauischen Felicity im Versteck einfällt, dass das S.T.A.R.-Labs-Team einst Black Siren, Laurels böse Doppelgängerin von der Parallelwelt „Erde-2“, gefangen genommen und eingesperrt hat, enthüllt diese ihre wahre Identität und greift Felicity an, woraufhin Oliver sie in die Flucht schlägt. Nachdem sich herausstellt, dass Black Siren von Prometheus aus den S.T.A.R. Labs befreit wurde, erhält Oliver einen Anruf von ihr, in dem sie ihn um ein Treffen bittet. Vor Ort hetzt Felicity jedoch das restliche Team auf Black Siren, was Oliver dazu zwingt, sie zu betäuben und im Unterschlupf in eine Zelle zu sperren. Felicity wirft Oliver anschließend vor, dass er Black Siren nicht als Kriminelle, sondern als Laurel sieht. Durch einen Stromausfall gelingt dieser daraufhin die Flucht, was von Felicity aber beabsichtigt war, da sie Black Siren zuvor mit einem Nanopeilsender versehen hat, der sie nun zu Prometheus führen soll. Das Team spürt Black Siren in einer Lagerhalle zusammen mit Prometheus auf, der allerdings die Flucht ergreift, als Black Siren Felicity bedroht und das Team sie außer Gefecht setzen muss. Von Oliver gebeten, Diggle beim Beweisen seiner Unschuld zu helfen, hat Chase diesen derweil dazu gebracht, ihn zu schlagen, um die vom feindseligen Militärgeneral Walker angestrebte Verlegung Diggles in ein anderes Gefängnis zu verhindern. Black Siren wird schließlich von A.R.G.U.S. in Gewahrsam genommen und Oliver zieht in Betracht, einen Black-Canary-Ersatz ins Team zu holen. Oliver wird zu dem Bratwa-Anführer Gregor gebracht, der ihn mit Gewalt zum Gehorsam zwingen will. Kurze Zeit später wird Oliver von einer kämpfenden Frau namens Talia gerettet. |           |                          |                         |                      |                                       |                  |                                                     |                 |
| 103 | 11        | Zweite Chancen           | Second Chances          | 1. Feb. 2017         | 16. Mai 2017                          | Mark Bunting     | Speed Weed & Sarah Tarkoff                          | 1,91 Mio.       |
| Auf der Suche nach einer Black-Canary-Nachfolgerin schlägt Curtis Oliver eine Frau vor, die als Metawesen ebenfalls ihren Schrei als Waffe einsetzen kann und in Hub City Verbrechen bekämpft. Zunächst besucht Oliver aber Diggle und Chase im Gefängnis, wo letzterer offenbart, dass der NSA eine Fallakte zu Walkers unlauteren Geschäften vorliegt. In Hub City finden Oliver, Curtis und Rene die gesuchte Frau und bieten ihr einen Platz im Team an, den diese allerdings ablehnt. In der Folge identifizieren die drei sie als die ehemalige Polizistin Tina Boland, deren Partner vor drei Jahren beim Teilchenbeschleunigerunfall von einer Drogenhändlergang ermordet wurde. Es gelingt ihnen, Boland in ihrem Unterschlupf aufzuspüren, wo diese ein gefangenes Mitglied der Gang tötet, bevor sie die Flucht ergreift. Da Boland es auf den Anführer der Gang, Sean Sonus, abgesehen hat, lokalisiert Curtis dessen Versteck über GPS, von wo Sonus jedoch mithilfe seiner Metakraft, durch die Manipulation von Schallwellen Orientierungslosigkeit hervorzurufen, flieht. Als Felicity versucht, mit einem Hack an die Walker-Akte zu gelangen, kommt ihr eine andere Hackerin in die Quere, die die Akte bereits für sich beansprucht hat und sie um ein Treffen bittet. Bei diesem entpuppt sich die junge Hackerin als Bewunderin Felicitys aus deren früherer Zeit als Hacktivistin und übergibt ihr einen Datenträger namens „Pandora“, auf dem die Akte gespeichert ist. Nachdem Oliver Boland seine Identität preisgibt, suchen sie gemeinsam eine Drogenlieferung von Sonus auf, bei der Curtis dessen Kräfte mit einem Sonargerät blockt, woraufhin Boland Sonus erschießt. Während Diggle schließlich aufgrund der Akte entlassen wird, nimmt Boland Olivers Angebot, Mitglied des Teams zu werden, an und verrät ihm, dass ihr echter Name Dinah Drake ist. Talia offenbart Oliver, dass sie ihn schon seit Längerem beobachtet und die Meisterin Yao Feis war. Um Olivers Vertrauen zu gewinnen, hilft Talia ihm, einen mit Kovar verbündeten Schwarzmarkt-Schmuggler auszuschalten. Danach ermutigt Talia Oliver, die Liste seines Vaters zu benutzen, um Kriminelle zu jagen, wofür sie ihm Pfeil und Bogen übergibt und ihn auffordert, eine andere Identität anzunehmen. |           |                          |                         |                      |                                       |                  |                                                     |                 |
| 104 | 12        | Grenzgänge               | Bratva                  | 8. Feb. 2017         | 16. Mai 2017                          | Ben Bray         | Oscar Balderrama & Emilio Ortega Aldrich            | 1,61 Mio.       |
| Während Lance nach seinem erfolgreichen Entzug als stellvertretender Bürgermeister zurückkehrt, erfährt das Team davon, dass Walker sich aus den Fängen der Militärpolizei befreit hat und die Genesis-Atomwaffe nun in Russland verkaufen will. Das Team fliegt dorthin und Oliver trifft sich mit Anatoli, der aufgrund von Olivers Ausstieg aus der Bratwa aber nicht gut auf ihn zu sprechen ist. Mit den Informationen des Pandora-Datenträgers kann Felicity einen Kontaktmann Walkers ausfindig machen und diesen erpressen, sodass er Walkers Versteck preisgibt. Dort gelingt Walker zwar die Flucht, doch das Team kann einen seiner Handlanger gefangen nehmen. Zu Olivers Unmut prügelt der ungeduldige Diggle sofort auf diesen ein, und das ohne Erfolg, weshalb Oliver sich gezwungen sieht, die Hilfe von Anatoli anzunehmen. Nachdem er als Gegenleistung dafür zunächst einen verfeindeten Geschäftsmann einschüchtern muss, erscheint Anatoli mit seinem Gefolge beim Team und verrät, dass Walkers Waffenverkauf an einem Flugplatz stattfindet. Dort schaffen es Oliver und Diggle mit Anatolis Männern zwar, die Käufer und Walker aufzuhalten, doch Felicity und Rory entdecken, dass der Countdown der Bombe bereits aktiviert wurde. Da die Lumpen ihn auch vor der Atombombe in Havenrock gerettet haben, umschlingt Rory den Sprengkopf mit seinem Anzug, wodurch es ihm tatsächlich gelingt, die Detonation zu unterdrücken. Sein Anzug ist danach allerdings zerstört, weshalb er dem Team vorerst fernbleiben will. Zurück in Star City schläft Oliver mit Susan, die ihn daraufhin vergeblich über seine Vergangenheit befragt. Wie sich herausstellt, versucht Susan, Beweise für Olivers Mitgliedschaft in der Bratwa zu finden, wobei ihr Partner einen Hinweis darauf gefunden hat, dass es sich bei Green Arrow um Oliver handelt. Talia informiert Oliver über einen Namen auf der Liste, einen Drogenhändler aus Starling City, der sich gerade in der gleichen Stadt aufhält. Auf Talias Anweisung sucht Oliver diesen bei einem Deal auf und tötet ihn. Anschließend begibt sich Oliver zu Anatoli, der in der Zwischenzeit von Gregors Gefolgsleuten zusammengeschlagen wurde und schwer verletzt im Krankenhaus liegt. |           |                          |                         |                      |                                       |                  |                                                     |                 |
| 105 | 13        | Geladen und entsichert   | Spectre of the Gun      | 15. Feb. 2017        | 25. Juli 2017                         | Kristin Windell  | Marc Guggenheim                                     | 1,66 Mio.       |
| Das Rathaus wird Opfer eines Anschlags, bei dem mit Schusswaffen sieben Menschen getötet und weitere verletzt werden. Auf der Suche nach dem Täter entbrennt im Unterschlupf eine Debatte zwischen Curtis, der eine strengere Kontrolle des Waffenbesitzes befürwortet, und Rene, der auf das Recht auf Waffen und Selbstverteidigung pocht. Einer Vermutung von Chase nachgehend sucht Oliver den Anführer des Bertinelli-Clans auf, der seine Beteiligung aber abstreitet, bevor er vom plötzlich auftauchenden Vigilante erschossen wird. Felicity kann den Attentäter schließlich dank der Beschreibung durch Lance, der diesen kurz vor dem Anschlag gesehen hat, als James Edlund identifizieren, dessen Familie vor einiger Zeit bei einem Amoklauf getötet wurde. Da Edlund sich für eine im Stadtrat diskutierte, später aber verworfene Waffenregistrierung in Star City einsetzte, wird dem Team klar, dass er eine solche mit seinen Taten provozieren möchte. Auf einer Pressekonferenz zum Anschlag fällt es Oliver schwer, sich bei der Frage nach dem Waffenbesitz auf eine Seite zu stellen. Um dennoch eine Lösung zu finden, trifft sich Oliver mit der Stadträtin, die sich damals am stärksten gegen die Waffenregistrierung ausgesprochen hatte, und bespricht mit ihr die Situation. Über eine Selbsthilfegruppe, von der Edlund einst Teil war, bringen Rene und Curtis eine Adresse in Erfahrung, bei der sie den Grundriss des Krankenhauses entdecken. Sie informieren Oliver, der dorthin eilt und Edlund gerade noch davor bewahren kann, einen weiteren Anschlag zu verüben. Nachdem er ihn außerdem davon abhält, sich selbst zu erschießen, wird Edlund festgenommen. Unter Zustimmung der Stadträtin beschließt Oliver daraufhin eine gemäßigte Waffenkontrollverordnung, die er anschließend in einer Pressekonferenz bekannt gibt. Wenige Monate vor seinem Beitritt zum Green-Arrow-Team entdeckt Rene den Drogenkonsum seiner Frau Laura und stellt sie zur Rede. Nach dem Besuch eines Football-Spiels kehrt Rene mit seiner Tochter Zoe nach Hause zurück, wo Laura gerade von ihrem Drogendealer mit einer Pistole bedroht wird. Als Rene mit seiner eigenen Pistole auf ihn schießt, löst sich ein Schuss aus der Pistole des Dealers und tötet Laura. Im Anschluss wird Rene das Sorgerecht für Zoe entzogen.                                                          |           |                          |                         |                      |                                       |                  |                                                     |                 |
| 106 | 14        | Der Sündenbock           | The Sin-Eater           | 22. Feb. 2017        | 25. Juli 2017                         | Mary Lambert     | Barbara Bloom & Jenny Lynn                          | 1,55 Mio.       |
| Mit der Hilfe von Felicity kann Oliver die Frau von Justin Claybourne, Mutter von Prometheus, ausfindig machen, die sich zum Schutz ihres Sohnes aber weigert, dessen echten Namen zu verraten. Nachdem Oliver Susans Frage, ob er Green Arrow sei, verneint, muss er sich Liza Warner, China White und Cupid widmen, welche aus einem Gefangenentransport ausgebrochen sind und auf der Suche nach einem Depot mehrere Triaden in ihrem Versteck getötet haben. Über ein Triaden-Mitglied finden Curtis und Rene heraus, dass es sich bei dem Depot um das von Tobias Church hinterlassene Geld handelt. Indem er ihrer Spur folgt, findet Oliver das Trio in einem Unterschlupf, wo er diese aber entkommen lassen muss, da er plötzlich von der Polizei-Spezialeinheit umstellt wird. Oliver kann zwar fliehen, muss am nächsten Tag aber vom Polizeicaptain Pike erfahren, dass die Polizei von einer anonymen Quelle über die Vertuschung der Ermordung Billy Malones durch Green Arrow informiert wurde. Als Susan Oliver offenbart, dass sie wegen Plagiatsvorwürfen entlassen wurde, bezichtigt sie ihn, dahinterzustecken und so seine Entlarvung als Green Arrow verhindern zu wollen. Felicity gesteht Oliver, sich auf Theas Anweisung in Susans Laptop gehackt zu haben, woraufhin Oliver Thea zur Rede stellt und diese sich entschuldigt. Über ein von Warner, White und Cupid als Geisel genommenes Mitglied des Bertinelli-Clans, das sie zum Geldversteck führen soll, kann Felicity die drei auf einem Friedhof orten, wo Oliver diese zusammen mit der auftauchenden Spezialeinheit fassen kann. Aufgrund von Olivers vorangegangener Bitte an Captain Pike lässt dieser Green Arrow gehen. Wie Oliver anschließend im Fernsehen sieht, ist die von ihm angeordnete Vertuschung von Billys Mordfall an die Öffentlichkeit gelangt. Als Oliver merkt, dass sich Gregors Handlanger im Krankenhaus aufhalten, versucht er, mit Anatoli zu fliehen. Dies misslingt jedoch, was dazu führt, dass Gregor Anatoli mit einer Pistole bedroht. |           |                          |                         |                      |                                       |                  |                                                     |                 |
| 107 | 15        | Die Büchse der Pandora   | Fighting Fire with Fire | 1. März 2017         | 1. Aug. 2017                          | Michael Schultz  | Speed Weed & Ben Sokolowski                         | 1,60 Mio.       |
| Aufgrund seiner Vertuschungsaktion wird gegen Oliver ein Amtsenthebungsverfahren eingeleitet, wofür er vom Stadtrat angehört wird. Danach wird Oliver in seinem Auto vom Vigilante angegriffen, was er dank seines Bürgermeisterschutzes leicht verletzt übersteht. Dies veranlasst Prometheus, den Vigilante aufzusuchen und ihn anzuweisen, sich von Oliver Queen fernzuhalten. Daraus entwickelt sich ein Zweikampf, und nachdem Prometheus den Vigilante in die Flucht schlägt, offenbart er sich unter seiner Maske als Adrian Chase. Da Oliver für den Amtsverbleib auf die Stimme eines noch unentschlossenen Stadtrats angewiesen ist, bittet Thea Felicity, mithilfe von Pandora belastendes Material über den Stadtrat zu finden und diesen damit zu erpressen. Als Oliver davon erfährt, verurteilt er dieses Vorgehen und stellt Theas skrupelloses Verhalten in Frage. Um den Stadtrat zufriedenzustellen, beschließt Oliver, in einer Pressekonferenz Green Arrow als Kriminellen zu deklarieren. Die mittlerweile wieder als Polizistin arbeitende Dinah nimmt vom Polizeirevier ein konfisziertes Teil der Maske des Vigilantes mit und bringt es ins Versteck. Mit selbst entwickelten High-Tech-Kugeln kann Curtis das Teil scannen und den Rest der Maske in einem Gebäude gegenüber dem Rathaus orten. Dort bereitet sich der Vigilante gerade darauf vor, Oliver bei seiner Rede mit einem Scharfschützengewehr zu töten, was das Team aber verhindern kann. Auf Olivers Bitte sorgt Felicity dafür, dass Susans Plagiatsvorwürfe entkräftet werden, woraufhin diese sich mit Oliver versöhnt. Der Stadtrat entscheidet sich gegen eine Amtsenthebung und Thea tritt von ihrem Job als Olivers Assistentin zurück. Während sich Felicity mit der Pandora-Hackerin trifft, um ihrer Hacker-Gruppe „Helix“ beizutreten, lauert Chase Susan am Abend an ihrem Auto auf. Um sich Zeit zu verschaffen, stellt Anatoli eine Vertrauensfrage an Gregor, die gemäß den Regeln der Bratwa eine Abstimmung der Mitglieder zur Folge hat. Oliver nutzt die bis dahin verbleibende Stunde, um in Kovars Versteck einzudringen und Unterlagen zu bergen, die zeigen, dass Gregor einen großen Anteil des Geldes aus dem Deal mit Kovar vor den anderen verheimlicht hat. Durch diese Information gewinnt Anatoli die Abstimmung, worauf Gregor mit den ihm treuen Handlangern eine Schießerei anzettelt. |           |                          |                         |                      |                                       |                  |                                                     |                 |
| 108 | 16        | Schachmatt               | Checkmate               | 15. März 2017        | 1. Aug. 2017                          | Ken Shane        | Beth Schwartz & Sarah Tarkoff                       | 1,53 Mio.       |
| Da Oliver Prometheus’ Kampftechnik von Talia wiedererkannt hat, sucht er diese in einem Kloster in den Bergen auf. Wie sie ihm erklärt, hat sie Prometheus ausgebildet, weil auch sie sich an Oliver für den Tod ihres Vaters, Ra’s al Ghul, rächen will. Außerdem offenbart sie ihm, dass es sich bei Prometheus um Adrian Chase handelt. Zurück in Star City konfrontiert Oliver Chase als Green Arrow, doch dieser warnt ihn, dass die von ihm entführte Susan ohne seine Versorgung sterben werde. In der Hoffnung auf Beweise gegen Chase dringen Oliver und Diggle daraufhin in sein Haus, Curtis und Dinah in das seiner Mutter ein, und während erstere nur auf dessen ahnungslose Frau stoßen und kurz darauf vor der Polizei fliehen müssen, finden letztere lediglich ein Video, das zeigt, wie Prometheus Susan gefangen hält. Nachdem Felicity dank Helix herausfindet, dass Chase’ Geburtsname Simon Morrison lautet, überbringt Oliver Captain Pike einen Datenträger mit Informationen über Chase’ falsche Identität. Pike wird anschließend jedoch vom verhüllten Chase niedergestochen und fällt ins Koma. Mithilfe einer Kamerasoftware von Helix kann Felicity schließlich den Raum in Prometheus’ Video lokalisieren und das Team zu einem leerstehenden Wohngebäude führen. Im Inneren findet Oliver Susan und befreit sie, bevor er auf Prometheus trifft, der vor ihm seine Maske abnimmt. In Erwartung dieses Moments hat das Team Chase’ Frau mitgenommen, die nun voller Entsetzen von der Geheimidentität ihres Mannes erfährt. Nach ihrem Versuch, ihn zu besänftigen, tötet Chase seine Frau mit einem Messer und besiegt Oliver mit der Hilfe der plötzlich auftauchenden Talia. Das restliche Team, das durch Sprengfallen ausgebremst wurde, kommt zu spät und kann nicht verhindern, dass Oliver gefangen genommen wird. Bei der Schießerei überleben auf Anatolis Seite nur er, Oliver und Viktor, die daraufhin den Plan fassen, den Rückzugsort von Gregor, ein Eishockeystadion, zu infiltrieren. Mit einem Überraschungsangriff gelingt es ihnen, seine Handlanger auszuschalten und bis zu Gregor vorzudringen, den Oliver mit einem Pfeil verletzt. |           |                          |                         |                      |                                       |                  |                                                     |                 |
| 109 | 17        | Hinter der Maske         | Kapiushon               | 22. März 2017        | 8. Aug. 2017                          | Kevin Tancharoen | Brian Ford Sullivan & Emilio Ortega Aldrich         | 1,38 Mio.       |
| In seinem Versteck beginnt Chase, Oliver zu foltern, mit der Forderung zu „gestehen“, auch wenn Oliver zunächst nicht weiß, was. Nach einiger Zeit bringt Chase die von Schlägen gezeichnete Evelyn in die Zelle und verlangt von den beiden, einen Kampf um Leben und Tod auszutragen. Als Chase später zurückkehrt und beide noch leben, bricht er Evelyns Genick und führt Oliver all dessen getötete Opfer vor Augen, womit er ihn zu dem gewünschten Geständnis bringt: am Töten Spaß gehabt zu haben und die Liste als Vorwand benutzt zu haben. Nachdem außerdem klar wird, dass Chase Evelyn nur zum Schein getötet hat und noch immer mit ihr zusammenarbeitet, lässt er Oliver gehen, der bei seiner Rückkehr zum Team verkündet, seine Aktivität als Green Arrow einzustellen. Oliver und Anatoli bringen Gregor in ihr Versteck, wo er seinen Verletzungen erliegt, womit Anatoli dessen Platz als Kovars Geschäftspartner einnimmt. Bei einem Treffen deutet Kovar Anatoli gegenüber an, die russische Regierung stürzen zu wollen, wofür er, wie Anatoli entdeckt, eine Lieferung am Hafen erhalten hat. Vor Ort findet Anatoli mit Oliver, Viktor und weiteren Bratwa-Kameraden Ladungen hochgiftigen Saringases, das Kovar und seine Handlanger nach ihrem plötzlichen Erscheinen jedoch an sich nehmen, bevor sie fliehen. Durch die Folter eines zurückgelassenen Handlangers per Häutung erfährt Oliver, dass Kovar mit dem Sarin führende Politiker bei der Eröffnung seines neuen Casinos töten will. Von Taianas Mutter Galina, die er von der Bösartigkeit Kovars überzeugt, erhält Oliver Schlüssel zum Casino, zu dem er sich und seinen Mitstreitern am Abend der Veranstaltung Zutritt verschafft. Während Oliver in einem Raum die von Kovar getötete Galina entdeckt, wird Anatoli von Viktor verraten, der ihn in die Arme von Kovars Gefolgsleuten führt. Als Kovar daraufhin das Sarin in den Aufenthaltsbereich leiten lässt, wird Viktor getötet, doch Oliver schafft es, zu den Gasflaschen zu gelangen und diese zu verschließen, bevor weitere Menschen sterben. Im anschließenden Zweikampf mit Kovar rammt er diesem ein Messer in den Bauch und besiegt ihn somit, wofür Oliver später ein Bratwa-Tattoo erhält. Wie sich allerdings zeigt, hat Kovar überlebt, was Malcolm Merlyn, der ihm zuvor das Sarin beschafft hatte, interessiert in Augenschein nimmt.          |           |                          |                         |                      |                                       |                  |                                                     |                 |
| 110 | 18        | Kaltgestellt             | Disbanded               | 29. März 2017        | 8. Aug. 2017                          | JJ Makaro        | Rebecca Bellotto                                    | 1,55 Mio.       |
| Der psychisch angeschlagene Oliver bittet seine Teammitglieder, mit ihrer Arbeit aufzuhören, was diese aber nicht befolgen. Stattdessen findet Felicity dank Helix die Aufnahme einer Überwachungskamera, auf der Chase als Prometheus seine Maske abnimmt, allerdings mit einem verpixelten Gesicht. Oliver möchte die Bratwa nutzen, um Chase zu töten, wofür Anatoli aber eine Gegenleistung fordert. Als das Team sich daraufhin um einen Einbruch in einem Forschungslabor kümmert, trifft es auf die Bratwa um Anatoli, der Diggle erklärt, dass er wegen Oliver hier ist. Diggle stellt Oliver aufgrund seiner Zusammenarbeit mit der Bratwa zur Rede, doch dieser fordert ihn auf, sich von ihm fernzuhalten. Da Diggle Chase aber auf legalem Weg ausschalten will, vereitelt er mit dem Team einen Anschlag der Bratwa auf den im Auto sitzenden Chase. Dieser erhält daraufhin Zeugenschutz und wird außerhalb der Stadt gebracht. Curtis, der von Felicitys Entdeckung bei Helix erfahren hat, ist es gelungen, bei dem Einsatz Chase sein von Kord Industries stammendes Gerät abzunehmen, mit dem dieser sein Gesicht verpixelt hat. Diggle schafft es schließlich, Oliver zu überreden, auf die Hilfe der Bratwa zu verzichten, doch Anatoli kündigt vor Oliver an, nicht ohne einen Gewinn abzuziehen. Nachdem die Bratwa in ein weiteres Labor einbricht, begibt sich Oliver mit seinem Team dorthin und es gelingt ihnen, den Diebstahl zu verhindern und Geiseln zu retten. Felicity und Curtis sind derweil bei Kord Industries eingedrungen und haben die Technologie gefunden, mit der sie Chase’ Gesicht im Video entpixeln können. Oliver verträgt sich wieder mit seinem Team und Dinah leitet das Video an die Polizei weiter, die anschließend den Befehl gibt, Chase zu verhaften. Dieser tötet seine Bewacher jedoch und fährt unbehelligt nach Star City zurück. Oliver plant, nach Lian Yu zurückzukehren, und ermutigt Anatoli, mit der Bratwa wieder wie ursprünglich Menschen zu helfen. Um kranke Kinder mit fehlenden Medikamenten zu versorgen, stehlen die beiden welche mit der Bratwa und überbringen sie ihnen. |           |                          |                         |                      |                                       |                  |                                                     |                 |
| 111 | 19        | Gefährliche Liebende     | Dangerous Liaisons      | 26. Apr. 2017        | 15. Aug. 2017                         | Joel Novoa       | Speed Weed & Elizabeth Kim                          | 1,36 Mio.       |
| Chase ist untergetaucht und wird mittlerweile auch von A.R.G.U.S. gesucht, wofür Lyla mit dem Team zusammenarbeitet. Nachdem Felicity bei Helix mit ihrer Ansprechpartnerin Alena herausfindet, dass Chase einen Informanten innerhalb von A.R.G.U.S. hat, lässt Alena diesen in einem manipulierten Fahrstuhl zu Tode kommen und nimmt ihm einen Schlüssel ab. Wie sie der vorwurfsvollen Felicity erklärt, benötigt Helix diesen zusammen mit einem anderen zur Befreiung des von A.R.G.U.S. gefangen gehaltenen Hackers Cayden James, welcher eine Technologie entwickelt hat, mit der jeder Mensch, so auch Chase, über den Herzschlag lokalisiert werden kann. Da Lyla ahnt, dass die A.R.G.U.S.-Agentin mit dem zweiten Schlüssel Helix’ nächstes Ziel ist, schickt sie das Team zu dieser, die gerade von Helix-Söldnern überfallen wird. Obwohl das Team den Söldnern Einhalt gebieten kann, lässt es sie auf Felicitys dringliche Anweisung mit dem Schlüssel gehen. Im Unterschlupf missbilligen Oliver, Diggle und Lyla daraufhin Felicitys Verstrickung mit Helix, was diese jedoch als einzige Möglichkeit sieht, Chase zu fassen. Um den Befreiungsversuch James’ durch Helix abzuwehren, positioniert Lyla das Team am A.R.G.U.S.-Gebäude, wo sich James allerdings gar nicht befindet. Helix durchschaut diese Finte und erreicht den tatsächlichen Aufenthaltsort James’, ein geheimes A.R.G.U.S.-Gefängnis an anderer Stelle, aus dem sie ihn mithilfe der Schlüssel befreien. Das Team kommt zu spät und muss Helix mit James ziehen lassen. Entgegen Renes Willen hat Lance unterdessen ein Treffen zwischen ihm und seiner Tochter Zoe arrangiert in dem Bemühen, Rene das Sorgerecht über sie wiederzubeschaffen. Felicity findet das Helix-Versteck schließlich verlassen vor und erfährt über einen Bildschirm von Alena, dass Helix sich von Felicity aufgrund ihrer Verbindung zu Green Arrow fernhalten will. Als Dank für ihre Hilfe hat Helix ihr aber James’ Ortungsgerät hinterlassen, mit dem Felicity Chase anschließend im Beisein von Oliver lokalisieren kann, und zwar im Unterschlupf bei ihnen. |           |                          |                         |                      |                                       |                  |                                                     |                 |
| 112 | 20        | Im Untergrund            | Underneath              | 3. Mai 2017          | 15. Aug. 2017                         | Wendey Stanzler  | Wendy Mericle & Beth Schwartz                       | 1,36 Mio.       |
| Mit einem EMP sorgt Chase für den Ausfall sämtlicher elektronischer Geräte im Versteck, wie dem Fahrstuhl oder Felicitys Biostimulator, wodurch sie nun nicht mehr laufen kann. Während Oliver feststellt, dass Chase bereits verschwunden ist, entdeckt Curtis, dass sich der oberirdische Zugang zum Versteck nicht öffnen lässt, und ruft das Team herbei. Bei seinem Versuch, den Fahrstuhlschacht hochzuklettern, wird Oliver von einer Sprengfalle Chase’ zu Fall gebracht, wobei er sich verletzt. Auf Felicitys Vorschlag versuchen die beiden anschließend, den Verbrennungsmotor von Olivers Motorrad als Energiequelle zu nutzen, was allerdings fehlschlägt und ein Leck in der Gasleitung verursacht, aus der daraufhin giftiges Methan austritt. Anhand der Pläne entdeckt Oliver einen Versorgungsschacht, in dem er sich und Felicity zwar vor dem Methan in Sicherheit bringen kann, aufgrund seiner Verletzung aber das Bewusstsein verliert. Lyla bringt dem Team derweil Kopien von Curtis’ High-Tech-Kugeln aus der A.R.G.U.S.-Zentrale, mit denen sie zu einer Wand in der Nähe von Oliver und Felicity fliegen und diese sprengen. Nachdem Oliver wiedererwacht, finden er und Felicity hinter dem Loch einen unterirdischen Gang, der sie zu einem Schacht führt. An dessen oberer Öffnung kommt den beiden Diggle entgegen, der an eine Leiter springen muss, um in ihre Nähe zu gelangen. Da die Leiter jedoch nicht lang genug ist, muss Oliver mit Felicity auf dem Rücken eine Leiter auf der gegenüberliegenden Seite besteigen und zum mit einem Seil gesicherten Diggle springen, der sie nach oben zieht. Das Team kommt im A.R.G.U.S.-Quartier unter, wo Curtis Felicitys Biostimulator reaktiviert und Oliver medizinisch versorgt wird. Chase hat unterdessen Olivers Sohn, William, aufgespürt und spricht ihn auf der Straße an. In der Zeit nach Darhks Tod und vor Prometheus’ Auftauchen bemerkt Curtis, dass Oliver und Felicity sich wieder näher kommen, und arrangiert ein Abendessen der beiden im Versteck. Obwohl sie anschließend miteinander Sex haben, bleibt Felicity bei ihrem Gefühl, Oliver vertraue ihr nicht, und lehnt eine erneute Beziehung ab. |           |                          |                         |                      |                                       |                  |                                                     |                 |
| 113 | 21        | Das Erbe der Väter       | Honor Thy Fathers       | 10. Mai 2017         | 22. Aug. 2017                         | Laura Belsey     | Marc Guggenheim & Sarah Tarkoff                     | 1,65 Mio.       |
| Unter seinem Geburtsnamen schickt Chase eine Kiste mit den einbetonierten Gebeinen des 2002 getöteten Stadtrats Henry Goodwin in das Rathaus, an denen die Polizei DNA-Spuren von Robert Queen findet. Während Oliver der zurückgekehrten Thea beteuert, dass Chase seinem Vater lediglich etwas anhängen will, findet Felicity anhand des Betons heraus, in welchem Gebäude Goodwin damals getötet wurde. In diesem tappen Oliver und Diggle in eine Betonfalle, aus der sie von Curtis und Dinah gerettet werden müssen. Da in der Zwischenzeit alle von Chase als Staatsanwalt angeklagten Kriminellen freigelassen wurden, hat Derek Sampson aus einem Labor zwei Chemikalien gestohlen, die Justin Claybourne damals zusammen mit einer dritten für seine Epidemie genutzt hat. Nachdem Lance herausfindet, dass Goodwin und Claybourne früher denselben Anwalt hatten, übergibt dieser Oliver bei einem Treffen einen Datenträger von Chase. Anschließend eilt Oliver mit seinem Team zu einem Einbruch in ein Chemielabor, wo sie Sampson davon abhalten, eine weitere Chemikalie zu stehlen. Danach sieht sich Oliver auf Theas Bitte die auf dem Datenträger vorliegenden Überwachungsaufnahmen an, welche zeigen, wie Robert Goodwin nach einem Streit in eine Betongrube stößt. Felicity und Curtis entdecken derweil, dass Chase mit den von Sampson gestohlenen Chemikalien einen Kampfstoff herstellen will und können dessen Emissionen lokalisieren. Vor Ort kann das Team Sampson und seine Handlanger aufhalten, und Oliver trifft auf Chase, mit dem er sich einen Zweikampf liefert. Als Oliver Chase offenbart, dass dessen Vater ihn aufgrund seines psychopathischen Verhaltens verstoßen wollte, gibt Chase auf und bietet Oliver an, ihn zu töten. Dieser schlägt ihn jedoch nur K.o. und übergibt ihn A.R.G.U.S. In einem Propellerflugzeug fliegen Oliver und Anatoli nach Lian Yu, wo sie sich voneinander verabschieden, damit Oliver bald von von Anatoli bestochenen Fischern gefunden wird. Dazu kommt es zunächst allerdings nicht, da Konstantin Kovar mit seinem Gefolge auftaucht und Oliver gefangen nimmt. |           |                          |                         |                      |                                       |                  |                                                     |                 |
| 114 | 22        | Vermisst                 | Missing                 | 17. Mai 2017         | 22. Aug. 2017                         | Mairzee Almas    | Speed Weed & Oscar Balderrama                       | 1,44 Mio.       |
| Nach Olivers Geburtstagsfeier, bei der Dinah nicht anwesend ist, sucht Curtis ihre Wohnung auf, wo er feststellt, dass eingebrochen wurde, bevor er niedergeschlagen wird. Als Oliver und Diggle nachkommen, finden sie weder Curtis noch Dinah, dafür aber ein Indiz, das auf Talia al Ghul schließen lässt. Während Oliver zur Sicherheit Thea und Quentin in einem A.R.G.U.S.-Safehouse unterbringen lässt, entdeckt Felicity, dass Black Siren aus ihrem A.R.G.U.S.-Gefängnis entkommen konnte. Diese dringt auch sogleich mit Evelyn in das Safehouse ein, wo sie Thea und Quentin betäuben und entführen können. Nachdem Oliver Diggle und Felicity bittet, weit wegzufahren, stattet er Chase einen Besuch in der A.R.G.U.S.-Zelle ab, bei dem dieser ihm mit Olivers Freunden als Druckmittel ein Zeitlimit setzt, bis zu dem er ihn freilassen soll. Zurück im Unterschlupf trifft Oliver auf Merlyn, der ihm helfen will, Thea zu retten. Bei ihrer Fahrt im Auto werden Diggle und Felicity von Talia und ihren Assassinen gestoppt, die sie gefangen nehmen. Oliver und Merlyn finden das verunfallte Auto, doch zum Unverständnis von Merlyn weigert sich Oliver, Chase’ Forderung nachzukommen. Erst ein Videoanruf, in dem er den entführten William sieht, ändert Olivers Meinung, woraufhin er Chase zusammen mit Merlyn im Kampf gegen die A.R.G.U.S.-Soldaten befreit. Gezwungenermaßen lässt Oliver Chase mit einem Helikopter fliehen, dessen Flugrichtung er allerdings über Felicitys Satellitensoftware nachverfolgen kann. Zum Missfallen von Merlyn holt Oliver als Verstärkung Nyssa mit ins Team und zusammen fliegen die drei nach Lian Yu, wo Chase mit seinem Gefolge und den gefesselten Felicity, Diggle, Thea, Quentin und Curtis auf Oliver wartet. Um sein Team noch weiter zu verstärken, holt Oliver schließlich Slade Wilson aus seinem Gefängnis. Kovar verabreicht Oliver eine Droge, die bei Berührung seiner Narben den Schmerz hervorruft, unter dem diese entstanden sind. Anschließend sperrt Kovar Oliver in eine Zelle und überlässt ihm eine Pistole mit einer Patrone, die er laut Kovar dafür verwenden werde, um sich von den psychischen Qualen der Droge zu erlösen. Eine Halluzination Yao Feis drängt Oliver dazu, sich zu erschießen, doch eine Halluzination Laurels hält ihn davon ab und bringt ihn dazu, mit dem Schuss die Zellentür zu öffnen.    |           |                          |                         |                      |                                       |                  |                                                     |                 |
| 115 | 23        | Lian Yu                  | Lian Yu                 | 24. Mai 2017         | 22. Aug. 2017                         | Jesse Warn       | Wendy Mericle & Marc Guggenheim                     | 1,72 Mio.       |
| Neben Slade lässt Oliver auch Digger Harkness frei, und nachdem Olivers Flugzeugs durch eine Rakete zerstört wird, finden sie im Wald die in Käfigen eingesperrten Felicity, Thea, Curtis und Samantha. Dies offenbart sich als Falle von Evelyn, Talia und Harkness, in der Oliver die letzteren beiden aber mit der Hilfe von Slade, Merlyn und Nyssa in die Flucht schlagen kann. Während Oliver daraufhin mit Slade und Nyssa die übrigen Gefangenen befreien will, schickt er den Rest auf die Suche nach Chase’ Flugzeug. Dabei tritt Thea auf eine Landmine, vor der Merlyn sie rettet, indem er sie zur Seite stößt und selbst den Druck ausübt. Als Harkness sich mit Assassinen nähert, entfernt sich die Gruppe von Merlyn, der anschließend vor Harkness die Explosion auslöst. Oliver, Slade und Nyssa folgen Talias Spur zu einem Tempel, in dem Diggle, Quentin, Rene und Dinah festgehalten werden. Im Innern schlägt Slade Oliver K.o. und lässt ihn von Black Siren zu den Gefangenen sperren, was sich jedoch als Teil eines Plans entpuppt, da Oliver Dinah nun ihr Kanarienschrei-Gerät überbringen kann. Mit diesem befreit sie die Teammitglieder von den Fesseln, woraufhin sie auf Chase und sein Gefolge treffen und ein großer Kampf entsteht. Das Quartett um Felicity findet derweil Chase’ Flugzeug, entdeckt dabei aber, dass dieser die gesamte Insel mit Sprengstoff versehen hat. Über Funk warnt Felicity Oliver davor, dass die Sprengsätze detonieren, wenn Chase stirbt, was dieser zur Flucht nutzt. Oliver verfolgt ihn bis auf ein Boot, auf dem Chase schließlich William zum Vorschein bringt und Oliver vor die Wahl stellt, entweder William oder sein Team sterben zu lassen. Oliver schafft es zwar, William aus Chase’ Mangel zu befreien, doch als Reaktion darauf erschießt Chase sich, wodurch die gesamte Insel in Explosionen aufgeht. Auf der Flucht vor Kovars Handlangern kann Oliver einige von ihnen überwältigen und ihnen ihre Waffen abnehmen. Mit einem Sturmgewehr bringt er daraufhin den Helikopter zum Absturz, in dem Kovar ihn jagt, und bricht diesem an der Absturzstelle das Genick. Anschließend eilt Oliver zur Küste und macht die Fischer mit einem Leuchtfeuer auf sich aufmerksam, sodass diese ihn an Bord ihres Bootes bringen, wo er in einem Telefonat mit seiner Mutter seine Rückkehr nach Starling ankündigt.                |           |                          |                         |                      |                                       |                  |                                                     |                 |

## Staffel 6
Die Erstausstrahlung der sechsten Staffel war vom 12. Oktober 2017 bis zum 17. Mai 2018 auf dem US-amerikanischen Sender The CW zu sehen. Die deutschsprachige Erstausstrahlung sendet der deutsche Pay-TV-Sender RTL Crime seit dem 7. August 2018.
| Nr. (ges.) | Nr. (St.) | Deutscher Titel                                    | Originaltitel              | Erstausstrahlung USA | Deutschsprachige Erstausstrahlung (D) | Regie              | Drehbuch                                                                | Zuschauer (USA) |
| --- | --------- | -------------------------------------------------- | -------------------------- | -------------------- | ------------------------------------- | ------------------ | ----------------------------------------------------------------------- | --------------- |
| 116 | 1         | Oliver und William                                 | Fallout                    | 12. Okt. 2017        | 7. Aug. 2018                          | James Bamford      | Marc Guggenheim & Wendy Mericle                                         | 1,52 Mio.       |
| Fünf Monate nach den Geschehnissen auf Lian Yu hindert Oliver mit seinem Team den Gangster Alex Faust daran, eine Rakete auf Star City abzufeuern. Zuhause hat Oliver Schwierigkeiten, eine väterliche Beziehung zu William aufzubauen, der Oliver die Schuld am Tod seiner Mutter gibt. Das Polizeirevier wird Opfer eines Anschlags, bei dem Black Siren mit dem im Verhörraum sitzenden Faust und einer Bande von Söldnern mehrere Polizisten tötet und das Revier in die Luft sprengt. Mit der Hilfe von Lyla bei A.R.G.U.S. kann das Team Laurel und die Söldner aufspüren und stoppt sie in einem Van auf der Straße, woraus ein Kampf entsteht, in dem Rene angeschossen wird und im Krankenhaus landet. Nach der Flucht Black Sirens führt ein Hinweis aus dem Van Diggle und Dinah zu einem Versteck, in dem sie den Lageplan des Rathauses finden, wo eine Feier der Polizei stattfinden soll, die sie für das nächste Anschlagsziel halten. Quentin offenbart dem Team, dass er Black Siren vor fünf Monaten auf Lian Yu nicht, wie behauptet, tot aufgefunden, sondern selber im Kampf erschossen hat, weshalb er Rache als ihr Motiv vermutet. Da Curtis und Felicity Sprengstoffdetektoren entwickelt haben, die sie bedienen müssen, gehen sie mit auf die Feier, während Diggle allein im Unterschlupf zurückbleibt. Dies nutzt Black Siren für einen Angriff, und als das Team zurückkehrt, können sie sie in die Flucht schlagen. Rene wird wieder aus dem Krankenhaus entlassen, wo Oliver Thea besucht, die seit Lian Yu im Koma liegt. Slade erscheint und dankt Oliver für die Hilfe dabei, seinen eigenen Sohn aufzuspüren. Während Curtis feststellt, dass Black Siren aus dem Unterschlupf den Prototyp einer seiner High-Tech-Kugeln („T-Spheres“) gestohlen hat, taucht im Fernsehen ein Foto von Oliver auf, das ihn als Green Arrow ohne Maske zeigt. Mit der Hilfe von Slade finden Felicity, Diggle, Curtis, Quentin, Rene und Dinah in Chase’ Flugzeug vor den Explosionen Schutz, doch Samantha wird auf der Suche nach William von diesen getötet. Thea, die deren Verfolgung aufgenommen hat, wird ebenfalls schwer verletzt. Im Anschluss treffen Quentin und Dinah im Tempel auf Black Siren, auf die Quentin aus Notwehr schießt. Später wird Black Siren von einem unbekannten Mann gerettet.                                   |           |                                                    |                            |                      |                                       |                    |                                                                         |                 |
| 117 | 2         | Von Gefahr zu Gefahr                               | Tribute                    | 19. Okt. 2017        | 14. Aug. 2018                         | Laura Belsey       | Marc Guggenheim & Beth Schwartz Idee: Adam Schwartz                     | 1,51 Mio.       |
| Vor der Presse streitet Oliver ab, Green Arrow zu sein, und deklariert das Foto als Fälschung; nichtsdestotrotz ermittelt die FBI-Agentin Samanda Watson gegen ihn. Bei der Führung über ein Grundstück, auf dem ein markovianisches Unternehmen einen Standort plant, muss Oliver als Bürgermeister mit ansehen, wie die markovianischen Geschäftsmänner von der Bratwa rund um Anatoli entführt werden. Im Anschluss fordert die Bande ein Lösegeld von 20 Millionen Dollar, die gleiche Summe, die für den Wiederaufbau des Polizeireviers veranschlagt ist. Felicity und Curtis gelingt es, ein Restaurant der Bratwa ausfindig zu machen, aus dem das Team die Geiseln befreien kann, unter denen allerdings der Geschäftsführer Alec Tarkov fehlt. Parallel muss Oliver sich um William kümmern, der beklagt, dass Oliver so wenig Zeit für ihn hat und als Green Arrow ständiger Gefahr ausgesetzt ist. Oliver erhält einen Videoanruf von Anatoli, der ihm den vergifteten Tarkov zeigt und ihm drei Stunden bis zur Geldübergabe gibt. Anhand von Tarkovs Ausschlag erkennt das Team, dass es sich um das Gift Tetrodotoxin handelt, und Oliver schickt Diggle zu seiner befreundeten Ärztin im Krankenhaus, welche ihm ein Gegenmittel überreicht. Da Dinah Diggles Probleme beim Schießen mit der Pistole bemerkt hat, gesteht dieser ihr eine Verletzung an den Nerven, die er sich durch die Explosionen auf Lian Yu zugezogen hat. Felicity schafft es, Anatolis Versteck zu lokalisieren, wo das Team dessen Handlanger besiegt und Oliver dem gefesselten Tarkov das Gegenmittel injiziert. Als Anatoli diesen jedoch erschießt, stellt Oliver seine Ehre in Frage, was Anatoli zurückweist. Mit der Erklärung Anatolis, er habe das Green-Arrow-Foto nicht veröffentlicht, lässt Oliver ihn gehen. Später soll Oliver von Agent Watson verhört werden, doch indem Felicity und Curtis dem Fernsehsender Beweise für die Fälschung des Fotos zukommen lassen, wird Oliver von dem Vorwurf entlastet. Um William als Vater besser gerecht zu werden, bittet Oliver Diggle, die Rolle des Green Arrow zu übernehmen, was dieser annimmt. |           |                                                    |                            |                      |                                       |                    |                                                                         |                 |
| 118 | 3         | Tod für die Stadt                                  | Next of Kin                | 26. Okt. 2017        | 21. Aug. 2018                         | Kevin Tancharoen   | Speed Weed & Oscar Balderrama                                           | 1,34 Mio.       |
| Mit Diggle als Green Arrow und ohne Oliver gelingt es dem Team in einem nächtlichen Einsatz, Alex Faust zu fassen. Agent Watson lässt Oliver wissen, dass sie ihre Ermittlungen gegen Green Arrow trotz der Fälschung nicht einstellt. Nachdem bei einem Einbruch bei Kord Industries mehrere Mitarbeiter getötet werden, findet das Team heraus, dass die Täter Informationen über den Transport eines Giftgases heruntergeladen haben. Als sie diesen in der Nacht begleiten, schaffen es die Angreifer, das Team vorübergehend außer Gefecht zu setzen und, aufgrund eines zögernden Diggles, sowohl die Gasbehälter zu stehlen als auch den LKW in ein Gebäude steuern. Durch die Gesichtserkennung identifiziert Felicity die Anführerin der Bande als Onyx Adams, eine ehemalige CIA-Agentin, die bei ihrem Einsatz im Militär große Mengen Geld gestohlen hat. Außerdem entdeckt Felicity, dass Onyx’ Einheit damals aus acht Soldaten bestand, von denen fünf sich ihr in ihrem Beutezug anschlossen. Von den anderen drei hat sie bereits zwei mit Giftgas getötet, weshalb das Team den dritten, Rob Reynolds, nun beschützen will. Von Rene auf Diggles Zögern angesprochen spricht Oliver Diggle Mut zu und erzählt ihm, dass er nur dank ihm vor vielen Jahren zu einem verantwortungsvollen Arrow geworden ist. Curtis spürt Reynolds in einem Hotel auf, wo das Team aber nicht verhindern kann, dass Onyx das Gas freisetzt. Während Dinah das Gas mit ihrem Kanarienschrei von den Menschen fernhält, bewahrt Diggle Onyx davor, den fliehenden Reynolds zu töten, und schlägt sie K.o. Im Anschluss übergeben Felicity und Curtis Diggle eine Armbrust, die Pfeile verschießt. Um einem im Stadtrat diskutierten Gesetzentwurf, der vorsieht, maskierte Selbstjustizler zu verfolgen, entgegenzuwirken, nutzt Oliver die Möglichkeit seines Amtes, daraus ein Referendum zu machen. Später bedankt sich Oliver bei Felicity dafür, dass sie William erfolgreich Nachhilfe gegeben hat, und die beiden gehen wieder eine Beziehung ein. Wie sich herausstellt, nimmt Diggle für die Unterdrückung seines Tremors heimlich Drogen. |           |                                                    |                            |                      |                                       |                    |                                                                         |                 |
| 119 | 4         | Black Siren tötet taktisch                         | Reversal                   | 2. Nov. 2017         | 28. Aug. 2018                         | Gregory Smith      | Sarah Tarkoff & Emilio Ortega Aldrich                                   | 1,33 Mio.       |
| Das Team untersucht zwei scheinbar willkürliche Morde von Black Siren, bei denen die Opfer ein unauffälliges Leben führten. Felicity erhält in ihrer Wohnung Besuch von Alena, die ihr erzählt, dass Cayden James etwas plant, was hohe Opferzahlen hervorbringen würde. Um sich im Helix-Unterschlupf in James’ System hacken zu können, benötigen die beiden ein spezielles Laufwerk, welches Alena von einem Hacker in einem Club bekommen will. Dort schaltet der verkleidete Oliver dessen aggressive Handlanger aus, nachdem er Felicity – sehr zu ihrem Missfallen – heimlich verfolgt hat, um sie zu beschützen. Das Team ist inzwischen dabei gescheitert, einen dritten Mord von Black Siren zu verhindern, und entdeckt, dass sie von allen drei Mordopfern Fingerabdrücke nahm. Mit dem Laufwerk aus dem Club suchen Felicity und Alena den verlassenen Helix-Unterschlupf auf, wo sie allerdings von Black Siren, Cayden James und deren Söldner überrascht werden. Kurz darauf erscheint das Team und schlägt die Bande in die Flucht, wobei Alena jedoch angeschossen wird. Im Versteck konnte Curtis herausfinden, dass es sich bei den drei Mordopfern um Manager eines Verzeichnisses für die Infrastruktur des Internets handelt. Nachdem sich James und Black Siren mit den Fingerabdrücken Zugang zum geheimen Rechenzentrum verschaffen, gelingt es dem Team, diese dort zu lokalisieren, und begibt sich ebenfalls dorthin. Als James bereits verschwunden ist, sieht Felicity, dass dieser einen Virus gestartet hat, welcher das Internet zerstören könnte. Während Felicity es schafft, am Hauptserver die Firewall zu umgehen, um den Virus zu stoppen, ergreifen Black Siren und die Söldner im Kampf die Flucht. Im Krankenhaus schlägt Alena Felicity vor, das Start-up, das diese mit Curtis plant, auf die Produktion ihres Biostimulators auszurichten, und gestattet ihr, dafür den Namen „Helix Dynamics“ zu verwenden. Wie James Black Siren mitteilt, war es sein Plan, dass Felicity für ihn die Firewall umgeht, um selbst keine Spuren zu hinterlassen. Oliver erhält schließlich einen Anruf von Slade, der seine Hilfe braucht. |           |                                                    |                            |                      |                                       |                    |                                                                         |                 |
| 120 | 5         | Tatsächlichkeiten                                  | Deathstroke Returns        | 9. Nov. 2017         | 4. Sep. 2018                          | Joel Novoa         | Ben Sokolowski & Spiro Skentzos                                         | 1,29 Mio.       |
| Am Rathaus kann Dinah ein Attentat des Vigilantes auf die Stadträtin verhindern, die den Gesetzentwurf gegen maskierte Selbstjustizler eingebracht hat. Oliver erfährt von Slade, dass sein Sohn Joe bei einem Einsatz für den australischen Geheimdienst in Kasnia verhaftet wurde und er ihn nun mit der diplomatischen Hilfe von Oliver befreien möchte. Bei der Observation der Wohnung der Stadträtin sieht Dinah den Vigilante und greift ihn mit ihrem Kanarienschrei an. Als dieser seine Maske abnimmt, kommt darunter Vincent Sobel, ihr früherer, für tot gehaltener Partner, zum Vorschein und flieht. In Kasnia angekommen erhält Slade von seinem Kontaktmann Nylander Informationen über das Gefängnis, in dem sein Sohn sitzt. Oliver gegenüber teilt der Gefängnisdirektor mit, dass Joe in einem Kampf getötet wurde, doch als Slade sich daraufhin vom Leichnam seines Sohnes verabschieden will, gibt der Direktor zu, dass Joe von einer Gang namens „Die Schakale“ entführt wurde. In Star City ist die Stadträtin zu einer Fernsehsendung eingeladen, weshalb Dinah als Polizistin vor Ort ist. Da auch Agent Watson in Aussicht auf Green Arrow zugegen ist, hält sich der Rest des Teams fern. Wie erwartet taucht der Vigilante auf, dem vor Dinahs Augen ein Polizist in den Kopf schießt. Nachdem er dies übersteht, offenbart Vincent Dinah, dass er als Metawesen über außergewöhnliche Selbstheilungskräfte verfügt, woraufhin Dinah ihn gehen lässt. Indem Felicity für Oliver von Star City aus über die Überwachungskameras den Fluchtweg der Schakale nachverfolgt, können sie deren Unterschlupf lokalisieren. Da Slade Joe allein befreien will, betäubt er Oliver und kämpft sich anschließend als Deathstroke durch mehrere Feinde, bis er auf Nylander trifft. Wie sich herausstellt, ist dieser Mitglied der Schakale und Joe deren Anführer. 2004 geht Slade mit seinem Sohn Joe Zelten, was jedoch nur als Vorwand für seine Mission als Geheimagent dient. Für diese lauert er einem chinesischen Agenten auf, der Yao Fei entführt hat. Nachdem dieser dessen Aufenthaltsort nicht preisgibt, tötet Slade ihn. |           |                                                    |                            |                      |                                       |                    |                                                                         |                 |
| 121 | 6         | Eigene Wege                                        | Promises Kept              | 16. Nov. 2017        | 11. Sep. 2018                         | Antonio Negret     | Oscar Balderrama & Rebecca Bellotto                                     | 1,28 Mio.       |
| Da das Verhältnis zu seinem Vater zerrüttet ist, droht Joe, Slade zu erschießen, doch dieser kann seinen Sohn überreden, ihn bei den Schakalen aufzunehmen. Der erste Coup, zu dem Joe seinen Vater mitnimmt, ist der Diebstahl des Sprengstoffs von einem Transport der kasnischen Armee. Oliver hat sich unterdessen in den Unterschlupf geschlichen, wird dabei aber von Nylander entdeckt, der ihn später zu Joe bringt. In Star City bekämpft das Team den Gangster Ricardo Diaz, der Teile eines militärischen 3D-Druckers gestohlen hat. Wie Diggle feststellt, handelt es sich bei Diaz um den Produzenten der Droge, die er zur Behandlung seines Tremors nimmt, verschweigt dies aber dem Team. Joe fordert Slade auf, Oliver zu töten, doch Slade benutzt sein Schwert stattdessen, um Oliver von den Fesseln zu befreien. Die beiden fliehen aus dem Unterschlupf, woraufhin Oliver Slade mitteilt, dass er herausfinden konnte, dass die Schakale es auf die Wasserversorgung abgesehen haben. Nachdem Diggle sich seiner Frau Lyla anvertraut, ermutigt diese ihn, Diaz aufzuhalten, auch wenn er dadurch seinen Drogenproduzenten verliert. Er führt das Team zu dessen Produktionsbasis, wo Diaz jedoch ein Feuer legt, das die Drogen vernichtet und ihm zur Flucht verhilft. Oliver und Slade begeben sich zum Wasserwerk, wo die Schakale bereits Sprengladungen angebracht haben und Slade es mit seinem Sohn in einem Schwertkampf aufnimmt. Oliver schaltet die restliche Gang aus und kommt Slade zur Hilfe, dem Joe offenbart, dass er einen von seiner Mutter geheim gehaltenen Bruder namens Grant hat. Danach flieht Joe mithilfe einer Handgranate. Slade bedankt sich bei Oliver für die Hilfe und verabschiedet sich von ihm. Diggle gesteht den anderen schließlich sein Problem mit dem Tremor, worauf diese ihre Hilfsbereitschaft zeigen. Nach seinem Kampf mit Oliver auf der Amazo wird Slade vom australischen Geheimdienst (ASIS) geborgen und wacht in einem Krankenhaus auf. In den folgenden zwei Jahren trainiert er mit Joe bei ASIS und gelangt zu alter Stärke zurück. Aufgrund des Mirakurus wird Slade jedoch von Halluzinationen von Shado geplagt, die ihn immer radikaler werden lassen, sodass er eines Tages im Rausch alle Agenten im Trainingszentrum tötet außer Joe, den er bittet, sich von ihm fernzuhalten. |           |                                                    |                            |                      |                                       |                    |                                                                         |                 |
| 122 | 7         | Wiederauferstehung                                 | Thanksgiving               | 23. Nov. 2017        | 18. Sep. 2018                         | Gordon Verheul     | Wendy Mericle & Speed Weed                                              | 1,09 Mio.       |
| Bei der Eröffnung des neuen Polizeireviers wird Oliver von Agent Watson verhaftet, die behauptet, neue Beweise für seine Identität als Green Arrow zu haben. In der ersten Gerichtsverhandlung lässt der Richter Oliver aufgrund seiner Tätigkeit als Bürgermeister gegen eine Kaution wieder frei. Nachdem Curtis Diggle zur Behandlung seines Tremors eine Variante des Biostimulators verabreicht, bekommt es das Team wieder mit Cayden James und Black Siren zu tun, die von einem Chemieunternehmen Nanothermit gestohlen haben und nun bei AmerTek einbrechen. Vor Ort hindert jedoch der im Kampf ausbrechende Tremor Diggles das Team daran, Black Siren und die Söldner vom Stehlen von Sprengstoff abzuhalten. Während Diggle sich daraufhin im Krankenhaus erholt, wird er von Oliver besucht, der sich enttäuscht über Diggles Verheimlichung seiner Verletzung zeigt und ihm Verantwortungslosigkeit vorwirft. Da die Verbindung aus Nanothermit und dem Sprengstoff eine thermobarische Bombe ergibt, die eine große Anzahl Menschen töten könnte, vermutet das Team, dass James diese bei einem am Abend stattfindenden Konzert zünden will. Aufgrund von Diggles Ausfall beschließt Oliver, als Green Arrow einzuspringen, und begibt sich mit dem Team zum Konzert. Dort versucht Rene durch Auslösen des Feueralarms und Pistolenschüsse, die Besucher nach draußen zu locken, doch die Polizisten haben die Türen versperrt. Wie sich herausstellt, gehören diese zu James, woraufhin Rene, Dinah und Curtis sie im Kampf ausschalten. Oliver trifft derweil auf James, der offenbart, dass die Bombe nicht hier ist, sondern es sein Plan war, Green Arrow anzulocken. Diesem teilt er nun mit, dass er sich an ihm für den Tod seines Sohnes rächen wolle, bevor er mit der Hilfe von Black Siren flieht. Zurück im Unterschlupf entdeckt das Team, wie Videos vom Kampf mit den falschen Polizisten im Internet auftauchen, weshalb die Abstimmung über den Gesetzentwurf eine Befürwortung desselben ergibt. Im Krankenhaus erwacht schließlich Thea aus dem Koma, sehr zur Freude von Oliver und dem Rest. |           |                                                    |                            |                      |                                       |                    |                                                                         |                 |
| 123 | 8         | Team Arrow auf Erde X                              | Crisis on Earth-X          | 27. Nov. 2017        | 25. Sep. 2018                         | James Bamford      | Wendy Mericle & Ben Sokolowski Idee: Marc Guggenheim & Andrew Kreisberg | 2,52 Mio.       |
| Nachdem Barrys und Iris’ Hochzeit von Nazis angegriffen wurde, ist es Oliver, Barrys Team, Supergirl und den eingeladenen Legends gelungen, diese abzuwehren und den Nazi-Kämpfer Prometheus gefangen zu nehmen. In den S.T.A.R. Labs entpuppt sich dieser als Tommy Merlyn, und wie Harry Wells erklärt, stammen die Nazis von der Parallelerde Erde-X, auf der sie den Zweiten Weltkrieg gewonnen und ein Großreich errichtet haben. Tommy kritisiert gegenüber Oliver die Schwäche dieser Erde, bevor er sich mit einer Zyankali-Kapsel selbst tötet. Danach bespricht Oliver mit Felicity, warum diese seinen spontanen Heiratsantrag abgelehnt hat. Als in den S.T.A.R. Labs ein Einbruch bei einem Optikunternehmen gemeldet wird, eilen Oliver, Barry und Kara dorthin und treffen auf Oliver und Kara von Erde-X sowie Eobard Thawne. Wie sich herausstellt, ist Oliver auf Erde-X der Führer des Nazi-Großreiches und Kara seine Ehefrau. Die drei haben ein Prisma gestohlen und fliehen, indem sie eine nahegelegene Baustelle destabilisieren, von der Oliver, Barry und Kara die Bauarbeiter retten müssen. Durch einen Pfeil, mit dem Oliver Kara-X getroffen hat, entdeckt das Team, dass deren Blut außergewöhnlich hohe Sonnenstrahlung besitzt, und kann sie darüber in einer Lagerhalle lokalisieren. Das Einsatzteam, bestehend aus Oliver, Barry, Kara, Sara, Firestorm und Karas Schwester Alex, begibt sich zur Lagerhalle, wo sie gegen eine Horde Nazis kämpfen müssen, was Oliver-X nutzt, um sich derweil Zutritt zu den S.T.A.R. Labs zu verschaffen. Dort trifft er auf die Gegenwehr von Mick Rory, Caitlin alias Killer Frost und den herbeigeeilten Dinah, Curtis und Rene, welche er jedoch allesamt ausschalten kann. In der Lagerhalle kann das Team die Nazis besiegen, muss sich dann aber Kara-X, Thawne und dem Roboter Metallo geschlagen geben. Nach ihrer Gefangennahme teilt Oliver-X dem Team mit, dass Kara-X’ Herz aufgrund der hohen Sonnenstrahlung erkrankt ist und deshalb durch das Herz von Kara-39 ersetzt werden soll. Das Team wird daraufhin betäubt und wacht in einem Konzentrationslager auf Erde-X auf. |           |                                                    |                            |                      |                                       |                    |                                                                         |                 |
| 124 | 9         | Der schönste Tag im Leben                          | Irreconcilable Differences | 7. Dez. 2017         | 2. Okt. 2018                          | Laura Belsey       | Beth Schwartz & Sarah Tarkoff                                           | 1,30 Mio.       |
| Auf Olivers und Felicitys Hochzeitsfeier überbringt Quentin Oliver die Nachricht von dessen Anwältin, dass ein Teammitglied für Agent Watson gegen Oliver aussagen will. Bei der Überwachung von Curtis, Dinah und Rene sehen Oliver, Diggle und Felicity, wie Dinah sich heimlich mit Vincent Sobel trifft. Währenddessen werden Quentin und Thea von Black Siren angegriffen, die Quentin entführt und Thea ein Handy hinterlässt. Dieses übergibt Thea an Oliver, der einen Anruf von James erhält, welcher von ihm verlangt, einen Nano-Aluminium-Verstärker von A.R.G.U.S. zu stehlen, andernfalls würde er Quentin töten. Ohne Dinah, der Oliver vorerst nicht vertraut, verschafft sich das Team Zutritt zu A.R.G.U.S., wo Oliver über einen Luftschacht in den gesicherten Raum eindringt und den Verstärker an sich nimmt. Zurück im Unterschlupf weist Oliver Curtis an, den Verstärker zu manipulieren, und erklärt Dinah, dass es einen Verräter im Team gibt und er sie wegen ihres Treffens mit Vincent verdächtigt. Nachdem Dinah dies wütend von sich weist, gibt Rene zu, Watsons Zeuge zu sein, und begründet dies mit deren Drohung, ihm das Sorgerecht über seine Tochter zu entziehen. Oliver schickt Rene weg, zeigt nach einem Gespräch mit Felicity aber Verständnis und holt ihn für den nächsten Einsatz zurück. Als Oliver James am von ihm angegebenen Ort den Verstärker aushändigt, bemängelt dieser dessen Manipulation und lässt seine Söldner angreifen. Im Kampf erhält Oliver Hilfe von Dinah, nicht aber von Rene, der auf eigene Faust mit Curtis nach Quentin sucht. Dieser wird von Black Siren nach draußen gebracht, wo sie ihn freilässt und flieht. Im Unterschlupf beschließt Oliver, Rene nach dessen Alleingang endgültig aus dem Team zu verbannen, das Dinah und Curtis wegen Olivers Anschuldigung bzw. heimlicher Überwachung jedoch ebenfalls verlassen. Durch von Black Siren bei ihrem Einbruch in das Arrow-Versteck angebrachte Kameras beobachtet James dies im Beisein seiner Partner, zu denen neben Black Siren und seinem Assistenten Sheck noch Anatoli, Vincent und Ricardo Diaz zählen. |           |                                                    |                            |                      |                                       |                    |                                                                         |                 |
| 125 | 10        | Zusammen oder allein?                              | Divided                    | 18. Jan. 2018        | 9. Okt. 2018                          | James Bamford      | Ben Sokolowski & Emilio Ortega Aldrich                                  | 1,38 Mio.       |
| James, Black Siren und Diaz statten Jerry Bertinelli, dem letzten Verbliebenen des Bertinelli-Clans, einen Besuch ab und fordern von ihm die Übergabe der Docks, die er kontrolliert. Im Arrow-Unterschlupf setzt Curtis Diggle einen mit Felicity entwickelten Chip ein, der dessen Tremor unterdrücken soll, was zunächst aber keinen Erfolg zeigt. Als Felicity anhand von Signal-Interferenzen bemerkt, dass der Unterschlupf abgehört wird, wird dem Team klar, dass James ihre Geheimidentitäten kennt. Lyla stellt ihnen vorübergehend einen Raum bei A.R.G.U.S. zur Verfügung. Bertinelli lockt Oliver als Green Arrow an und bittet ihn um Hilfe wegen James. Er übergibt Oliver Überwachungsaufnahmen, auf denen das Kennzeichen eines der Autos der Bande zu sehen ist, über das Felicity dieses an einer Lagerhalle lokalisieren kann. Dort trifft Oliver auf James, Black Siren, Anatoli, Diaz, Vigilante und mehrere Söldner und muss angesichts deren Überzahl fliehen. Diggle und Felicity informieren Dinah, Curtis und Rene über James’ Komplizen, woraufhin Dinah Vincent damit konfrontiert, der sie bei ihrem Versuch, ihn festzunehmen, jedoch außer Gefecht setzt. Oliver plant mit Bertinelli einen Hinterhalt am Hafen, für den dieser eine Todesschwadron engagiert. Nachdem Rene Curtis darum bittet, Watsons Beweise für seine Identität als Wild Dog digital zu löschen, entdecken sie, dass es sich bei diesen um Audioaufnahmen von James’ Abhörgerät handelt. Am Hafen erscheint schließlich James’ Bande und es entsteht ein Kampf, an dessen Ende Oliver sich seinen Gegnern geschlagen geben muss. Während Bertinelli James die Docks bereitwillig überlässt, ergreift Oliver die Flucht und Bertinelli wird anschließend erschossen. Das Team befreit das Versteck von den Abhörgeräten und Oliver will angesichts seiner Unterlegenheit Dinah, Curtis und Rene ins Team zurückholen. Diese teilen ihm jedoch mit, dass sie nun als eigenes Team gegen James vorgehen wollen, wofür sie das alte Helix-Versteck als Basis nutzen. Curtis übergibt Diggle noch eine überarbeitete Version des Chips, die tatsächlich dessen Tremor stoppt. |           |                                                    |                            |                      |                                       |                    |                                                                         |                 |
| 126 | 11        | Wie du mir, so ich dir                             | We Fall                    | 25. Jan. 2018        | 16. Okt. 2018                         | Wendey Stanzler    | Speed Weed & Spiro Skentzos                                             | 1,38 Mio.       |
| Eine Reihe an Hacks von James in die elektronischen Systeme der Stadt führen zum Tod mehrerer Menschen, darunter Polizeicaptain Pike. Als eine von Curtis’ T-Spheres Vigilantes Visier ortet, geht Curtis dem nach und trifft auf Vincent, der ihm erklärt, dass er auf ihrer Seite steht und James’ Organisation von innen heraus zerstören will. Als Beweis nennt er Curtis mit der U-Bahn James’ nächstes Ziel. Dieser sucht derweil Oliver in seinem Büro auf und fordert ihn auf, ihm jeden Tag zehn Millionen Dollar zu überweisen. Außerdem offenbart er Oliver, dass dieser vor genau einem Jahr seinen Sohn versehentlich mit einem Pfeil getötet hat, was Oliver bezweifelt, da er sich zu dieser Zeit in Hub City aufhielt. Felicity entdeckt, dass es James erst durch ihre Umgehung der Firewall im Rechenzentrum möglich geworden ist, die Kontrolle über die Infrastruktur der Stadt zu übernehmen. Weiterhin bemerkt Felicity, dass es an allen Ausgängen der Stadt Unfälle gab, bis auf einen Tunnel, durch den gerade ein Schulbus mit William an Bord auf einen Ausflug fährt. Dinah, Curtis und Rene begeben sich in den U-Bahn-Schacht, wo sie tatsächlich die durch eine falsche Weichenstellung drohende Kollision zweier Züge verhindern müssen. Im Tunnel helfen Oliver und Diggle unterdessen den Menschen inmitten von durch manipulierte Gasleitungen herbeigeführten Explosionen, darunter auch William. Bei ihren Nachforschungen findet Felicity heraus, dass James einen gefälschten Beweis für Green Arrow als Mörder seines Sohnes erhalten hat. Curtis, Dinah und Rene empfangen schließlich von Vincent über die T-Sphere eine Morsenachricht, in der er sie vor dem Angriff auf eine der von Oliver eingerichteten Sicherheitszonen warnt. Zusammen mit Oliver und Diggle können sie die Angreifer abwehren, wobei Vigilante Sheck erschießt und damit Rene rettet. Nachdem William im Versteck über die Bodycam seinen Vater im Kampf beobachtet, ist er so beeindruckt, dass er ihm später zugesteht, Green Arrow zu bleiben. Um weitere Todesfälle zu verhindern, überweist Oliver am Abend James die zehn Millionen Dollar. |           |                                                    |                            |                      |                                       |                    |                                                                         |                 |
| 127 | 12        | Pyrrhussieg                                        | All for Nothing            | 1. Feb. 2018         | 23. Okt. 2018                         | Mairzee Almas      | Beth Schwartz & Oscar Balderrama                                        | 1,24 Mio.       |
| Mit sämtlichen Stadtein- und ausgängen unter seiner Kontrolle wehrt James Olivers Versuch ab, A.R.G.U.S.-Agenten in die Stadt zu schleusen. Nachdem bei James das Misstrauen gegenüber Vincent wächst, gibt dieser sich Oliver zu erkennen, dem Curtis und Rene versichern, dass Vincent auf ihrer Seite steht. Da James die thermobarische Bombe laut Vincent in Bewegung hält, schlägt Felicity vor, James’ Daten mithilfe eines Sniffers zu durchsuchen, der jedoch manuell angebracht werden muss. Vincent erklärt sich bereit dazu und verschafft sich Zutritt zu James’ Serverraum, wo er allerdings von James entdeckt wird. Mit den von Felicity über Funk eingesprochenen Worten gibt Vincent vor, den Datenverkehr überprüfen zu wollen, und kann die Daten im Anschluss an das Versteck übertragen. Danach wird er jedoch von James und Anatoli überwältigt. Quentin ist unterdessen aufgefallen, dass Black Siren ihn heimlich verfolgt, und lockt diese mit der Hilfe von Thea an einen Ort, wo er ihr Aufnahmen der verstorbenen Laurel vorspielt. Darauf reagiert Black Siren allerdings abweisend und verschwindet. Durch James’ Daten können Felicity und Alena die thermobarische Bombe lokalisieren und hören über Vincents Funk, wie dieser gefoltert wird. Während Dinah, Curtis und Rene beschließen, Vincent zu retten, beabsichtigen Oliver und Diggle, die thermobarische Bombe zu finden. Da diese von der Bande bereits für den Transport vorbereitet wird, kann Vincent sich befreien und trifft auf Dinah, mit der er anschließend von einer Sprengfalle überrascht wird. Dinah wird unter einem Trümmerteil eingeklemmt und muss mit ansehen, wie Black Siren den verletzten Vincent auf James’ Befehl mit ihrem Kanarienschrei tötet. Die Bande flieht mit der Bombe und Curtis und Rene befreien Dinah aus den Trümmern. Im Arrow-Unterschlupf hat Alena derweil ein gefälschtes Video davon gefunden, wie Oliver James’ Sohn tötet, welches von derselben Quelle wie das falsche Green-Arrow-Foto stammt. Bei einem Besuch von Oliver kündigt die verbitterte Dinah an, dass sie sich an Black Siren rächen werde. |           |                                                    |                            |                      |                                       |                    |                                                                         |                 |
| 128 | 13        | Der größte Trick, den der Teufel je gebracht hat … | The Devil’s Greatest Trick | 8. Feb. 2018         | 30. Okt. 2018                         | JJ Makaro          | Sarah Tarkoff & Emilio Ortega Aldrich                                   | 1,30 Mio.       |
| Durch Vincents Informationen finden Oliver und Diggle James’ mittlerweile verlassenes Versteck, wo dieser in einer Videoübertragung ankündigt, um Mitternacht die thermobarische Bombe zu zünden. Alena ist es derweil gelungen, im gefälschten Video hinter Olivers eingefügtem Gesicht einen Auftragsmörder zum Vorschein zu bringen. Nachdem sie James auf dem Weg aus der Stadt heraus lokalisieren, stoppen Oliver und Diggle ihn und zeigen ihm das echte Video. Darauf verdächtigt James einen seiner Komplizen und verlangt von Oliver, ihm Black Siren, Anatoli und Diaz auszuliefern. Zusammen mit Curtis und Rene können sie Black Siren festsetzen, die die rachsüchtige Dinah bereits ausfindig gemacht hatte. Mit einem von James gehackten Satelliten spürt Felicity Diaz auf, den Curtis und Rene gefangen nehmen. Auch Anatoli kann geortet und von Oliver und Diggle in Gewahrsam genommen werden. Auf James’ Anweisung bringt das Team die drei in ein verlassenes Theater, wo Black Siren nach James’ Drohung, die Bombe zu zünden, behauptet, den Mord an seinem Sohn beauftragt zu haben. Als sich anschließend ihr Kräftedämpfer abschaltet, wirft sie alle Anwesenden mit ihrem Schrei zu Boden, sodass Anatoli und Diaz fliehen können. Dinah stellt sich Black Siren jedoch in den Weg und schießt ihr mit der Pistole des herbeieilenden Quentin in den Bauch. Da Dinah gleichzeitig von einem Schrei Black Sirens außer Gefecht gesetzt wird, kann Quentin letztere heimlich in Sicherheit bringen. Oliver nimmt James fest und überlässt ihn der Polizei, in deren Verhörraum er daraufhin von Diaz besucht wird. Dieser teilt ihm mit, dass er den neuen Polizeicaptain bezahlt und plant, die Stadt zu übernehmen. Außerdem offenbart er James, dass er für den Mord an seinem Sohn verantwortlich war, bevor er ihn mit einem Messer tötet. Durch seine Arbeit bei Helix, bei der er kriminellen Unternehmen Geld stiehlt, hat James keine Zeit für seinen Sohn Owen. Als er sich ein Basketballspiel von ihm anschauen möchte, wird James von A.R.G.U.S.-Agenten festgenommen. In Gefangenschaft erfährt James später von Owens Ermordung. |           |                                                    |                            |                      |                                       |                    |                                                                         |                 |
| 129 | 14        | Kollisionskurs                                     | Collision Course           | 1. März 2018         | 6. Nov. 2018                          | Ken Shane          | Oscar Balderrama & Rebecca Bellotto                                     | 1,11 Mio.       |
| Nachdem Polizeicaptain Kimberly Hill Oliver erklärt, dass James beim Gefangenentransport erstochen wurde, verspricht Oliver vor der Presse, die 70 Millionen Dollar, die er James überwiesen hat, zurückzuholen, da sonst die öffentlichen Dienste der Stadt eingestellt werden. Wie sein Buchhalter ihm mitteilt, wurde James’ Konto auf Corto Maltese jedoch bereits leergeräumt und mit der Hilfe von Felicity erhält Oliver Überwachungsaufnahmen der Bank, auf denen Black Siren zu sehen ist. Quentin hat die verletzte Black Siren derweil in eine abgelegene Hütte gebracht, wo er versucht, eine Vater-Tochter-Beziehung zu ihr aufzubauen, die sie allerdings ablehnt. Als Dinah, Curtis und Rene noch einmal den Tatort vom Kampf mit Black Siren untersuchen und das Green-Arrow-Team im Anschluss dasselbe tut, finden letztere Schleifspuren und glauben, dass Dinah Black Siren gefangen genommen hat. Oliver, Diggle und Felicity stürmen das Helix-Versteck, sehr zum Ärger von Dinah, Curtis und Rene, und müssen feststellen, dass Black Siren nicht hier ist. Da Thea Quentin aus Misstrauen heimlich zu der Hütte gefolgt ist, entdeckt sie, wo dieser Black Siren versteckt hält, und informiert das Team. Gegenüber Oliver fordert Black Siren freies Geleit bis ins Ausland, bevor sie ihm Zugang zum Geld verschafft, wozu Oliver einwilligt. Um das Team ausfindig zu machen, ortet Curtis Diggles Implantat, sodass die drei sich dem Team anschließend in den Weg stellen. Es entsteht ein Kampf zwischen den beiden Teams, was Black Siren zur Flucht nutzt, während Renes alte Schussverletzung wieder aufbricht und er zusammenbricht. Im Krankenhaus wird bei Rene ein kollabierter Lungenflügel diagnostiziert, woraufhin Felicity und Diggle ihn besuchen wollen. Dabei treffen sie auf Curtis und Dinah, die ihnen versichern, dass sie nie wieder mit dem Team zusammenarbeiten werden. Oliver teilt der Presse mit, dass er nicht, wie versprochen, das Geld zurückholen konnte. Black Siren bittet schließlich wegen ihrer Schussverletzung einen Passanten um Hilfe und gibt sich dabei als Laurel Lance und Entführungsopfer aus. |           |                                                    |                            |                      |                                       |                    |                                                                         |                 |
| 130 | 15        | Doppelgänger                                       | Doppelganger               | 8. März 2018         | 13. Nov. 2018                         | Kristin Windell    | Speed Weed Idee: Christos Gage & Ruth Fletcher Gage                     | 1,28 Mio.       |
| Olivers Anwältin teilt ihm mit, dass der Beweis von ihm als Green Arrow nicht mehr gültig sei, da dessen Quelle, Cayden James, kriminell ist. Black Siren gibt sich im Polizeirevier als Laurel Lance aus und behauptet, nach ihrem vermeintlichen Tod zwei Jahre gefangen gehalten worden zu sein. Im Gespräch mit Oliver offenbart sie, dass James’ Geld verschwunden ist. Oliver erfährt außerdem, dass die Staatsanwaltschaft mit Roy Harper einen neuen Zeugen hat, wofür sie, wie Felicity herausfindet, ein Hotelzimmer gebucht hat. Da das Team bezweifelt, dass Roy freiwillig gegen Oliver aussagt, begibt sich Oliver mit Diggle auf ein Dach in der Nähe des Hotels und sieht, wie Roy im Zimmer von korrupten Polizisten verprügelt wird. Im Unterschlupf drängt Thea darauf, Roy zu befreien, und beschließt, für diesen Einsatz selber wieder aktiv zu werden. Mit Olivers Hilfe gelangt Thea durch einen Lüftungsschacht in Roys Zimmer, wird aber von Oliver zurückgeholt, als sich eine SWAT-Einheit nähert, die Roy im Anschluss wegbringt. Felicity entdeckt eine Verbindung der korrupten Polizisten zu einer Briefkastenfirma von Ricardo Diaz, womit dem Team klar wird, dass Diaz hinter allem steckt. Dieser hatte Black Siren auch das Geld weggenommen, welche in der Zwischenzeit von einem korrupten Polizisten aus dem Krankenhaus zu Diaz gebracht wurde. Danach kehrt Black Siren in Quentins Wohnung zurück und gibt Diaz’ Aufenthaltsort preis, den Oliver, Diggle und Thea daraufhin aufsuchen. Als sie vor Ort in einen Kampf mit Söldnern, darunter Anatoli, verwickelt werden, lässt Diaz Roy in einen Van bringen, wird dann allerdings von Oliver gestellt. Dieser kann dafür sorgen, dass Thea mit dem Van wegfährt, doch die eintreffende Polizei zwingt Oliver und Diggle zur Flucht. Oliver zeigt sich bereit, Black Siren ihr neues Leben als Laurel zu gewähren, ahnt jedoch nicht, dass diese mit Diaz zusammenarbeitet. Thea und Roy verbringen den Abend schließlich gemeinsam und werden dabei von einer Assassinin beobachtet, die ihrem Meister über Funk mitteilt, dass sie die Erbin von Ra’s al Ghul gefunden habe. |           |                                                    |                            |                      |                                       |                    |                                                                         |                 |
| 131 | 16        | Ein Artefakt, das Fakten schafft                   | The Thanatos Guild         | 29. März 2018        | 20. Nov. 2018                         | Joel Novoa         | Beth Schwartz & Ben Sokolowski                                          | 1,12 Mio.       |
| Auf den Vorschlag von Oliver beschließt Thea, mit Roy Star City zu verlassen, um woanders ein sorgenfreies Leben zu führen. Nach einer Abschiedsfeier werden die beiden im Auto jedoch von Assassinen gestoppt, die wiederum von Nyssa getötet werden. Im Versteck erklärt Nyssa dem Team, dass Merlyn nach der Auflösung der Liga der Assassinen eine Gemeinschaft namens „Thanatos-Gilde“ gegründet hat, die seit seinem Tod von der Assassinin Athena angeführt wird. Laut Nyssa hat Merlyn vor seinem Tod eine Karte zu etwas Mächtigem gefunden, dem er allerdings nur mit Thea nachgehen wollte. Nyssa sucht mit Thea eine ehemalige Assassinin auf, die ihnen den Standort der Karte mitteilt. Vor Ort findet das Team im Boden versteckt einen uralten Würfel, den sie vor der auftauchenden Gilde um Athena verteidigen müssen, was ihnen gelingt. Im Unterschlupf schafft Felicity es, das mathematische Rätsel zur Öffnung des Würfels zu lösen, in dem sich die Karte verbirgt, auf der jedoch nichts steht. Nachdem Dinah sich wundert, dass ihr der Fall eines gescheiterten Drogendeals von ihrem Captain abgenommen wurde, entwendet sie ein Beweisstück aus der Asservatenkammer, bei dem es sich um die Droge Vertigo handelt. Wie Dinah später herausfindet, hat Captain Hill sämtliche Ermittlungen zu Vertigo-Fällen eingestellt, woraus sie schlussfolgert, dass Hill ebenfalls von Diaz korrumpiert wurde. Als das Team auf Überwachungskameras sieht, dass die Gilde in ein Gaswerk eingedrungen ist, begeben sie sich dorthin und entdecken, dass die Gilde eine Bombe angebracht hat. Während zwischen dem Team und der Gilde ein Kampf entsteht, kann Roy die Bombe mit einem elektrisch aufgeladenen Pfeil kurzschließen. Nachdem Thea Athena in die Flucht schlägt, bringt ihr auf die Karte tropfendes Blut eine Weltkarte zum Vorschein, die laut Nyssa die Orte weiterer Lazarusgruben zeigt. Thea fasst den Beschluss, diese mit Nyssa vor der Gilde zu bewahren, wobei Roy sich ihnen anschließt. Oliver verabschiedet sich von Thea und bevor die drei gehen, löst Nyssa noch Oliver zuliebe ihre Ehe mit ihm auf. |           |                                                    |                            |                      |                                       |                    |                                                                         |                 |
| 132 | 17        | Waffenbrüder                                       | Brothers in Arms           | 5. Apr. 2018         | 27. Nov. 2018                         | Mark Bunting       | Sarah Tarkoff & Jeane Wong                                              | 0,87 Mio.       |
| In einer gemeinsamen Aktion gelingt es Olivers Team und Dinah mit vertrauenswürdigen Polizisten, Anatoli bei einem Drogendeal festzunehmen. Als Staatsanwalt Sam Armand mangels Haftbefehl jedoch die Freilassung Anatolis anordnet, ahnen Oliver und Dinah, dass auch Armand von Diaz bezahlt wird. Oliver offenbart Diggle seine Entscheidung, Green Arrow zu bleiben, was in Diggle Enttäuschung hervorruft. In seinem Büro stellt Oliver Captain Hill und Armand wegen ihrer Bestechung zur Rede, und da diese ihm nicht zutrauen, Diaz aufzuhalten, kündigt er ihnen. Mithilfe von Lyla bei A.R.G.U.S. kann Felicity einen Vertigo-Lieferanten von Diaz ausfindig machen, den Oliver und Diggle in seiner Wohnung aufsuchen. Nachdem Diggle bei der Befragung sehr aggressiv vorgeht und Oliver ihn zur Mäßigung ermahnt, wird der Lieferant von seiner Freundin erschossen, die ebenfalls zu Diaz gehört. Im Unterschlupf wirft Diggle Oliver vor, ihn in seinem Vorgehen behindert zu haben, und spricht ihm später aufgrund dessen vergangener Entscheidungen die Führungsqualitäten ab. Als Oliver erwidert, dass auch Diggle als Green Arrow fehlerhaft war, wie beim Verschweigen seiner Verletzung, schaukelt sich das Streitgespräch hoch, bis es zum Faustkampf kommt. Felicity unterbricht diesen und teilt den beiden mit, dass sie die Vertigo-Produktionshalle gefunden hat. Oliver und Diggle legen ihren Streit bei und begeben sich zu der Halle, wo es ihnen gelingt, die Gegner auszuschalten und das Vertigo mit Sprengsätzen zu zerstören. Dinah hat nach der Ermordung eines ihrer Polizisten ein Versteck für diese errichtet, aus dem sie nach einem Verrat allerdings vor Diaz’ Söldnern fliehen müssen. Diggle verkündet schließlich seinen Austritt aus dem Team, woraufhin Lyla ihm einen Platz bei A.R.G.U.S. anbietet. Während Captain Hill als letzte Amtshandlung Dinah und die ehrlichen Polizisten entlässt, behauptet Armand vor der Presse, Oliver Queen habe ihn wegen der Ermittlungen zum Green-Arrow-Fall entlassen. Diaz zeigt Black Siren derweil, dass er noch eine letzte Dosis Vertigo besitzt, und küsst sie anschließend. |           |                                                    |                            |                      |                                       |                    |                                                                         |                 |
| 133 | 18        | Aufstieg der Sünder                                | Fundamentals               | 12. Apr. 2018        | 4. Dez. 2018                          | Ben Bray           | Speed Weed & Emilio Ortega Aldrich                                      | 1,06 Mio.       |
| Anhand von Überwachungsaufnahmen findet Felicity heraus, dass Diaz sich jeden Abend um dieselbe Uhrzeit im Polizeirevier aufhält. Während Oliver in einem Gespräch mit Stadtrat Kullens von einer anstehenden Sitzung zu einem Amtsenthebungsverfahren gegen ihn erfährt, schafft Felicity es, Beweise für Hills und Armands Korruption zu finden. Als sie Oliver in seiner Wohnung allerdings davor warnt, dass deren Herkunft Fragen aufwerfen würde, und gleichzeitig William darauf drängt, zu einer Schulveranstaltung gefahren zu werden, verliert Oliver kurz die Fassung und schreit William an. Im Versteck erscheint vor Oliver anschließend Adrian Chase, dem Oliver im Kampf das Genick bricht. Nachdem Chase erneut auftaucht, entdeckt Oliver durch eine chemische Analyse, dass er Vertigo im Blut hat, welches Halluzinationen verursacht. Er erkennt, dass Kullens ihm dies bei ihrem Handschlag verabreicht hat und dieser somit ebenfalls korrupt ist. Die Halluzinationen versetzen Oliver in das alte Queen-Anwesen, dann ins Krankenhaus, wo ihm die verletzten Laurel und Rene Vorwürfe machen, und zuletzt in seine Wohnung, wo Diaz ihn niedersticht. Im Anschluss wacht Oliver wieder auf, woraufhin ihm sein eigenes Ich als anfänglicher Arrow gegenübertritt und die Bildung eines Teams als Fehler bezeichnet. Oliver eilt zur Sitzung des Stadtrates, von der Quentin ihn aufgrund seines geistigen Zustandes jedoch wegbringt. Von einer Halluzination Chase’ gedrängt beschließt Oliver, das Polizeirevier aufzusuchen, um Diaz aufzuhalten. Felicity bemerkt dies über einen Peilsender in Olivers Bogen und nimmt die Verfolgung auf, um ihn vor der Übermacht an korrupten Polizisten zu warnen. Oliver kämpft sich durch einige von ihnen durch, wird dann aber vor einem stark geschützten Raum von Felicity gestoppt, die ihn zur Flucht überredet. Im Versteck offenbart der erholte Oliver Felicity daraufhin seinen Entschluss, wie zu Beginn seiner Arrow-Mission allein weiterzumachen. Da Oliver schließlich seines Amtes enthoben wird, rückt Quentin als sein bisheriger Stellvertreter in die Position des Bürgermeisters nach. |           |                                                    |                            |                      |                                       |                    |                                                                         |                 |
| 134 | 19        | Krieg ist die Fortsetzung der Rache                | The Dragon                 | 19. Apr. 2018        | 11. Dez. 2018                         | Gordon Verheul     | Spiro Skentzos & Elizabeth Kim                                          | 0,96 Mio.       |
| Ein Rückblick zeigt, wie Diaz vor 32 Jahren in einem Waisenhaus aufwuchs und von einem älteren Jungen namens Jesse gemobbt wurde. In der Gegenwart plant Diaz eine Zusammenarbeit mit der kriminellen Organisation „Quadrant“ und trifft sich dafür mit dem Sohn eines der vier Leiter, Eric Cartier, in dessen Club. Diaz bietet Cartier Zugang zu Star City für Geschäfte an, wofür er im Gegenzug einen Sitz in der Führungsriege von Quadrant verlangt. Zunächst fordert Cartier allerdings von Diaz, das vom FBI festgenommene Quadrant-Mitglied Robert Baylor ausfindig zu machen, was Diaz mit Informationen von Armand gelingt. Nachdem Cartier Diaz anweist, ihm Baylor auszuliefern, dringt Diaz mit Black Siren in das FBI-Versteck ein und schaltet mit ihr die Agenten aus. Als er Baylor jedoch nach draußen bringt, erscheint Cartier im Auto und lässt seinen Handlanger auf Baylor und Diaz schießen. Letzterer überlebt dank einer schusssicheren Weste und macht sich mit Black Siren auf den Weg zu Cartiers Club, wo sie dessen Leibwächter aus dem Weg räumen und Cartier in die Mangel nehmen. Dieser offenbart, dass die Anweisung, ihn zu töten, von seinem Vater kam, der Diaz’ Netzwerk übernehmen wollte. Außerdem gibt er den Ort von Quadrants Hauptquartier preis, in das Diaz daraufhin den geknebelten Cartier mit einer Bombe schickt. Durch die Explosion verschafft sich Diaz Zutritt zur Eingangshalle, in der er und Black Siren die Wachen außer Gefecht setzen. Sie dringen bis in den Konferenzraum vor, wo Diaz den vier Quadrant-Vorsitzenden sein Angebot unterbreitet. Als sie dieses mit der Begründung, auf vier Sitze beschränkt zu sein, ablehnen, erschießt Diaz Cartier, woraufhin sich die restlichen drei bereit erklären, Diaz aufzunehmen. Felicity hat mit Curtis derweil weiter bei Helix Dynamics gearbeitet, dabei allerdings gemerkt, dass sie sich um den im Einsatz befindlichen Oliver sorgt. Nach seiner Rückkehr in die Wohnung verspricht Oliver Felicity, dass er immer zurückkommen werde. Diaz sucht schließlich den erwachsenen Jesse auf und rächt sich an ihm, indem er ihn entführt und anzündet. |           |                                                    |                            |                      |                                       |                    |                                                                         |                 |
| 135 | 20        | Wechselnde Loyalitäten                             | Shifting Allegiances       | 26. Apr. 2018        | 18. Dez. 2018                         | Alexandra La Roche | Wendy Mericle & Rebecca Bellotto                                        | 0,87 Mio.       |
| Indem Oliver in Russland für die Bratwa einen Drogendealer ausschaltet, kann er diese dazu bringen, sich im Gegenzug bereit zu erklären, den verstoßenen Anatoli wieder aufzunehmen. Mit dieser Nachricht sucht Oliver Anatoli in Star City auf und versucht, ihn auf seine Seite zu ziehen, woraufhin dieser ihn jedoch betäubt. Black Siren wurde von Diaz angewiesen, ein Treffen mit Quentin zu arrangieren, wodurch dieser von Black Sirens fortgeführter Zusammenarbeit mit Diaz erfährt. Jener fordert vom neuen Bürgermeister die Unterschrift für den Verkauf einer öffentlichen Immobilie, was Quentin vorerst ablehnt. Nach Renes Rückkehr aus dem Krankenhaus planen Dinah und Curtis, über Diaz’ ehemalige Drogengang an diesen heranzukommen. Es gelingt ihnen, den Ort eines geplanten Drogendeals der Gang ausfindig zu machen, wo diese jedoch von Quadrant-Söldnern ausgeschaltet wird. Jene wiederum werden von einer A.R.G.U.S.-Einheit in die Flucht geschlagen, zu der auch Diggle gehört, der den dreien in ihrem Versteck erklärt, dass die Quadrant-Leiterin Lydia Cassamento Star City mit der Hilfe von Diaz für den Waffenhandel nutzen will. Als Black Siren Quentin im Gespräch gesteht, dass sie Angst vor Diaz hat, beschließt Quentin, dessen Vertrag zu unterschreiben und Black Siren zu helfen, von Diaz loszukommen. Da A.R.G.U.S. herausfinden konnte, dass Cassamentos Waffen weiterverschickt werden sollen, begibt Diggle sich mit dem Team zum Umschlagplatz, wo Curtis die mit Waffen beladenen Transporter markiert, sodass A.R.G.U.S.-Drohnen sie anvisieren und zerstören können. Nachdem Anatoli Diaz den gefesselten Oliver überbringt und Diaz beginnt, auf diesen einzuschlagen, fordert Anatoli im Sinne der Ehre einen fairen Zweikampf mit Fäusten. Diaz willigt ein, doch als Oliver die Oberhand gewinnt, zieht Diaz ein Messer und verletzt Oliver damit. Mit der Erkenntnis, dass Diaz keine Ehre besitzt, verspricht Anatoli Oliver im Anschluss, ihm zu helfen. Diaz entscheidet sich schließlich, Oliver der von ihm kontrollierten Justiz zu übergeben, um den Prozess gegen ihn fortzusetzen. |           |                                                    |                            |                      |                                       |                    |                                                                         |                 |
| 136 | 21        | Prozess gegen Oliver                               | Docket No. 11-19-41-73     | 3. Mai 2018          | 25. Dez. 2018                         | Andi Armaganian    | Ubah Mohamed & Tyron B. Carter Idee: Marc Guggenheim                    | 1,10 Mio.       |
| In der Gerichtsverhandlung steht Oliver mit seiner Anwältin Jean Loring der Staatsanwältin Alexa Van Owen und dem von Diaz korrumpierten Richter McGarvey gegenüber. Bei der Anhörung der Zeugen wahren Olivers Ärztin, Diggle und Dinah Olivers Geheimidentität, doch bei Rene betritt Diaz mit dessen Tochter Zoe den Zuschauerraum, womit er ihn dazu bringt, die Wahrheit über Oliver preiszugeben. Als Diaz das Gerichtsgebäude verlässt, folgen Diggle und Dinah ihm nach draußen, lassen aber wegen der herbeieilenden Polizisten von ihm ab. In einer Pause offenbart Oliver Loring auf deren Nachfrage, dass er Green Arrow ist, dies aber zum Schutz seiner Familie nicht zugeben will. Nachdem auch Felicity den Fragen von Van Owen standhält, sagt Oliver selbst aus und erklärt, dass er Green Arrow kenne, es aber nicht selber sei. Anschließend erscheint Tommy Merlyn als Green Arrow im Gerichtssaal und erzählt als Zeuge, dass er seinen Tod damals nur vorgetäuscht habe und Oliver vor der Verurteilung bewahren wolle. Tommy wird festgenommen und abgeführt, doch in der Tiefgarage helfen ihm Diggle und Rene, die korrupten Polizisten auszuschalten. Wie sich herausstellt, steckt hinter Tommy Christopher Chance mit einer Maske, den Diggle vor der Verhandlung aus Kasnia befreit hatte. Auf Diaz’ Anweisung lässt sich auch Black Siren als vermeintliche ehemalige Black Canary vernehmen, behauptet aber zu Diaz’ Unmut, dass Tommy Green Arrow sei. Nach dem Schlussplädoyer kommen die Geschworenen zu ihrem Urteil und befinden Oliver für schuldig. Dem Einspruch Lorings, dass das Urteil nicht ohne berechtigten Zweifel gefällt wurde, gibt Richter McGarvey jedoch statt, sodass Oliver vorerst freikommt. Im Versteck zeigt sich, dass Chance mit einer Maske McGarveys Platz eingenommen hatte, während die Geschworenen sich beraten hatten. Diaz erschießt McGarvey schließlich und wird dann von Black Siren aufgesucht, die ihn töten will. Diaz unterdrückt deren Schrei allerdings mit einem Kräfteblocker und nimmt sie gefangen, woraufhin er ankündigt, Oliver und seine Familie umzubringen. |           |                                                    |                            |                      |                                       |                    |                                                                         |                 |
| 137 | 22        | Feind macht Freund                                 | The Ties that Bind         | 10. Mai 2018         | 1. Jan. 2019                          | Tara Miele         | Ben Sokolowski & Oscar Balderrama                                       | 1,00 Mio.       |
| Als Oliver, Diggle, Curtis, Rene und Dinah an verschiedenen Orten von Diaz’ Söldnern angegriffen werden, ziehen sie sich in den Helix-Unterschlupf zurück, wo sie durch Überwachungskameras sehen, wie die Söldner das Arrow-Versteck zerstören. Um Oliver Zugang zu Diaz zu verschaffen, überredet Anatoli Diaz unter dem Vorwand der Sicherheit zum Umzug von der Quadrant-Zentrale ins Polizeirevier. Indem Anatoli das Team über den Transport informiert, kann es diesen stoppen, wobei Diaz Curtis jedoch niedersticht und mit einem heruntergefallenen Anhänger die Flucht ergreift. Nachdem das Team den Anhänger als Datenträger identifiziert, erklärt sich Lyla bereit, Felicitys Sniffer im Polizeirevier zu platzieren, um an die Daten zu gelangen. Da Diaz ahnt, dass ihn jemand verraten hat, lenkt Anatoli den Verdacht auf Cassamento, die sich bereits über Diaz’ auffälliges Vorgehen beschwert hat. Mit Oliver und Diggle in Lauerstellung betritt Lyla das Polizeirevier und aktiviert den Sniffer, was jedoch Diaz’ IT-Spezialist bemerkt. Während Oliver und Diggle Lyla zur Flucht verhelfen, holt Felicity den Sniffer, woraufhin Oliver ihr später Leichtsinn vorwirft. Felicity erkennt, dass die Daten ein Verzeichnis aller von Diaz bezahlten Personen enthalten, zunächst allerdings entschlüsselt werden müssen. Diaz’ IT-Spezialist gelingt es, Felicitys Sniffer im Helix-Versteck zu orten, welches Diaz daraufhin angreifen will. Als Cassamento sich dagegen ausspricht, ersticht Diaz sie. Anschließend lässt Diaz Reizgas in das Versteck strömen, was das Team zur Flucht zwingt. Dabei treffen Oliver und Felicity auf Diaz, der ihnen zwar dank einer Gasmaske überlegen ist, aber von Oliver durch die Zündung von Bomben außer Gefecht gesetzt wird. Das gesamte Versteck explodiert daraufhin und das Team kommt bei A.R.G.U.S. unter, wo sich herausstellt, dass Diaz überlebt hat. Dieser tötet schließlich den dritten Quadrant-Anführer und zwingt den letzten, sich zu unterwerfen. Oliver bittet derweil Samanda Watson beim FBI um Hilfe, die im Gegenzug zwei Forderungen stellt, von denen eine Olivers Geständnis ist, Green Arrow zu sein. |           |                                                    |                            |                      |                                       |                    |                                                                         |                 |
| 138 | 23        | Aufopferung                                        | Life Sentence              | 17. Mai 2018         | 8. Jan. 2019                          | James Bamford      | Wendy Mericle & Marc Guggenheim                                         | 1,31 Mio.       |
| Gemeinsam mit dem FBI dringen Oliver, Dinah und Curtis ins Polizeirevier und Diggle und Rene in die Quadrant-Zentrale ein, wo sie die Verbündeten von Diaz ausschalten. Diaz selber flüchtet sich in ein anderes Versteck und übergibt Anatoli eine Adresse, welche dieser dem Team mitteilt. Quentin erhält von Diaz einen Anruf, in dem dieser ihn auffordert, das FBI kraft seines Amtes aus der Stadt zu verweisen, andernfalls würde er die gefangene Black Siren töten. Das Team begibt sich zu dem von Diaz angegebenen Ort, an dem Rene, Watson und zwei weitere FBI-Agenten ein von Diaz als Falle platziertes Lasernetz aktivieren, das bei Berührung eine Explosion auslöst. Mithilfe von FBI-Satelliten schafft Felicity es, das Signal zu verzögern, sodass die vier den Explosionen entkommen können. Da Quentin Black Siren retten will, vereinbart er mit Diaz ein Treffen, um sie zu sehen, und wird von dort in dessen Versteck gebracht. Durch Quentins vorherige Erwähnung seines Herzschrittmachers kommt Oliver auf die Idee, diesen anzupeilen, womit Felicity es gelingt, Diaz’ Versteck zu lokalisieren. Nachdem Quentin sich weigert, Diaz’ Forderung nachzukommen, schießt dieser auf Black Siren, wobei Quentin sich schützend vor sie wirft und im Bauch getroffen wird. Anschließend taucht das Team mit dem FBI auf und befreit Quentin und Black Siren, woraufhin Diaz aufs Dach flüchtet. Dort kommt es zum Kampf mit Oliver, der nach einiger Zeit die Oberhand gewinnt, als plötzlich Black Siren erscheint und Diaz mit einem Schrei in einen nahegelegenen Fluss stößt. Durch einen Sniffer, den Oliver bei sich trug, konnte er auf Diaz’ Datenträger zugreifen und die Daten kopieren. Quentin kommt ins Krankenhaus, wo er trotz einer Operation seinen Verletzungen erliegt. Wie sich zeigt, beinhaltete Olivers Deal mit Watson, dass er vollumfänglich gesteht und seine Teammitglieder dafür Immunität erhalten. Dank der Daten des Sniffers werden alle von Diaz bezahlten Personen entlarvt, auch wenn Diaz selbst sich der Festnahme entziehen kann. Oliver verabschiedet sich von Felicity und William und tritt seine Haft an. |           |                                                    |                            |                      |                                       |                    |                                                                         |                 |

## Staffel 7
Die Erstausstrahlung der siebten Staffel war vom 15. Oktober 2018 bis zum 13. Mai 2019 auf dem US-amerikanischen Sender The CW zu sehen. Die deutschsprachige Erstveröffentlichung fand am 1. August 2020 auf Netflix statt.
| Nr. (ges.) | Nr. (St.) | Deutscher Titel          | Originaltitel            | Erstausstrahlung USA | Deutschsprachige Erstveröffentlichung (D/A/CH) | Regie              | Drehbuch                                                 | Zuschauer (USA) |
| ---------- | --------- | ------------------------ | ------------------------ | -------------------- | ---------------------------------------------- | ------------------ | -------------------------------------------------------- | --------------- |
| 139        | 1         | Insasse 4587             | Inmate 4587              | 15. Okt. 2018        | 1. Aug. 2020                                   | James Bamford      | Beth Schwartz & Oscar Balderrama                         | 1,43 Mio.       |
| 140        | 2         | Longbow Hunters          | The Longbow Hunters      | 22. Okt. 2018        | 1. Aug. 2020                                   | Laura Belsey       | Jill Blankenship & Rebecca Bellotto                      | 1,18 Mio.       |
| 141        | 3         | Im Fadenkreuz            | Crossing Lines           | 29. Okt. 2018        | 1. Aug. 2020                                   | Gordon Verheul     | Onalee Hunter Hughes & Sarah Tarkoff Idee: Elizabeth Kim | 1,15 Mio.       |
| 142        | 4         | Level 2                  | Level Two                | 5. Nov. 2018         | 1. Aug. 2020                                   | Ben Bray           | Emilio Ortega Aldrich & Tonya Kong                       | 1,08 Mio.       |
| 143        | 5         | Der Dämon                | The Demon                | 12. Nov. 2018        | 1. Aug. 2020                                   | Marc Bunting       | Benjamin Raab & Deric A. Hughes                          | 1,26 Mio.       |
| 144        | 6         | Ordnungsgemäßer Ablauf   | Due Process              | 19. Nov. 2018        | 1. Aug. 2020                                   | Kristin Windell    | Sarah Tarkoff & Tonya Kong                               | 1,03 Mio.       |
| 145        | 7         | Der Aufstand             | The Slabside Redemption  | 26. Nov. 2018        | 1. Aug. 2020                                   | James Bamford      | Jill Blankenship & Rebecca Bellotto                      | 1,31 Mio.       |
| 146        | 8         | Unter Verdacht           | Unmasked                 | 3. Dez. 2018         | 1. Aug. 2020                                   | Alexandra La Roche | Oscar Balderrama & Beth Schwartz                         | 1,35 Mio.       |
| 147        | 9         | Anderswelten (2)         | Elseworlds, Part 2       | 10. Dez. 2018        | 21. Nov. 2019                                  | James Bamford      | Marc Guggenheim Idee: Caroline Dries                     | 2,06 Mio.       |
| 148        | 10        | Emiko Queen              | My Name Is Emiko Queen   | 21. Jan. 2019        | 1. Aug. 2020                                   | Andi Armaganian    | Benjamin Raab & Deric A. Hughes                          | 1,22 Mio.       |
| 149        | 11        | Sünden der Vergangenheit | Past Sins                | 28. Jan. 2019        | 1. Aug. 2020                                   | David Ramsey       | Onalee Hunter Hughes & Tonya Kong                        | 1,18 Mio.       |
| 150        | 12        | Chimera                  | Emerald Archer           | 4. Feb. 2019         | 1. Aug. 2020                                   | Glen Winter        | Marc Guggenheim & Emilio Ortega Aldrich                  | 1,07 Mio.       |
| 151        | 13        | Der Star-City-Killer     | Star City Slayer         | 11. Feb. 2019        | 1. Aug. 2020                                   | Gregory Smith      | Beth Schwartz & Jill Blankenship                         | 1,09 Mio.       |
| 152        | 14        | Brüder und Schwestern    | Brothers & Sisters       | 4. März 2019         | 1. Aug. 2020                                   | Marcus Stokes      | Rebecca Bellotto & Jeane Wong                            | 0,89 Mio.       |
| 153        | 15        | Der Anfängerkurs         | Training Day             | 11. März 2019        | 1. Aug. 2020                                   | Ruba Nadda         | Emilio Ortega Aldrich & Rebecca Rosenberg                | 1,02 Mio.       |
| 154        | 16        | Star City 2040           | Star City 2040           | 18. März 2019        | 1. Aug. 2020                                   | James Bamford      | Beth Schwartz & Oscar Balderrama                         | 1,00 Mio.       |
| 155        | 17        | Das Vermächtnis          | Inheritance              | 25. März 2019        | 1. Aug. 2020                                   | Patia Prouty       | Sarah Tarkoff & Elizabeth Kim                            | 1,01 Mio.       |
| 156        | 18        | Canary auf Abwegen       | Lost Canary              | 15. Apr. 2019        | 1. Aug. 2020                                   | Kristin Windell    | Jill Blankenship & Elisa Delson                          | 0,71 Mio.       |
| 157        | 19        | Der Spartaner            | Spartan                  | 22. Apr. 2019        | 1. Aug. 2020                                   | Avi Youabian       | Benjamin Raab & Deric A. Hughes                          | 0,71 Mio.       |
| 158        | 20        | Geständnisse             | Confessions              | 29. Apr. 2019        | 1. Aug. 2020                                   | Tara Miele         | Onalee Hunter Hughes & Emilio Ortega Aldrich             | 0,64 Mio.       |
| 159        | 21        | Der lebende Beweis       | Living Proof             | 6. Mai 2019          | 1. Aug. 2020                                   | Gordon Verheul     | Oscar Balderrama & Sarah Tarkoff                         | 0,63 Mio.       |
| 160        | 22        | Größer als wir           | You Have Saved This City | 13. Mai 2019         | 1. Aug. 2020                                   | James Bamford      | Beth Schwartz & Rebecca Bellotto                         | 0,95 Mio.       |

## Staffel 8
Die Erstausstrahlung der achten Staffel war vom 15. Oktober 2019 bis zum 28. Januar 2020 auf dem US-amerikanischen Sender The CW zu sehen. Die deutschsprachige Erstveröffentlichung fand am 1. August 2021 auf Netflix statt.
| Nr. (ges.) | Nr. (St.) | Deutscher Titel                  | Originaltitel                                                     | Erstausstrahlung USA | Deutschsprachige Erstausstrahlung (D/A/CH) | Regie           | Drehbuch                              | Zuschauer (USA) |
| ---------- | --------- | -------------------------------- | ----------------------------------------------------------------- | -------------------- | ------------------------------------------ | --------------- | ------------------------------------- | --------------- |
| 161        | 1         | Starling City                    | Starling City                                                     | 15. Okt. 2019        | 1. Aug. 2021                               | James Bamford   | Beth Schwartz & Marc Guggenheim       | 0,84 Mio.       |
| 162        | 2         | Willkommen in Hongkong           | Welcome to Hong Kong                                              | 22. Okt. 2019        | 1. Aug. 2021                               | Antonio Negret  | Jill Blankenship & Sarah Tarkoff      | 0,77 Mio.       |
| 163        | 3         | Vertrauensvorschuss              | Leap of Faith                                                     | 29. Okt. 2019        | 1. Aug. 2021                               | Katie Cassidy   | Emilio Ortega Aldrich & Elizabeth Kim | 0,76 Mio.       |
| 164        | 4         | Gegenwart                        | Present Tense                                                     | 5. Nov. 2019         | 1. Aug. 2021                               | Kristin Windell | Oscar Balderrama & Jeane Wong         | 0,62 Mio.       |
| 165        | 5         | Prochnost                        | Prochnost                                                         | 19. Nov. 2019        | 1. Aug. 2021                               | Laura Belsey    | Benjamin Raab & Deric A. Hughes       | 0,74 Mio.       |
| 166        | 6         | Reset                            | Reset                                                             | 26. Nov. 2019        | 1. Aug. 2021                               | David Ramsey    | Onalee Hunter Hughes & Maya Houston   | 0,79 Mio.       |
| 167        | 7         | Fegefeuer                        | Purgatory                                                         | 3. Dez. 2019         | 1. Aug. 2021                               | James Bamford   | Rebecca Bellatto & Rebecca Rosenberg  | 0,83 Mio.       |
| 168        | 8         | Krise der Parallelerden – Teil 4 | Crisis on Infinite Earths: Part Four                              | 14. Jan. 2020        | 1. Aug. 2021                               | Glen Winter     | Marc Guggenheim & Marv Wolfman        | 1,41 Mio.       |
| 169        | 9         | Green Arrow und Gegenwind        | Green Arrow & The Canaries Livin’ in the Future (Alternativtitel) | 21. Jan. 2020        | 1. Aug. 2021                               | Glen Winter     | Marc Guggenheim & Marv Wolfman        | 0,89 Mio.       |
| 170        | 10        | Fadeout                          | Fadeout                                                           | 28. Jan. 2020        | 1. Aug. 2021                               | James Bamford   | Marc Guggenheim & Beth Schwartz       | 0,73 Mio.       |

## Zuschauerzahlen
| Staffel | Staffel   | Episodennummer | Episodennummer | Episodennummer | Episodennummer | Episodennummer | Episodennummer | Episodennummer | Episodennummer | Episodennummer | Episodennummer | Episodennummer | Episodennummer | Episodennummer | Episodennummer | Episodennummer | Episodennummer | Episodennummer | Episodennummer | Episodennummer | Episodennummer | Episodennummer | Episodennummer | Episodennummer |
| Staffel | Staffel   | 1              | 2              | 3              | 4              | 5              | 6              | 7              | 8              | 9              | 10             | 11             | 12             | 13             | 14             | 15             | 16             | 17             | 18             | 19             | 20             | 21             | 22             | 23             |
| ------- | --------- | -------------- | -------------- | -------------- | -------------- | -------------- | -------------- | -------------- | -------------- | -------------- | -------------- | -------------- | -------------- | -------------- | -------------- | -------------- | -------------- | -------------- | -------------- | -------------- | -------------- | -------------- | -------------- | -------------- |
|         | Staffel 1 | 4,14           | 3,55           | 3,51           | 3,05           | 3,75           | 3,83           | 3,74           | 3,35           | 3,11           | 3,06           | 3,14           | 2,97           | 2,96           | 3,29           | 3,15           | 3,17           | 3,02           | 2,65           | 2,92           | 3,1            | 2,89           | 2,62           | 2,77           |
|         | Staffel 2 | 2,74           | 3,06           | 2,89           | 2,367          | 2,804          | 3,092          | 2,657          | 3,24           | 3,023          | 2,516          | 2,494          | 2,953          | 2,862          | 2,449          | 2,211          | 2,418          | 2,624          | 2,325          | 2,26           | 2,192          | 2,313          | 2,331          | 2,366          |
|         | Staffel 3 | 2,83           | 2,321          | 2,55           | 2,494          | 2,725          | 2,597          | 2,643          | 3,924          | 3,057          | 3,064          | 2,914          | 2,943          | 2,671          | 2,912          | 3,071          | 2,556          | 2,857          | 2,48           | 2,467          | 2,717          | 2,386          | 2,54           | 2,831          |
|         | Staffel 4 | 2,67           | 2,501          | 2,402          | 2,643          | 2,601          | 2,298          | 2,691          | 3,664          | 2,82           | 2,829          | 2,778          | 2,475          | 2,445          | 2,444          | 2,696          | 2,089          | 2,339          | 2,239          | 2,27           | 2,071          | 2,156          | 1,944          | 2,193          |
|         | Staffel 5 | 1,871          | 1,936          | 1,789          | 1,872          | 1,612          | 1,946          | 1,86           | 3,548          | 1,944          | 1,682          | 1,908          | 1,608          | 1,663          | 1,537          | 1,602          | 1,525          | 1,379          | 1,547          | 1,363          | 1,358          | 1,651          | 1,444          | 1,723          |
|         | Staffel 6 | 1,522          | 1,505          | 1,337          | 1,326          | 1,292          | 1,279          | 1,094          | 2,521          | 1,304          | 1,384          | 1,378          | 1,239          | 1,296          | 1,111          | 1,278          | 1,117          | 0,868          | 1,064          | 0,957          | 0,867          | 1,104          | 1,003          | 1,305          |
|         | Staffel 7 | 1,429          | 1,177          | 1,145          | 1,076          | 1,255          | 1,027          | 1,31           | 1,345          | 2,064          | 1,219          | 1,177          | 1,04           | 1,089          | 0,887          | 1,022          | 0,995          | 1,009          | 0,714          | 0,705          | 0,636          | 0,625          | 0,951          | N/A            |
|         | Staffel 8 | 0,842          | 0,773          | 0,762          | 0,619          | 0,737          | 0,785          | 0,825          | 1,408          | 0,893          | 0,733          | N/A            | N/A            | N/A            | N/A            | N/A            | N/A            | N/A            | N/A            | N/A            | N/A            | N/A            | N/A            | N/A            |